# Dzbanecznik

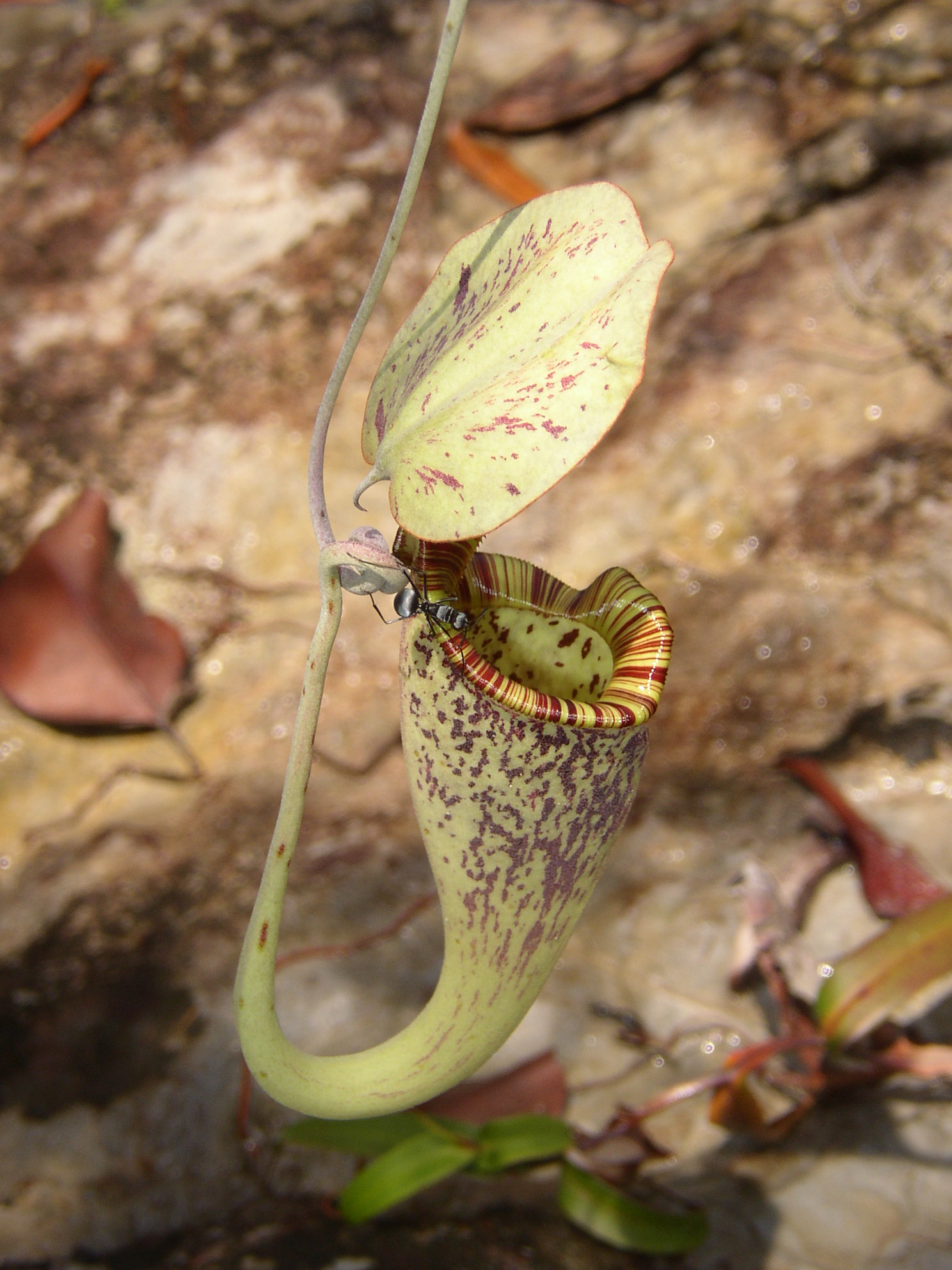
Dzbanecznik bukietnicowaty – dzbanek z prążkowanym kołnierzykiem i potencjalną ofiarą, wieczko z ostrogą

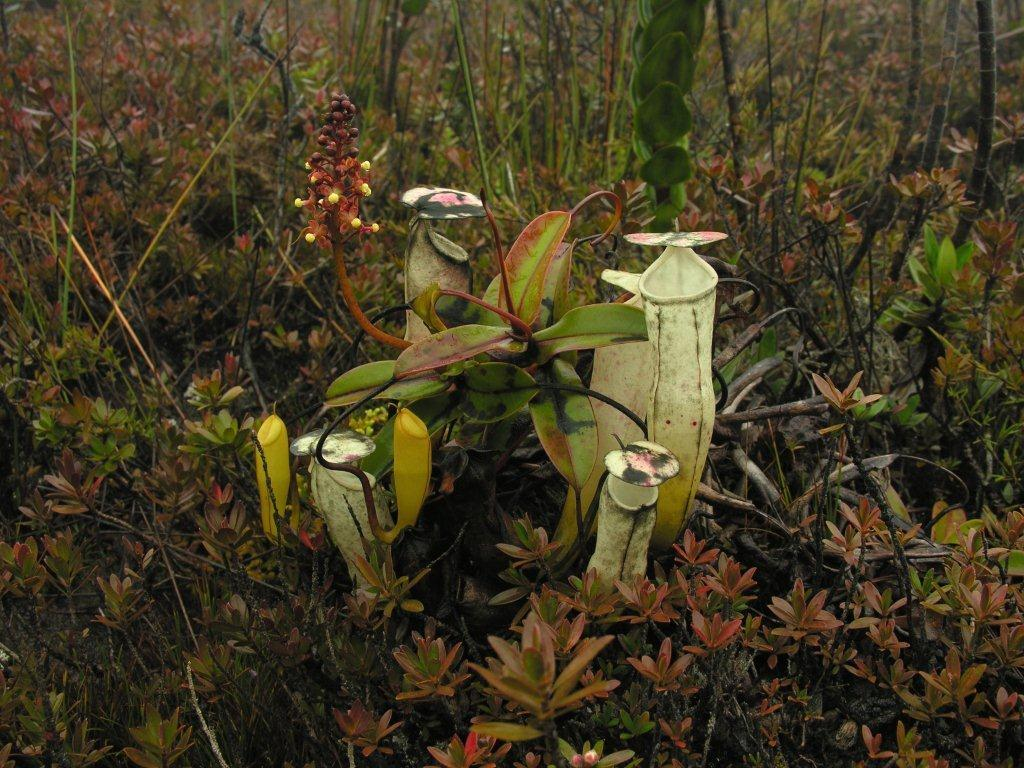
Kwitnący okaz Nepenthes alba

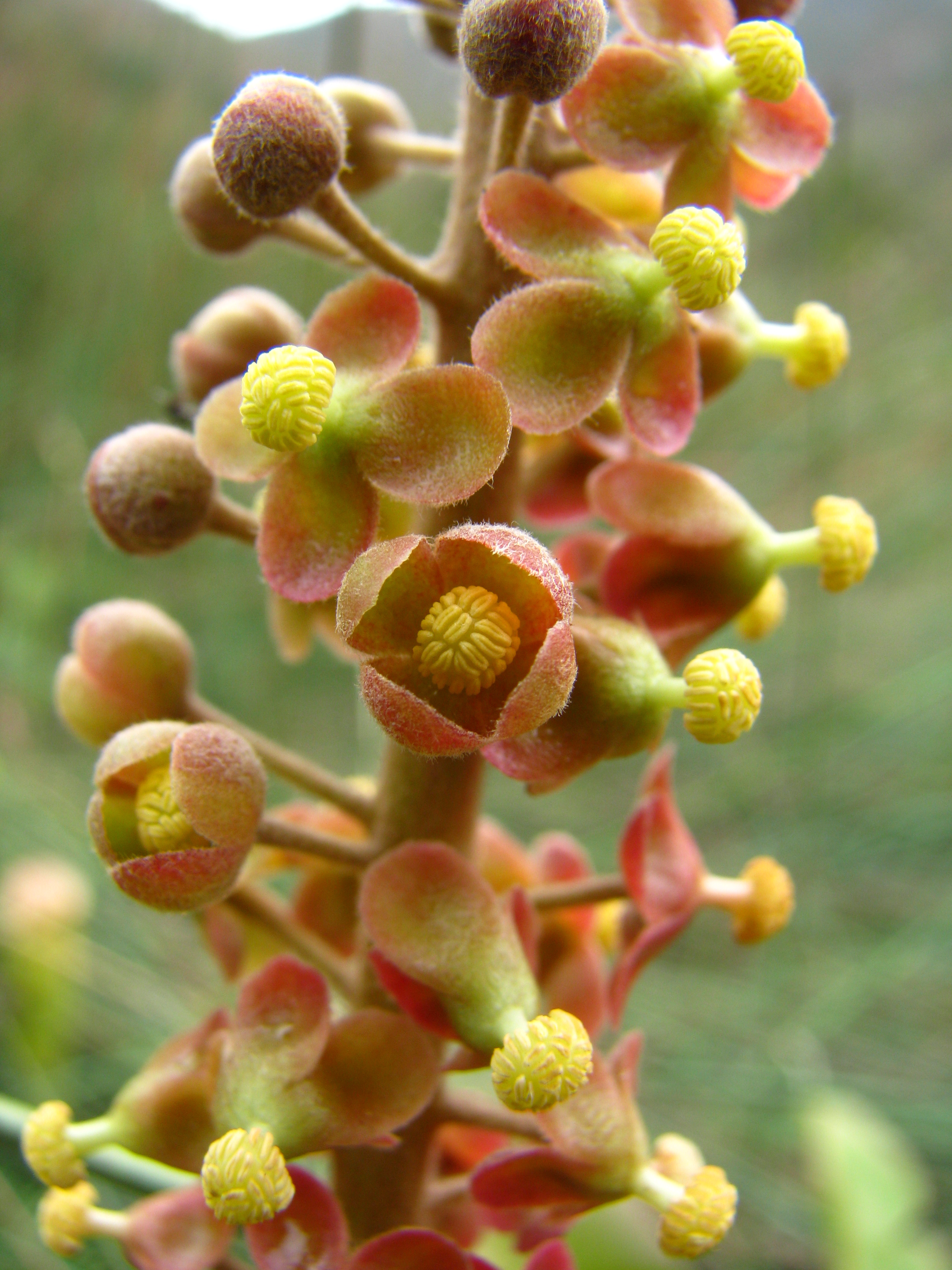
Kwiatostan męski Nepenthes mirabilis

Dzbanecznik (Nepenthes L.) – rodzaj roślin mięsożernych z monotypowej rodziny dzbanecznikowatych Nepenthaceae. Obejmuje co najmniej 168 gatunków. Większość z nich występuje w południowo-wschodniej Azji, ale zasięg rodzaju rozciąga się od Madagaskaru po zachodnią Oceanię. Są to pnącza zasiedlające różne siedliska, zarówno leśne jak i nieleśne, często rosną w górach, w miejscach wilgotnych. Ich liście przekształcone są w pułapki chwytające i trawiące drobne zwierzęta, w przypadku pojedynczych gatunków gromadzące także odchody zwierząt i resztki roślinne. Liczne gatunki i ich mieszańce uprawiane są jako rośliny ozdobne. Lokalnie rośliny te wykorzystywane są także jako lecznicze, a ich pnące pędy służą do wiązania i wyplatania.

## Rozmieszczenie geograficzne
Zasięg rodzaju obejmuje w swej zachodniej części Madagaskar (na wyspie rosną dwa gatunki) i Seszele (jeden gatunek), w południowej Azji Asam i Bangladesz (jeden gatunek) oraz Cejlon, południowo-wschodnią Azję od południowo-wschodnich Chin na północy (gdzie rośnie jeden gatunek), poprzez Półwysep Indochiński, Filipiny, wyspy Indonezji, Nową Gwineę, Karoliny i Wyspy Salomona (jeden gatunek), Queensland w Australii (trzy gatunki) i Nową Kaledonię (jeden gatunek). Rodzaj najbardziej zróżnicowany jest w południowo-wschodniej Azji, zwłaszcza na wyspach Borneo i Sumatra, gdzie występuje po parędziesiąt gatunków oraz na Celebes i Palawan. Wiele gatunków to endemity niewielkich obszarów.

## Morfologia
PokrójPnącza o drewniejących pędach płożących lub pnących, rzadziej niewielkie krzewy (dzbanecznik przedziwny N. mirabilis). Łodygi są rozgałęzione lub nie, na przekroju okrągłe lub trójkątne, kanciaste lub rzadko też nieco oskrzydlone, u najbardziej tęgich roślin osiągają do 5 cm średnicy u nasady, ale w części ulistnionej pędy nie przekraczają 1–2 cm średnicy. Młode rośliny mają skrócone międzywęźla, starsze – wydłużone. Często pęd w miarę wzrostu zamiera w starszej części – długość żywej części wynosi ok. 1–1,5 m. Część roślin tworzy jednak pędy o długości sięgającej 2–6 m, a nieliczne jeszcze dłuższe – osiągające 20–40 m. Pędy korzenią się w węzłach. U niektórych gatunków na długopędach wyrastają krótkopędy z liśćmi pułapkowymi o odmiennej budowie. Część gatunków (np. dzbanecznik czarnoamforowy N. gymnamphora) wykształca dwojakie pędy – kłączowate, które płożą się w podłożu, oraz pnące, z których wyrastają dzbanki i wąsy czepne. Pędy są nagie lub owłosione gruczołowato, nierzadko na rocznych pędach wykształcają się pozakwiatowe, drobne miodniki.
KorzenieCzarne, włókniste i gęste, aczkolwiek u gatunków epifitycznych często zredukowane lub nawet nieobecne.
LiścieU młodych roślin liście są skupione w rozetę i często leżą na ziemi, u starszych są rozmieszczone wzdłuż pędu, skrętoległe. Pozbawione są przylistków, czasem z wąskim ogonkiem, częściej są rozszerzone u nasady i obejmują łodygę. W dolnej części liścia u części gatunków znajduje się rozszerzenie przypominające blaszkę liściową, powstające jednak z ogonka liściowego – jest to liściak (phyllodium) osiągający do 60 cm długości, użyłkowany równolegle. Liściaki w rozetach przyziemnych są krótsze od tych na pędach wydłużonych, na których najdłuższe są te wyrastające z krótkopędów. Blaszka liściowa zmodyfikowana jest do postaci wąsa czepnego (cirrhus) i organu chwytającego drobne zwierzęta mającego postać dzbanka. Wąs czepny jest okrągły na przekroju, zwykle żółtozielony i osiąga długość podobną lub większą od długości liściaka. U niektórych gatunków liście są zróżnicowane i poza liśćmi pułapkowymi (z dzbankami) są takie (np. dzbanecznik beczułkowaty N. ampullaria), które pełnią tylko funkcję wąsa czepnego (z silnie zredukowanym dzbankiem), u innych dzbanki tworzą się lub nie w zależności od warunków środowiskowych. Silnie zwijające się i elastyczne wąsy czepne występują zwłaszcza na młodych liściach na pędach wydłużonych. Wąsy na dolnych liściach nie zwijają się – nie pełnią funkcji czepnej.
Organy pułapkowe – dzbanki (ascidium) mają ten sam schemat budowy w obrębie całego rodzaju – różnice między gatunkami związane są z wielkością, barwami i proporcjami budowy. Kształt dzbanków zmienia się też w obrębie poszczególnych roślin – inaczej wyglądają dzbanki z przyziemnej części pędu, a inaczej te z pędów wzniesionych, czasem wraz z formami pośrednimi wyróżnia się ich trzy odmienne formy. Dzbanki zwykle zwisają z pędów roślin pnących, ale u roślin o pędach płożących leżą na ziemi, a czasem zagrzebane są w leśnej ściółce z otworem pułapki na jej powierzchni lub rozwijają się całkopwicie pod powierzchnią gruntu (N. pudica). Osiągają od 3 do ok. 40 cm długości i mają solidną budowę – wzmocnione są silnie rozwiniętą w ich ścianach siecią wiązek przewodzących usztywnionych włóknami sklerenchymy. W ścianach dzbanków występują też idioblasty o spiralnie zgrubiałych ścianach komórkowych, a ich epidermę tworzą komórki grubościenne, pokryte grubą warstwą kutykuli. Dzbanki są zazwyczaj czerwone, czasem zielone, białawe lub w barwach mieszanych, często jaskrawych. Bliżej nasady pędu są zwykle silniej rozdęte, jajowate, podczas gdy wyższe są zazwyczaj bardziej wydłużone, walcowate lub lejkowate. Te niższe są częściej zwrócone otworem do osi rośliny, a te wyższe – na zewnątrz. Niższe dzbanki mają dwa, zbiegające wzdłuż strony brzusznej skrzydełka o frędzlowatym lub orzęsionym brzegu, podczas gdy na górnych dzbankach są one zwykle pozbawione frędzli i orzęsienia, czasem zredukowane do podłużnych garbków.
Dzbanki na szczycie mają otwór otoczony zagiętą do wnętrza, zwykle podłużnie żebrowaną krawędzią zwaną kołnierzykiem (peristome). Kołnierzyk jest poprzecznie żeberkowany mniej lub bardziej, twardy, jego powierzchnia jest lśniąco gładka, śliska. Krawędź skierowana do wnętrza dzbanka jest ząbkowana. Między ostrymi ząbkami skierowanymi w dół znajdują się gruczoły wydzielające nektar. Powierzchnia kołnierzyka jest często kontrastująco zabarwiona (zwykle czerwono-zielona). W jednym miejscu kołnierz jest przerwany – ściana dzbanka nie zagina się do wnętrza, lecz wznosi nad nim rozszerzając się w zwykle okrągławe i spłaszczone wieczko (operculum). Zwykle wieczko pochylone jest nad otworem osłaniając go od góry, wyjątkowo, np. u dzbanecznika beczułkowatego, odgięte jest do tyłu. Czasem u nasady wieczka znajduje się ostroga. W młodych dzbankach wieczko ściśle przykrywa ich otwór.
KwiatySą jednopłciowe (rośliny są dwupienne), niepozorne i zebrane w dość podobne w przypadku obu płci kwiatostany kłosokształtne, groniaste lub wiechowate, osiągające kilkadziesiąt cm, rzadziej ponad 1 m wysokości. Kwiatostany wyrastają na szczycie pędu, ale z kąta liścia znajdującego się pod nimi kontynuowany jest wzrost pędu spychającego szczytowy kwiatostan w pozycję boczną. Kwiaty są promieniste, o średnicy do 1 cm (najczęściej mają ok. 3 mm średnicy), pozbawione są płatków korony. Działki kielicha w liczbie czterech, rzadko trzech, mają barwę zielonkawą, żółtą lub czerwonobrązową. W kwiatach męskich wykształca się od 4 do 24 pręcików o nitkach zrośniętych w kolumnę. Pylniki są dwukomorowe i otwierają się podłużnym pęknięciem. W kwiatach żeńskich występuje pojedynczy, górny słupek powstający zwykle z czterech, rzadziej trzech lub sześciu owocolistków, z odpowiadającą im liczbą komór zawierających liczne zalążki (czasem zalążnia wzniesiona jest na gynoforze). Znamię jest siedzące na zalążni lub rozwija się na krótkiej szyjce, jest dyskowate, suche i brodawkowate.
OwoceWrzecionowate, jasnobrązowe i skórzaste torebki osiągające 0,5–1,5 cm długości. Zawierają liczne (od 100 do 500), drobne i bardzo lekkie, wyposażone w dwa podłużne worki powietrzne nasiona w efekcie o nitkowatym kształcie o długości 3–25 mm (rzadko owalne – tylko u N. pervillei).

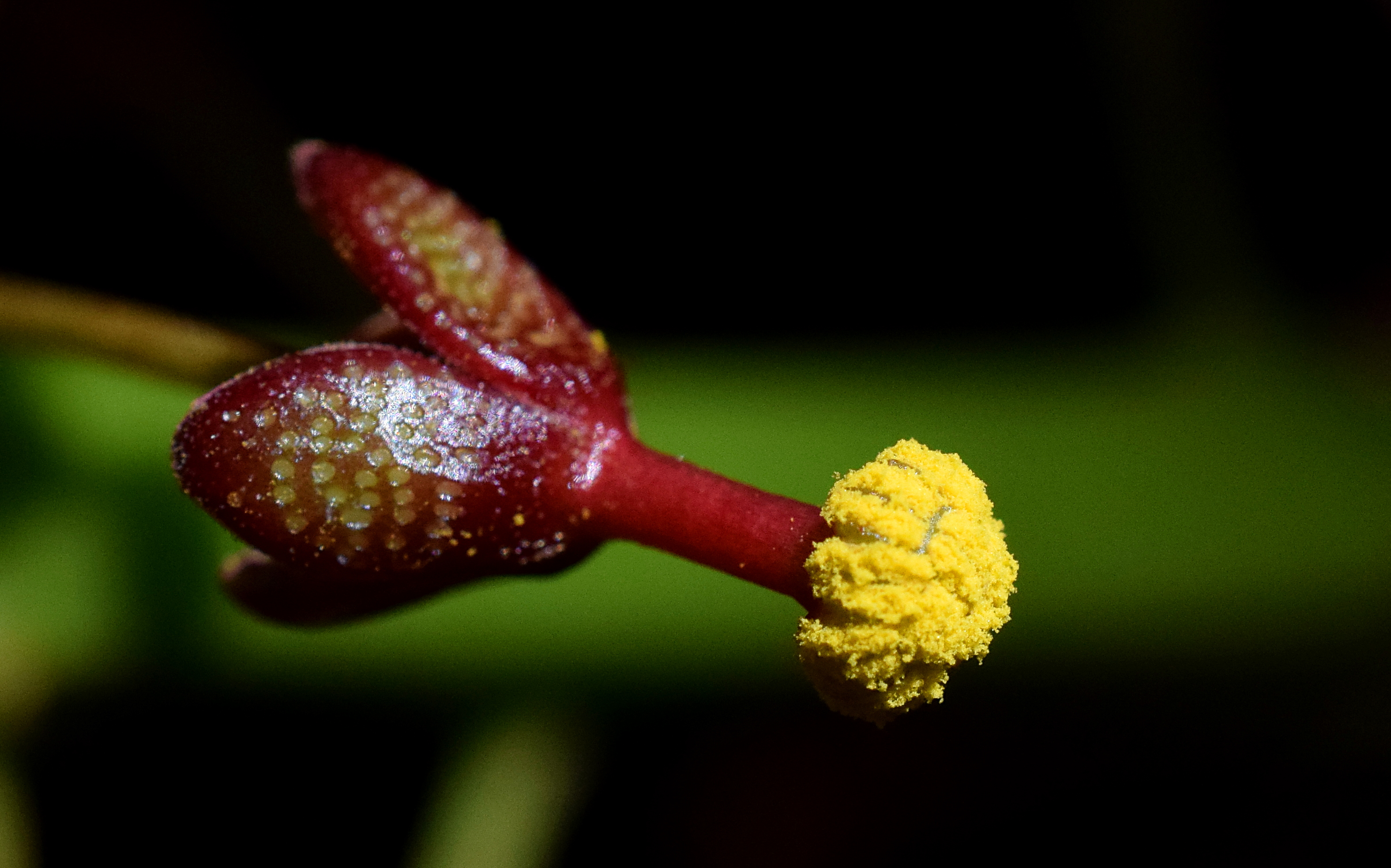
Odmiana 'Miranda' – kwiat męski
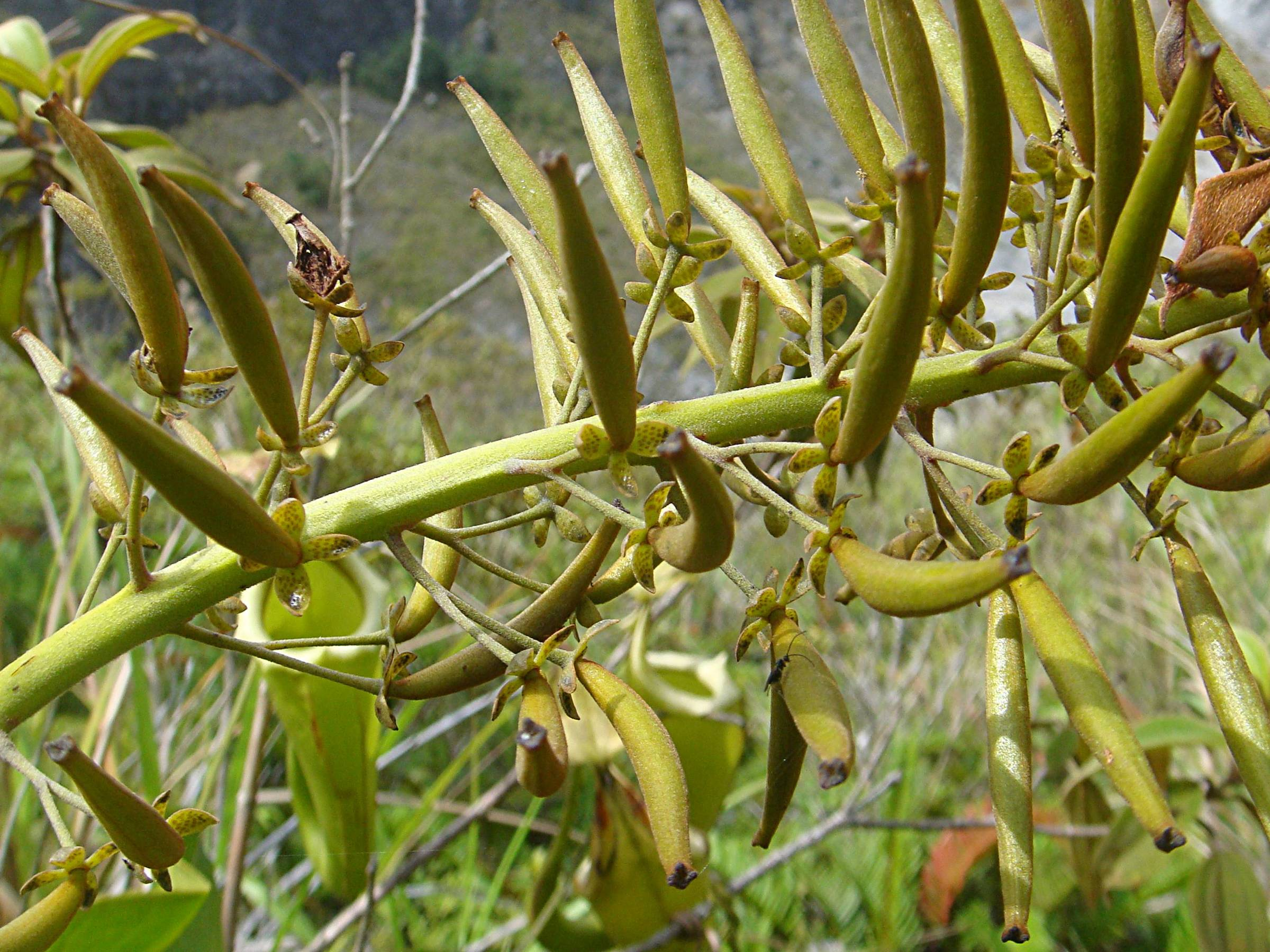
N. maxima – owoce
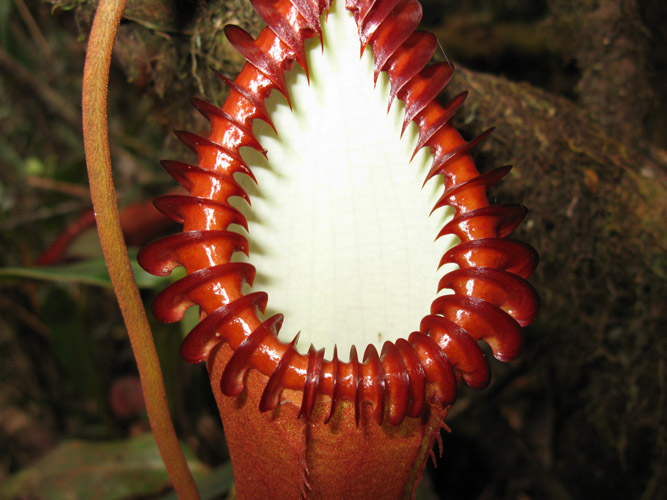
N. edwardsiana – kołnierzyk

## Biologia

### Rozwój
Młode dzbaneczniki tworzą przyziemną rozetę liści pozbawionych wąsa czepnego. Tworzące się na ich końcach dzbanki leżą na ziemi i zwrócone są zwykle otworami do osi rośliny. W miarę wzrostu rośliny międzywęźla pędu ulegają wydłużeniu, a wyrastające wyżej liście wyciągnięte są w wąs czepny. Wąsy te owijają się wokół napotkanych podpór, z reguły owijając się tylko raz i wystawiając wolny koniec, na którym zwykle latem rozwijają się dzbanki. Organy pułapkowe nie powstają jednak zawsze na każdym liściu, a rośliny rozwijające się w niesprzyjających warunkach (niska wilgotność, silne zacienienie) mogą nie tworzyć ich wcale (rośliny nie tworzą też organów pułapkowych rosnąc na żyznym lub nawożonym podłożu). Dzięki owijającym się na podporach wąsom czepnym konstrukcja rośliny jest stabilna i umożliwia dźwiganie dzbanków, które wypełnione płynem trawiącym osiągać mogą znaczny ciężar.
Tworzenie się dzbanka poprzedzone jest nabrzmieniem końca wąsa czepnego, który pod ciężarem rozwijającego się organu opada. Dzbanek rozwija się z reguły szybko, wybarwiając się w sposób typowy dla gatunku, i pozostaje w czasie dojrzewania zamknięty przez wieczko. Uchyla się ono, gdy ściany dzbanka pozostają wciąż jeszcze wiotkie, ale jego wnętrze wypełnia się płynem trawiącym. Osiągnięcie pełnej dojrzałości i sztywności przez organ zajmuje około 7–10 dni.
Kwitnienie jest nieregularne. Kwiaty męskie pozostają rozwinięte przez kilka dni, a kwiaty żeńskie kilka tygodni. Rośliny ze stanowisk silniej nasłonecznionych zwykle tworzą bardziej rozbudowane kwiatostany, które u roślin słabo oświetlonych bywają zredukowane. Kwiaty zapylane są przez owady: głównie przez ćmy, poza tym przez inne motyle, muchówki i pszczoły, które wabione są zapachem określanym jako „mysi”, stęchły, przypominający grzyby, ale też u niektórych gatunków przyjemny, oraz nektarem wydzielanym przez gruczoły znajdujące się na działkach.
Nasiona są przenoszone przez wiatr, ale rzadko przemieszczane są na większe odległości niż kilka kilometrów. Są wrażliwe na wysychanie i zachowują zdolność do kiełkowania przez krótki czas.

### Biochemia
Ciecz wydzielana przez gruczoły do wnętrza dzbanków zawiera enzymy trawienne oraz substancje antybakteryjne i przeciwgrzybowe. Wydzieliny trawiące ofiary zawierają pakiet enzymów rozkładających ich ciała: endonukleazy i rybonukleazy, fosfatazy, proteazy aspartylowe i serynowe, chitynazy, esterazy, glukozydazy, galaktozydazy i in. Odczyn pH gęstego soku trawiennego jest silnie kwaśny i może wynosić 2,5, przy czym jego zakwaszenie wzrasta po wpadnięciu ofiary, zwiększając skuteczność działania enzymów trawiennych, maleje zaś, gdy pożywienia w dzbanku brak. Analiza izotopów azotu pozwoliła stwierdzić, że różne gatunki dzbaneczników pozyskują z pokarmu zwierzęcego od 54 do 68% tego pierwiastka.
Z substancji czynnych dzbaneczniki zawierają fenole i chinony (zwłaszcza w korzeniach). Stwierdzono w nich związki występujące także u rosiczkowatych, takie jak: plumbagina, droseron i hydroksydroseron.

### Genetyka
Wszystkie dzbaneczniki mają tę samą liczbę chromosomów wynoszącą 2n = 80. Jako bardzo prawdopodobne uznaje się, że pochodzą od roślin, których podstawowa liczba chromosomów x = 5 lub 10 (podobnie jak to jest u siostrzanych rosiczkowatych), ale uległa zwielokrotnieniu w wyniku dawnej poliploidyzacji. Chromosomy dzbaneczników są bardzo drobne, różnią się od rosiczkowatych obecnością centromeru.

## Ekologia

### Wymagania siedliskowe

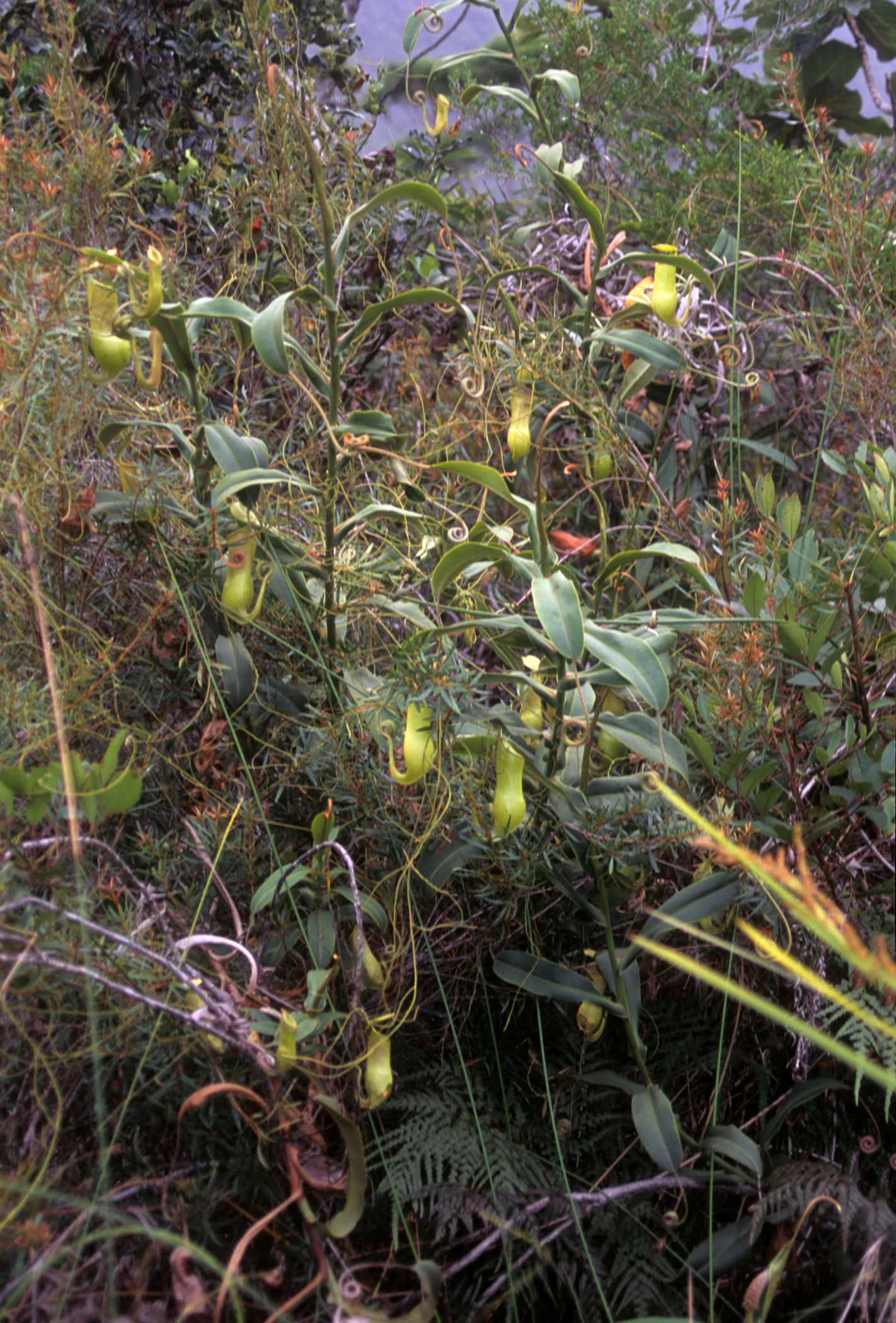
Siedlisko Nepenthes vieillardii (Nowa Kaledonia)

Dzbaneczniki występują jako rośliny naziemne i epifity w różnych formacjach roślinnych strefy międzyzwrotnikowej, zarówno leśnych, jak i trawiastych, zazwyczaj w siedliskach wilgotnych i ubogich troficznie. Liczne gatunki rosną w tropikalnych lasach górskich, ale stosunkowo rzadko obecne są w lasach nizinnych z wyjątkiem lasów bagiennych oraz lasów wrzosowiskowych na ubogich siedliskach (na Borneo zwanych karengas). Wiele gatunków rośnie na ubogich siedliskach na obszarach górskich sięgając do rzędnej 3500 m n.p.m. na Kinabalu. Niektóre zasiedlają skały serpentynowe, inne wapienne lub nawet piaski. Dzbaneczniki rosną na sawannach, nieliczne występują wzdłuż brzegów morskich (w tym uznawane za słonorośla), a są też gatunki zasiedlające siedliska antropogeniczne – przydroża, tereny wypalane i intensywnie wypasane. Generalnie gatunki zachodnie związane są częściej z siedliskami otwartymi – na bagnach rosną dzbaneczniki będące endemitami Madagaskaru i Cejlonu, a N. pervillei, będący endemitem Seszeli, spotykany jest tam na wychodniach skał granitowych.
Dzbaneczniki występując w strefie międzyzwrotnikowej rosną w warunkach względnie stabilnej temperatury w skali całego roku. Te z obszarów górskich znoszą jednak duże wahania temperatur w cyklu dobowym, bowiem nocami temperatury w miejscach ich występowania mogą spadać do ok. 5°C. Rośliny z terenów nizinnych rozwijają się w stabilnym zakresie temperatur wynoszącym zwykle od 21 do 29°C.

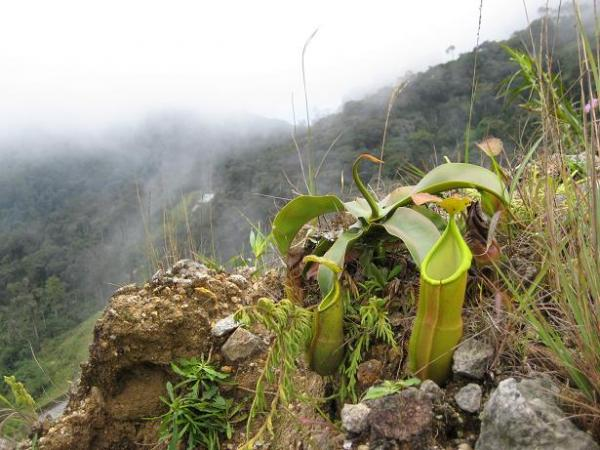
N. sanguinea w górach
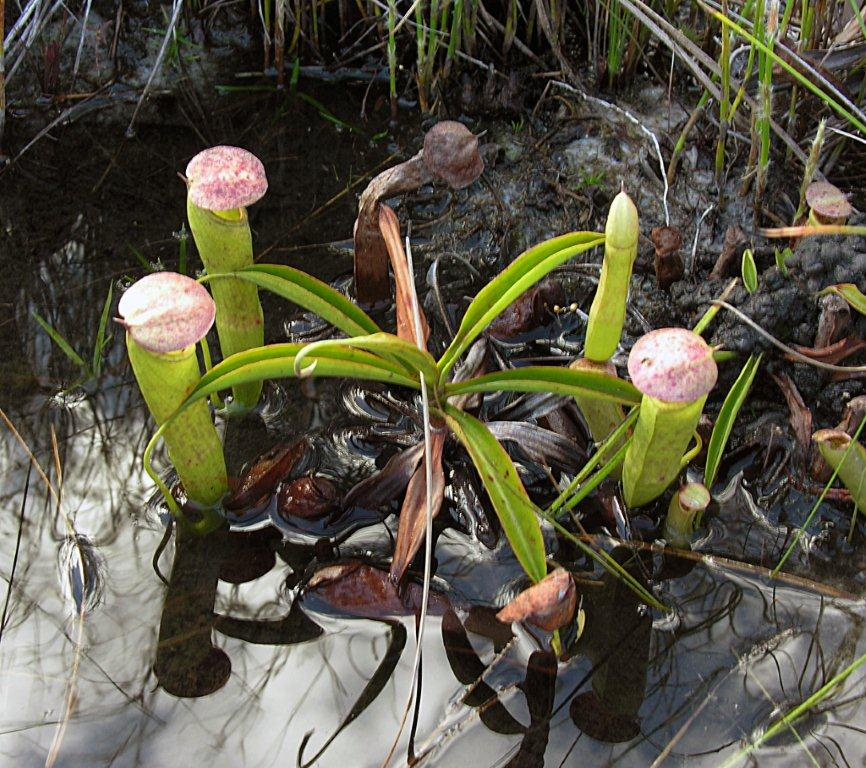
N. tenax
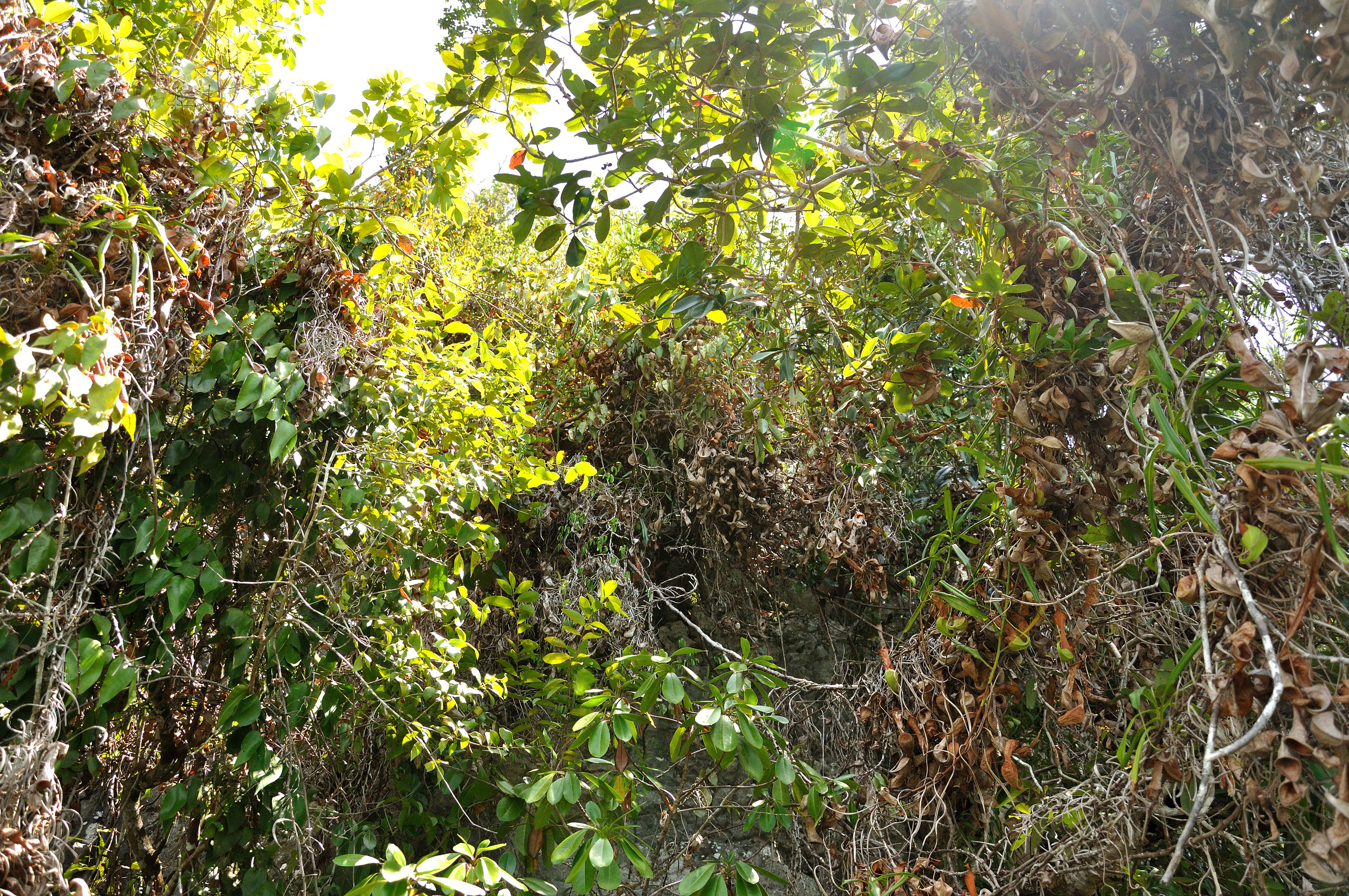
N. viridis
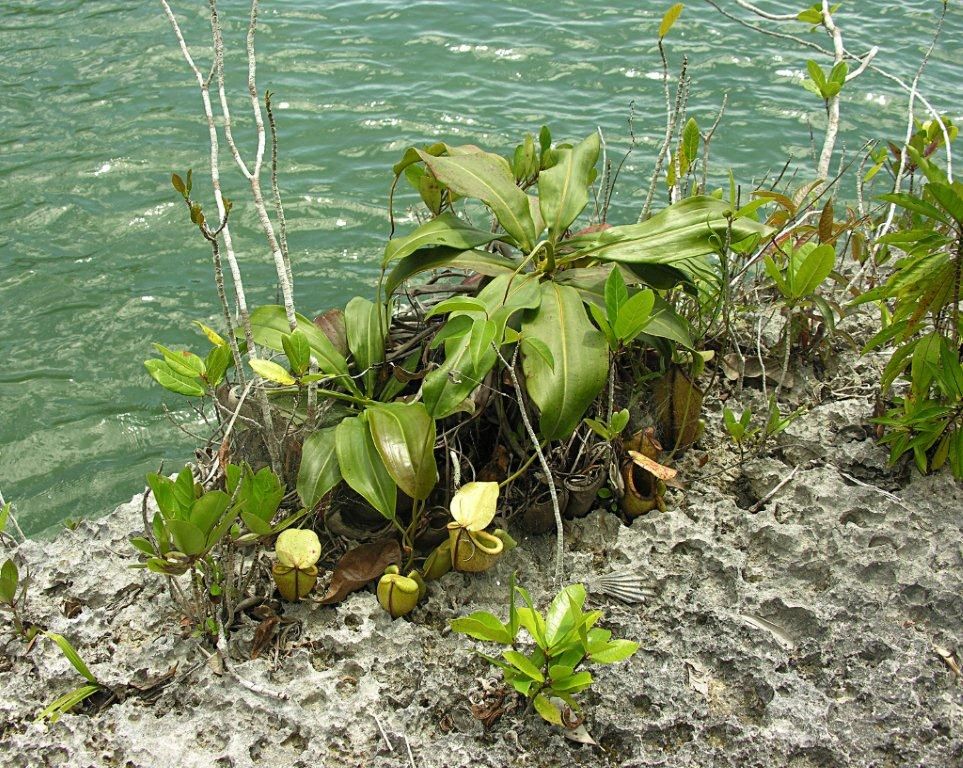
N. treubiana na brzegu morskim
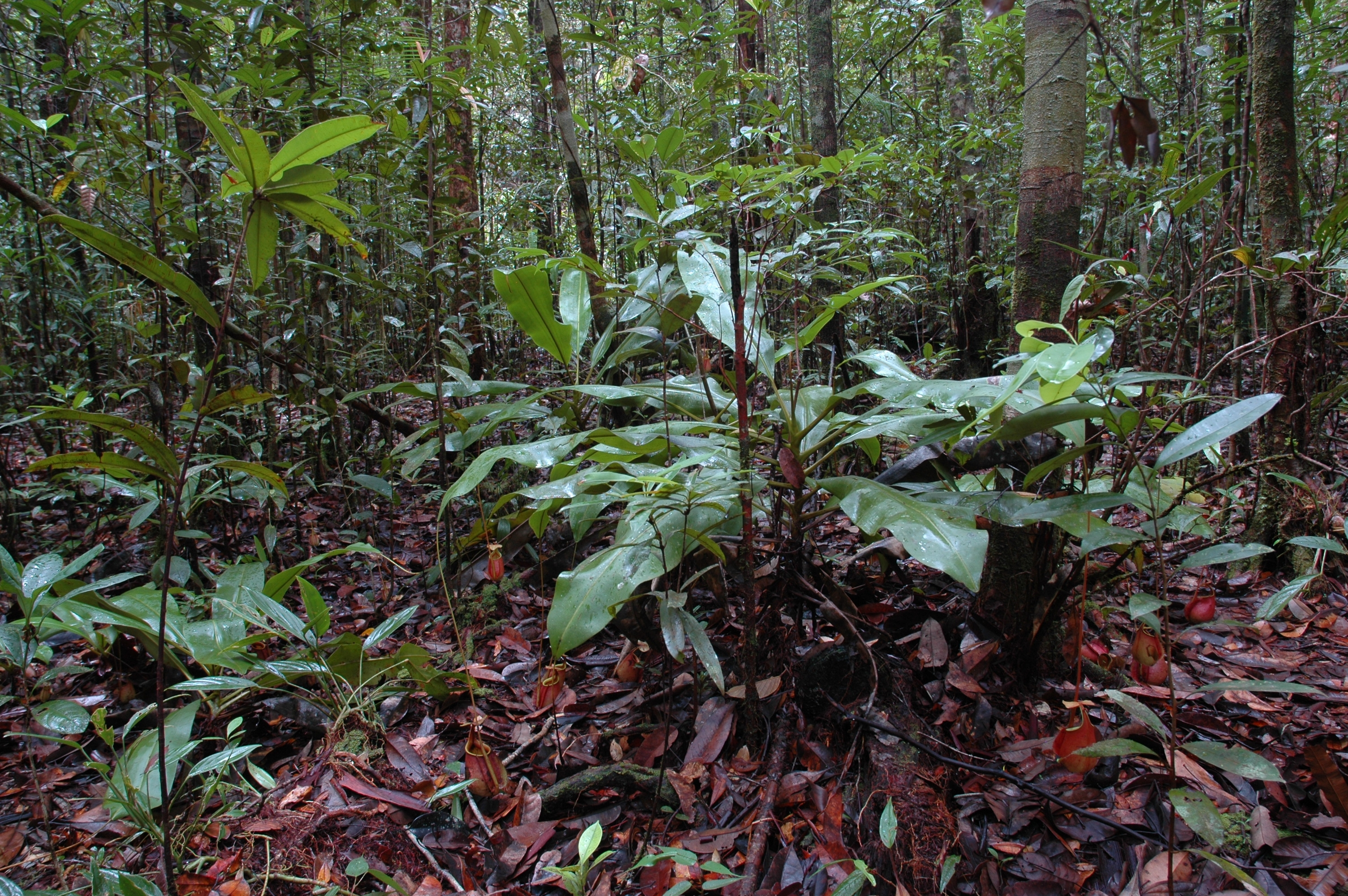
N. bicalcarata w lesie tropikalnym

### Drapieżnictwo

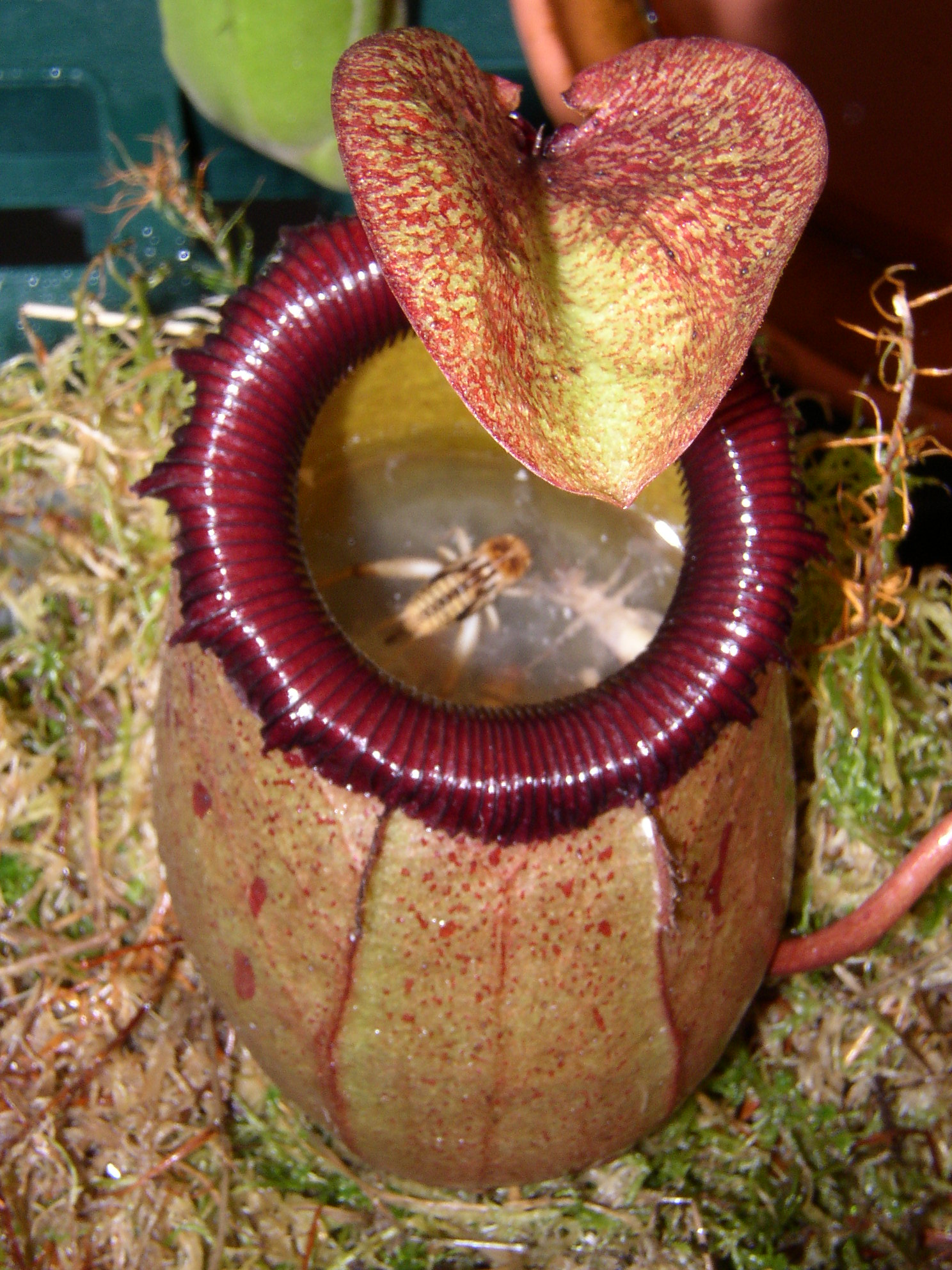
N. sibuyanensis z trawioną ofiarą

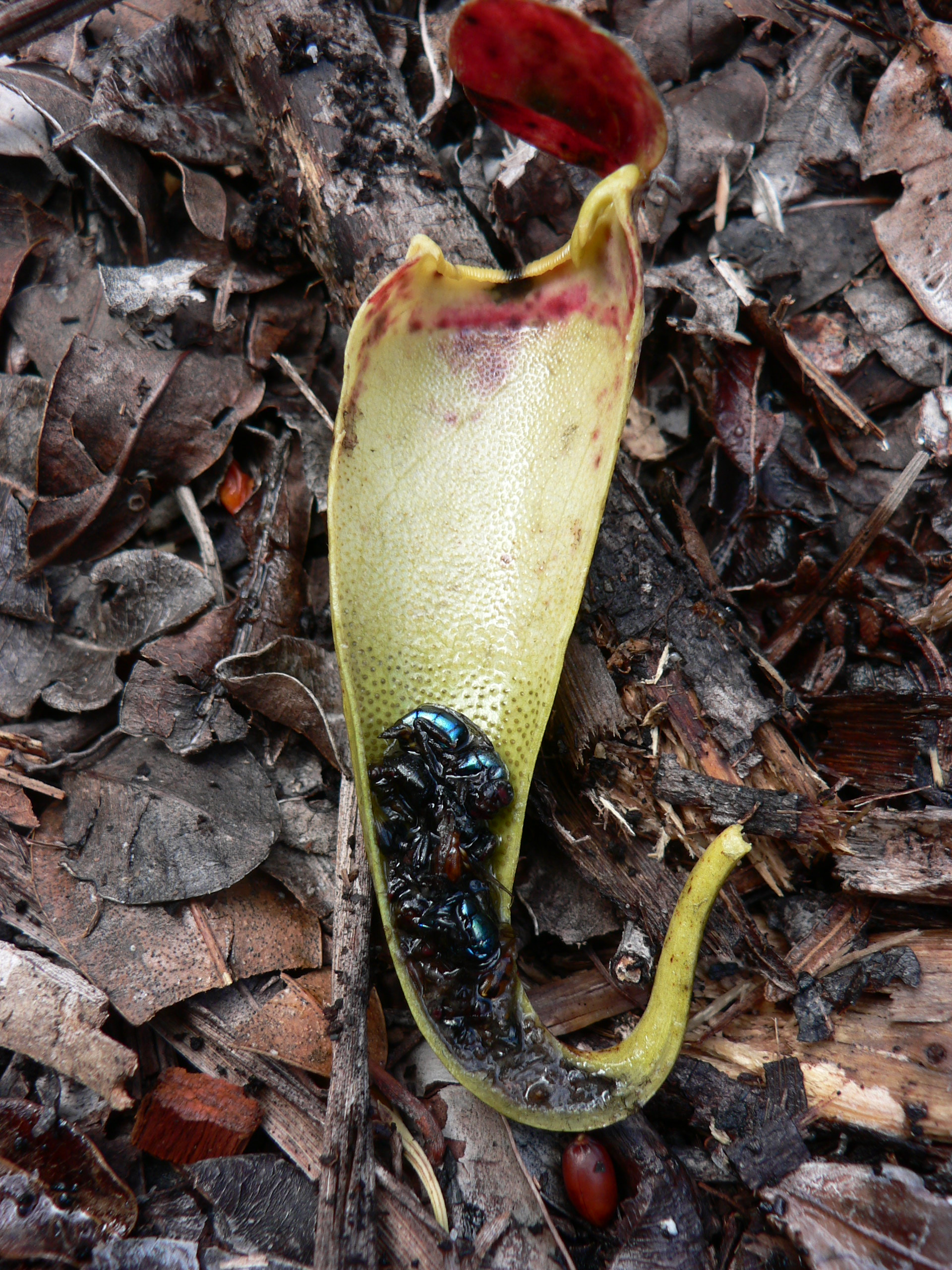
Przekrój przez liść pułapkowy N. madagascariensis

Zmodyfikowane liście pułapkowe pozwalają dzbanecznikom chwytać i trawić drobne zwierzęta. Ofiary wabione są nektarem wydzielanym przez gruczoły znajdujące się na spodniej stronie wieczka i na kołnierzyku otaczającym otwór dzbanka, na jego zagiętej do wnętrza części. Przyciągają je także jaskrawe kolory dzbanków i czasem nawet wydzielanie przez nie światła (fluorescencja). Kontrastowe zabarwienie wzmocnione bywa silnie w promieniowaniu ultrafioletowym, które u różnych gatunków jest pochłaniane przez kołnierzyk, a odbijane przez pozostałą część dzbanka. Rysunki wabiące ofiary ujawniają się na pułapkach różnych gatunków dzbaneczników w różnych zakresach promieniowania. Z dzbanków uwalniane są także olejki eteryczne, przy czym bardziej zróżnicowana ich kompozycja, nawiązująca do olejków kwiatowych, wydzielana jest przez pułapki umieszczone wyżej na roślinie, częściej chwytające owady zapylające, uboższa jest zaś w pułapkach naziemnych, częściej chwytających mrówkowate. Kompozycja olejków ulega też zmianie z czasem – o ile początkowo dzbanki wabią aromatami zbliżonymi do kwiatowych, to w miarę gromadzenia się w pułapkach szczątków ofiar wydzielane są związki wzmacniające odory wabiące saprofagi.
Powierzchnia zaokrąglonego kołnierzyka jest bardzo śliska i owad próbujący sięgnąć nektaru ześlizguje się do wnętrza dzbanka. Jego wewnętrzna górna część (pod kołnierzykiem) określana jest mianem strefy ześlizgu. Na tym odcinku wewnętrzna ściana dzbanka jest gładka, zwykle sinozielona i nieco opalizująca. Pokrywają ją dachówkowato ułożone bardzo drobne (ok. 1 μm średnicy) woskowe łuski. Są one częściowo ruchome (umocowane tylko w jednym punkcie), przez co uniemożliwiają wydostanie się z dzbanka nawet owadom potrafiącym poruszać się po gładkich powierzchniach. Dodatkowo u różnych gatunków występują w ściankach pułapek przejrzyste „okienka” stwarzające wrażenie pozornej drogi ucieczki – ich przesłonięcie od zewnątrz ułatwia ucieczkę drobnych owadów latających. U części gatunków specjalizujących się w chwytaniu owadów latających nie wykształca się woskowana strefa ześlizgu (ew. obecna jest ona tylko w ich dolnych pułapkach, chwytających naziemne bezkręgowce), a wewnętrzne ściany ich dzbanków pokryte są zamiast niej bardzo lepką wydzieliną.
Dolna część dzbanka stanowi tzw. strefę gruczołową (sekrecyjno-absorbcyjną). W jej ścianach znajdują się liczne gruczołki trawienne, schowane w zagłębieniach skierowanych w dół i okrytych od góry dachówkowato, przez co także te ścianki powodują ześlizgiwanie się ofiar na dno dzbanka. Tam gromadzi się wydzielina gruczołków, która zawiera enzymy trawienne rozkładające ofiary, kwas mrówkowy zapobiegający ich gniciu oraz substancje zmniejszające napięcie powierzchniowe (w tym zawarte w nektarze spływającym z gruczołów na krawędzi kołnierzyka). Te ostatnie powodują, że nawet drobne owady nie mogą utrzymać się na powierzchni cieczy i szybko się w niej topią. Wieczko osłaniające od góry otwór dzbanka ogranicza docieranie do wnętrza wody z zewnątrz i rozcieńczanie soku trawiennego. Pełni też funkcję wabiącą ofiary ubarwieniem i gruczołami wydzielającymi nektar. Nie zamyka się, więżąc wewnątrz dzbanka ofiarę, jak dawniej sądzono. Proces trawienia jest szybki – trwa kilka godzin w przypadku drobnych bezkręgowców, dwie doby w odniesieniu do większych. Proces uśmiercania ofiar i ich rozkład zachodzi sprawniej w starszych dzbankach. Substancje odżywcze wchłaniane są drogą endocytozy przez te same gruczoły, które wydzielają enzymy trawienne.
Ofiarami dzbaneczników są drobne bezkręgowce (do kilku cm długości), głównie owady, ale też skorupiaki i niewielkie ślimaki. Dzbanki tworzone w dolnej części pędów, zwykle leżące na ziemi, często łapią bezkręgowce naziemne (np. mrówkowate, które są główną ofiarą także w pułapkach tworzonych na pędach podziemnych), podczas gdy pułapki w górnej części pędu chwytają głównie bezkręgowce latające. Sporadycznie w największych dzbankach znajdowane są także pozostałości strawionych, niewielkich kręgowców: płazów, jaszczurek, ptaków i ssaków. Niektóre gatunki specjalizują się w chwytaniu określonych grup zwierząt, np. N. albomarginata chwyta głównie termity.
- Plujka burczało ratuje się bez trudu po wylądowaniu w wodzie.
- Taka sama mucha po wylądowaniu topi się w płynie trawiącym N. rafflesiana

### Inne interakcje międzygatunkowe

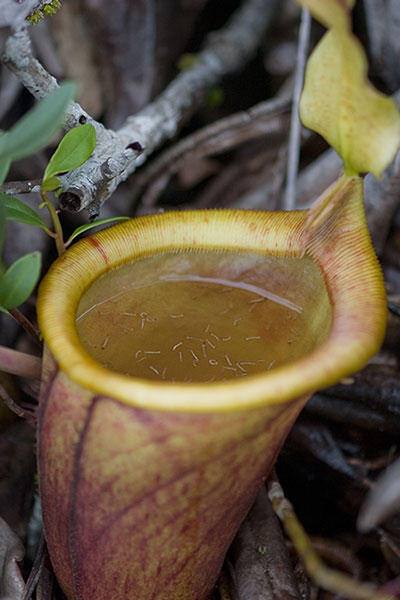
Dzbanek N. attenboroughii z uniesionym wieczkiem często wypełniony jest niemal wodą do górnej krawędzi i zasiedlany jest przez larwy komarów

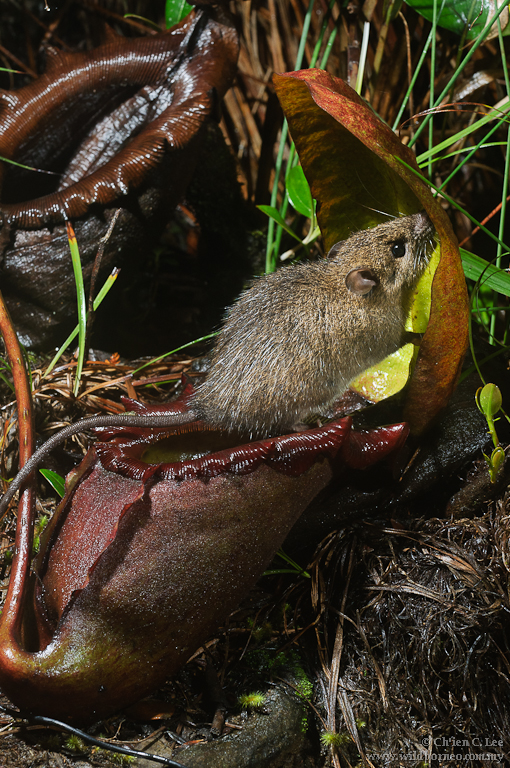
Dzbanek N. rajah wabi szczury wierchowe zostawiające w nim odchody

Niektóre gatunki dzbaneczników zdobywają związki azotu inaczej niż przez chwytanie ofiar. W dzbankach N. hemsleyana nocują i defekują nietoperze z gatunku wełniaczek orientalny. Nietoperze preferują ten konkretny gatunek dzbanecznika, ponieważ są przezeń wabione akustycznie – wewnętrzna strona wieczka działa jak reflektor, w pełni odbijając ultradźwięki. Z kolei odchody do dzbanków N. rajah, N. lowii i N. macrophylla oddają wiewióreczniki podczas korzystania „w zamian” z nektaru zlizywanego z wieczek. Podczas gdy młode, mniejsze dzbanki służą polowaniu na owady, większe dopasowane są wielkością do długości głowy i tułowia tupai górskiej. Słodki nektar z wieczka przyśpiesza u wiewiórecznika defekację, w efekcie czego zwierzę oddaje kał do wnętrza dzbanka. Odnotowano pojedynczy przypadek utopienia się tupai górskiej w płynie dzbanka. Adaptacja ta w największym stopniu wykształcona jest u N. lowii, który czerpie od 57 do 100% azotu budującego jego liście z kału wiewióreczników. Do dzbanków N. rajah wabione są także szczury wierchowe Rattus baluensis, które pozostawiają w nich swe odchody. Wymienione gatunki dzbaneczników zaliczane są do koprofagów, a ich liście przystosowane do wabienia zwierząt oddających odchody, ich gromadzenia i rozkładu określane są jako mianem wyspecjalizowanych „pułapek na odchody” (ang. fecal traps). Dzbanecznik beczułkowaty N. ampullaria pozyskuje azot głównie z gromadzących się w jego dzbankach opadających szczątków roślinnych.
Dzbanki tworzą specyficzne środowisko wykorzystywane przez liczne organizmy, tworzące tzw. „faunę dzbankową”, oporną na działanie enzymów trawiennych prawdopodobnie z powodu ich chemicznego neutralizowania. Największe dzbanki występujące u dzbanecznika radży N. rajah mogą pomieścić do dwóch litrów cieczy stanowiącej siedlisko wykorzystywane przez rozmaite gatunki grzybów, śluzowców, pierwotniaków, desmidii, okrzemek, wrotków, skąposzczetów, skorupiaków, larwy much i komarów. W dzbankach dzbanecznika beczułkowatego N. ampullaria żyją nawet płazy – Microhyla borneensis. Dzbanki dzbanecznika dwuostrogowego N. bicalcarata są wykorzystywane przez co najmniej 33 gatunki zwierząt. Bakterie żyjące w płynie trawiącym uczestniczą w rozkładzie związków pochodzących z ofiar. Wśród organizmów zasiedlających dzbanki są i takie, które ściśle zaadaptowały się do tego siedliska i nie są spotykane nigdzie indziej.
Z dzbanecznikami związana jest także grupa zwierząt wykradających ofiary lub organizmy żyjące w dzbankach. Należą do nich np. wyraki upiorne Tarsius tarsier. Na larwy komarów żyjące w dzbankach N. ampullaria polują nurkujące w tym celu mrówki Camponotus schmitzi. W przypadku N. bicalcarata mrówki zasiedlają wydrążone wąsy czepne i „odwdzięczają się” gospodarzom, chroniąc ich przed roślinożercami. 
Korzenie dzbaneczników współżyją z grzybami, tworząc endomikoryzę.

## Systematyka i pochodzenie

### Ewolucja

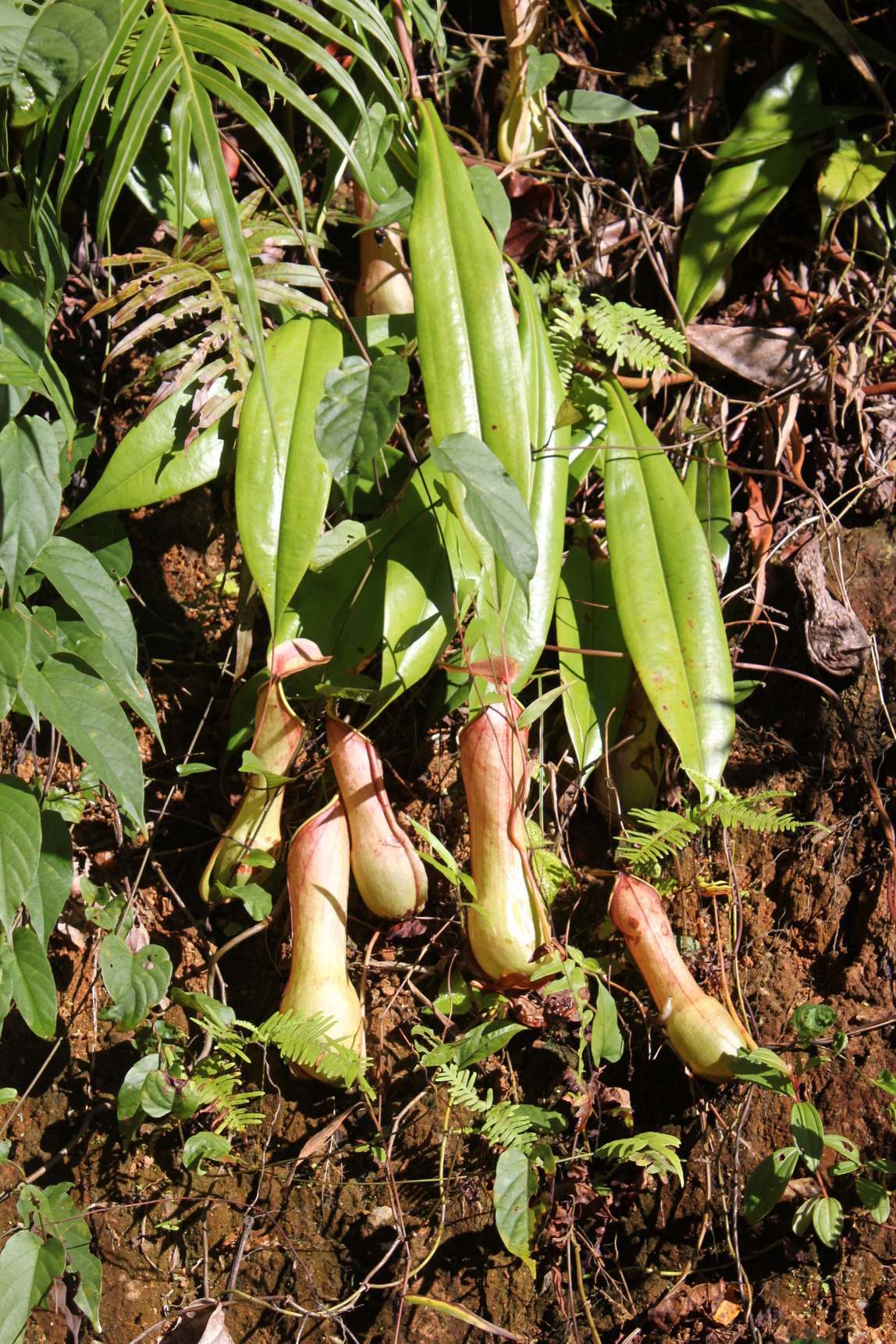
Nepenthes distillatoria – jeden z gatunków bazalnych (Celjon)

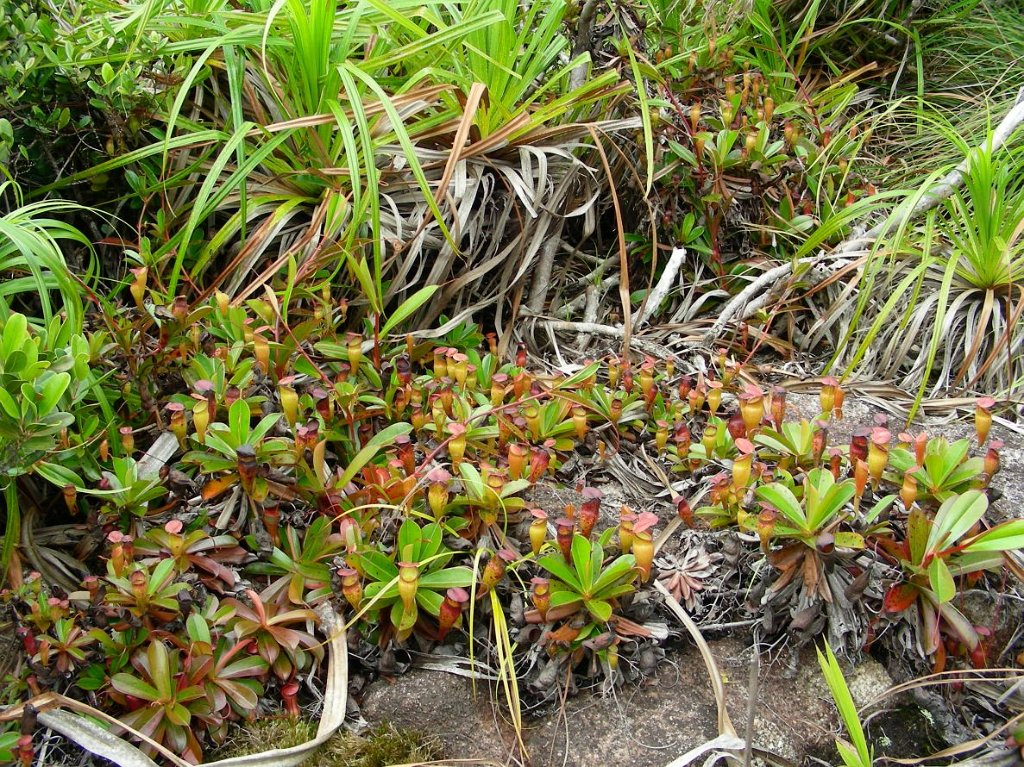
Nepenthes pervillei – jeden z gatunków bazalnych (Seszele)

Dzbanecznikowate reprezentowane są współcześnie przez jeden rodzaj dzbanecznik Nepenthes. Jego najbliżsi żyjący krewni należą do siostrzanej rodziny rosiczkowatych Droseraceae, od której dzbanecznikowate oddzieliły się według różnych badań ok. 73,9, 76,8 lub 84,8 miliona lat temu. Współczesne gatunki pochodzą z różnicowania, które nastąpiło dopiero ok. 8,7 miliona lat temu w przypadku najstarszych linii rozwojowych i ok. 6–4 miliony lat temu w przypadku większości linii, których potomkowie zasiedlają siedliska związane z powstałymi wówczas górami na wyspach Archipelagu Malajskiego – obecnie stanowiącymi centrum zróżnicowania dzbaneczników.
W materiale kopalnym zachował się pyłek z paleocenu, znajdowany na Wyspach Kerguelena i w Indiach, uznawany za należący do dzbanecznikowców, choć identyfikowany pierwotnie jako reprezentujący wymarły rodzaj Droseridites z rosiczkowatych. Pyłek typowy dla dzbaneczników znaleziono także w skałach z kredy późnej południowej Afryki oraz z eocenu i miocenu Europy. Ślady kopalne korespondują z danymi genetycznymi wskazującymi gatunki z zachodniej części zasięgu rodzaju jako reprezentujące najstarsze linie ewolucyjne w obrębie rodzaju. Klad bazalny w obrębie rodzaju tworzą N. pervillei z Seszeli i N. distillatoria z Cejlonu, kolejna grupa bazalna obejmuje oba gatunki z Madagaskaru i N. khasiana z północno-wschodnich Indii. Rodzaj wyewoluował najwyraźniej w zachodniej części Gondwany i poprzez Afrykę, wyspy Tetydy i później Oceanu Indyjskiego oraz płytę indyjską dotarł do południowej Azji, gdzie nastąpiło jego szybkie różnicowanie i rozprzestrzenienie w południowo-wschodniej części tego kontynentu. Najstarsza linia rozwojowa w tej części kontynentu reprezentowana jest przez gatunek N. danseri występujący współcześnie na Halmaherze i Waigeo, skąd później wyodrębnione dzbaneczniki trafiły do południowych Chin i stamtąd znów na południe do Malezji. W sumie linia Wallace’a była przekraczana 7-krotnie w historii różnicowania i rozprzestrzeniania się gatunków tego rodzaju.
Do apomorfii wspólnych dla dzbanecznikowatych i rosiczkowatych należą: pyłek połączony po cztery ziarna w tetrady i obecność w różnych organach okazałych sklereidów o spiralnie zgrubiałych ścianach. Ze względu na długą izolację rodziny dzbanecznikowatych występuje tu istotna mieszanka cech plezjomorficznych i apomorficznych: dwupienność, 4-krotny okwiat, pręciki o nitkach łączących się w kolumnę. Wszystkie dzbaneczniki mają ten sam schemat budowy liścia pułapkowego, który z kolei jest zupełnie unikalny i niepodobny do modyfikacji występujących u innych roślin, choć samo wykształcanie organu pułapkowego z blaszki liściowej jest cechą wspólną dla rodzin wchodzących w skład wspólnego kladu z dzbanecznikami. Ontogeneza dzbanka pozostaje kwestią sporną, tłumaczoną co najmniej 8 różnymi hipotezami. Ze względu na występowanie gruczołów na doosiowej (górnej) stronie blaszki u krewnych dzbaneczników zakłada się, że z niej powstały wewnętrzne ściany dzbanka. W takim wypadku zewnętrzne ściany dzbanka odpowiadałyby odosiowej (dolnej) stronie blaszki, a kołnierz otaczający jego otwór, z kończącymi się na jego krawędzi wiązkami przewodzącymi, stanowiłby brzeg liścia. Pewne analogie do takiego schematu występują u niektórych rosiczek, których ogruczolona górna część blaszki bywa wgłębiona. Alternatywnie za pozostałość brzegów blaszki uznawane są dwa skrzydełka czy też garby biegnące po brzusznej stronie dzbanka. Wieczko uznawane jest zwykle za szczytową część liścia, którego wierzchołek stanowi ostrogę, a zasadnicza część wieczka to zrośnięte dwie klapy blaszki tworzące się pod wierzchołkiem. Tak powstające wieczko stanowiłoby w efekcie organ homologiczny pary haczykowatych wyrostków występujących w szczytowej części blaszki pnących liści blisko spokrewnionych roślin z rodziny Dioncophyllaceae. Podobne pary uszkowatych wyrostków lub ostrych klapek obecne są na blaszkach niektórych rosiczek.

### Pozycja systematyczna

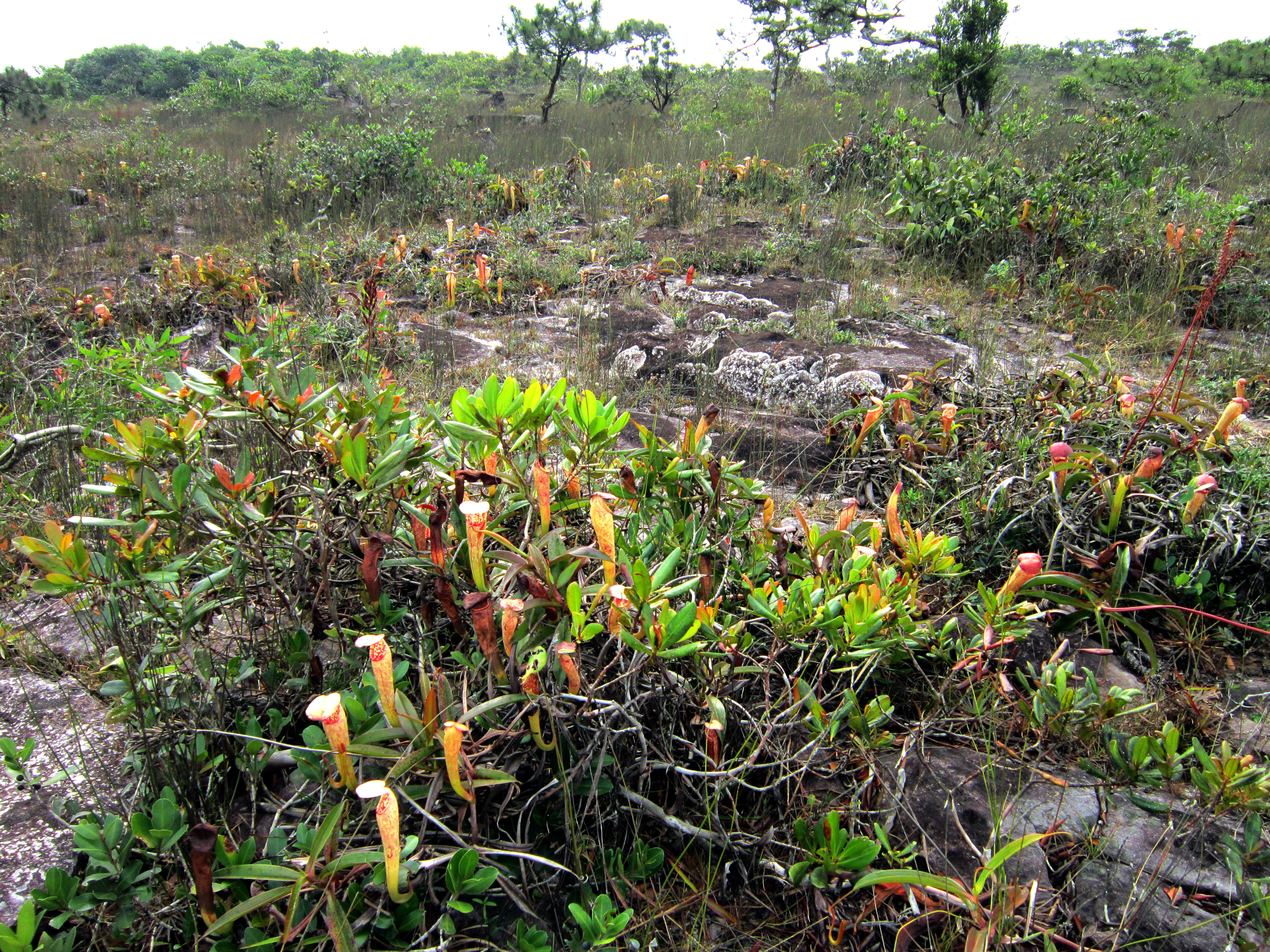
N. mirabilis

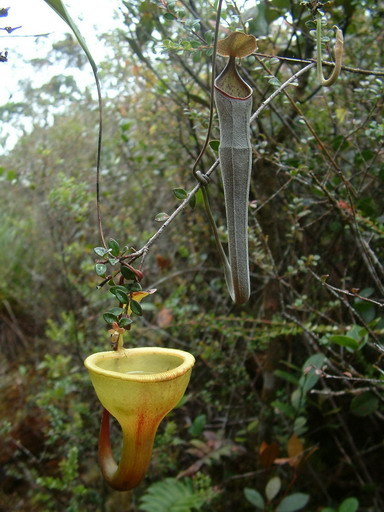
N. jamban (u dołu) i N. lingulata (u góry)

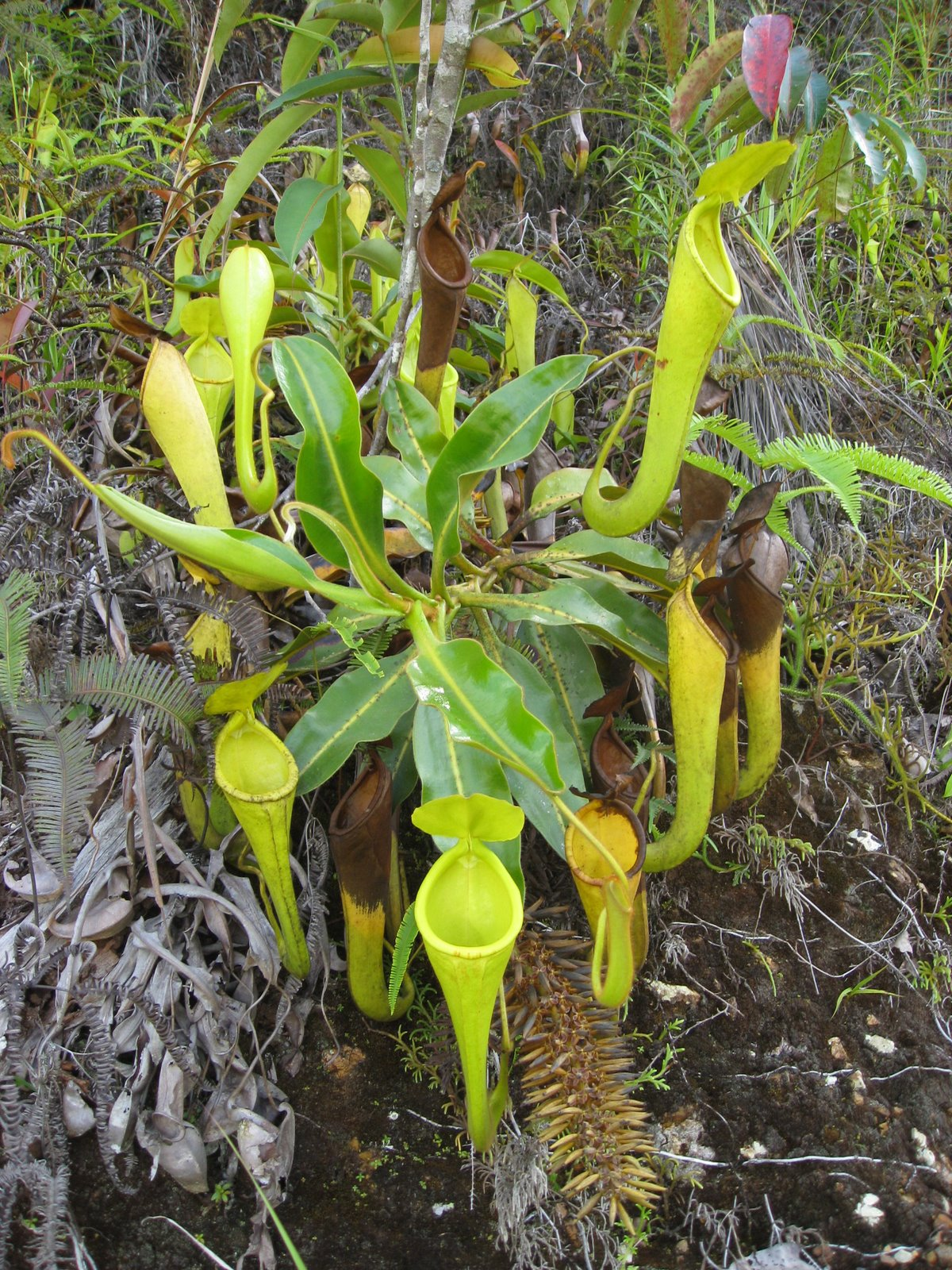
N. chaniana

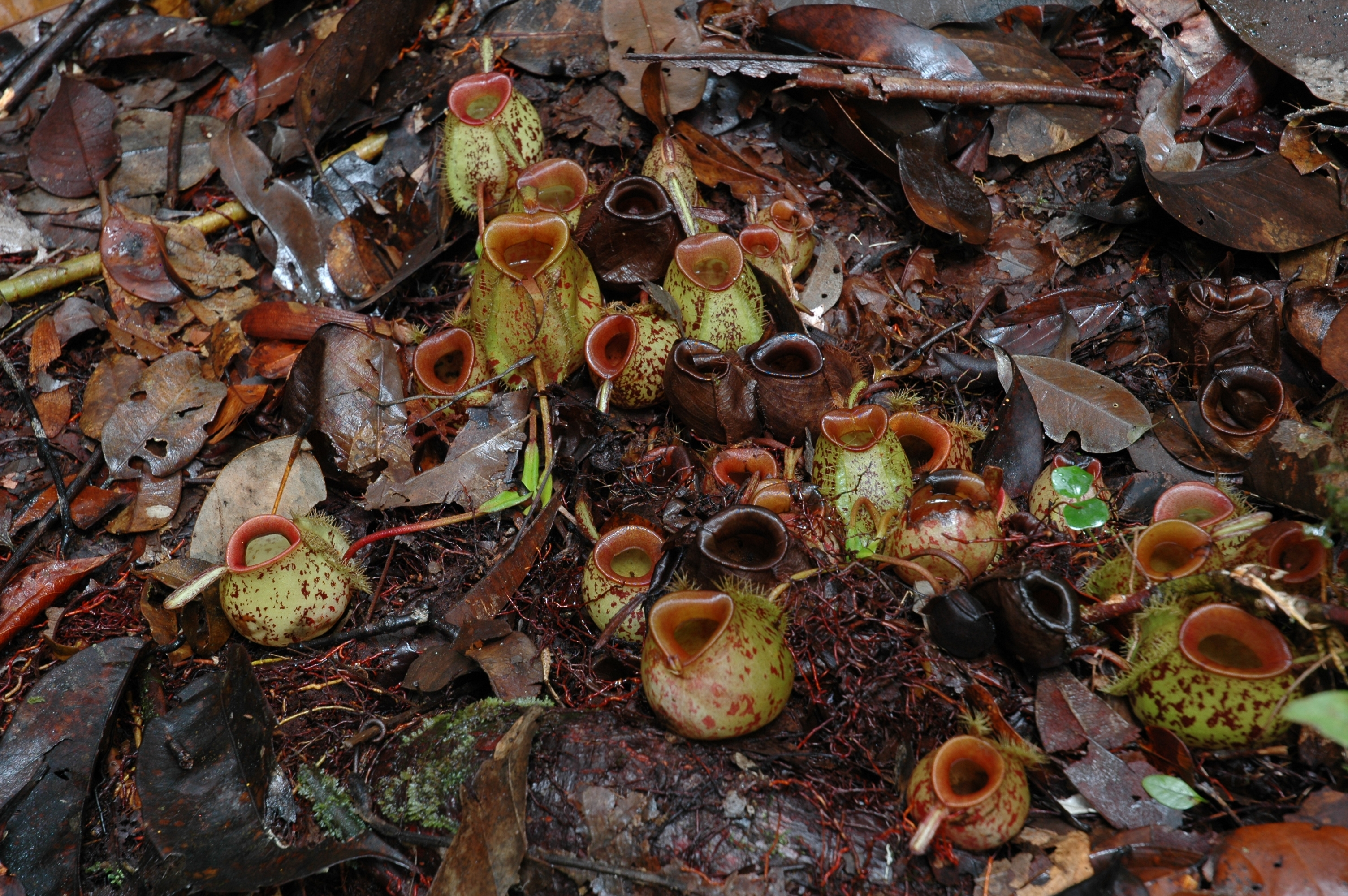
N. ampullaria gromadzi w swych otwartych dzbankach często resztki roślinne

Dzbanecznik Nepenthes to rodzaj z monotypowej rodziny dzbanecznikowatych Nepenthaceae, która zaliczana jest w systemach Angiosperm Phylogeny Group do rzędu goździkowców Caryophyllales.
Dzbanecznikowate spokrewnione są z kilkoma rodzinami innych roślin owadożernych w obrębie rzędu goździkowców Caryophyllales w ujęciu Angiosperm Phylogeny Website (2001...) i systemu APG IV (2016). W niektórych systemach klasyfikacyjnych ta grupa rodzin tworzy rząd rosiczkowców Droserales (system Reveala z lat 1994–1999) lub dzbanecznikowców Nepenthales (system Reveala i Thorna z 2007 i system Takhtajana z 2009). W starszych systemach, choć łączono dzbanecznikowate z rosiczkowatymi, to równocześnie też z kapturnicowatymi Sarraceniaceae, tworzącymi podobne morfologicznie liście pułapkowe. Całą grupę sytuowano zwykle blisko herbatowców Theales (np. w systemie Takhtajana z 1997 i Cronquista z 1981) lub w ich obrębie (np. system Dahlgrena z lat. 80. XX wieku) (we współczesnych systemach Angiosperm Phylogeny Group kapturnicowate i herbatowate wchodzą w skład rzędu wrzosowców Ericales).
Pozycja systematyczna w kladzie polygonids w obrębie rzędu goździkowców według Angiosperm Phylogeny Website (aktualizowany system APG IV z 2016)
|  | Droseraceae – rosiczkowate      |
|  |                                 |
|  | Nepenthaceae – dzbanecznikowate |
|  |                                 |

|  | Drosophyllaceae – rosolistnikowate                                     |
|  |                                                                        |
|  | \| \| Ancistrocladaceae \| \| \| \| \| \| Dioncophyllaceae \| \| \| \| |
|  |                                                                        |
|  | Ancistrocladaceae                                                      |
|  |                                                                        |
|  | Dioncophyllaceae                                                       |
|  |                                                                        |

|  | Ancistrocladaceae |
|  |                   |
|  | Dioncophyllaceae  |
|  |                   |

|  | Droseraceae – rosiczkowate      |
|  |                                 |
|  | Nepenthaceae – dzbanecznikowate |
|  |                                 |

|  | Drosophyllaceae – rosolistnikowate                                     |
|  |                                                                        |
|  | \| \| Ancistrocladaceae \| \| \| \| \| \| Dioncophyllaceae \| \| \| \| |
|  |                                                                        |
|  | Ancistrocladaceae                                                      |
|  |                                                                        |
|  | Dioncophyllaceae                                                       |
|  |                                                                        |

|  | Ancistrocladaceae |
|  |                   |
|  | Dioncophyllaceae  |
|  |                   |

|  | Frankeniaceae – pomorzlinowate |
|  |                                |
|  | Tamaricaceae – tamaryszkowate  |
|  |                                |

|  | Plumbaginaceae – ołownicowate |
|  |                               |
|  | Polygonaceae – rdestowate     |
|  |                               |

|  | Frankeniaceae – pomorzlinowate |
|  |                                |
|  | Tamaricaceae – tamaryszkowate  |
|  |                                |

|  | Plumbaginaceae – ołownicowate |
|  |                               |
|  | Polygonaceae – rdestowate     |
|  |                               |

|  | Droseraceae – rosiczkowate      |
|  |                                 |
|  | Nepenthaceae – dzbanecznikowate |
|  |                                 |

|  | Drosophyllaceae – rosolistnikowate                                     |
|  |                                                                        |
|  | \| \| Ancistrocladaceae \| \| \| \| \| \| Dioncophyllaceae \| \| \| \| |
|  |                                                                        |
|  | Ancistrocladaceae                                                      |
|  |                                                                        |
|  | Dioncophyllaceae                                                       |
|  |                                                                        |

|  | Ancistrocladaceae |
|  |                   |
|  | Dioncophyllaceae  |
|  |                   |

|  | Droseraceae – rosiczkowate      |
|  |                                 |
|  | Nepenthaceae – dzbanecznikowate |
|  |                                 |

|  | Drosophyllaceae – rosolistnikowate                                     |
|  |                                                                        |
|  | \| \| Ancistrocladaceae \| \| \| \| \| \| Dioncophyllaceae \| \| \| \| |
|  |                                                                        |
|  | Ancistrocladaceae                                                      |
|  |                                                                        |
|  | Dioncophyllaceae                                                       |
|  |                                                                        |

|  | Ancistrocladaceae |
|  |                   |
|  | Dioncophyllaceae  |
|  |                   |

|  | Frankeniaceae – pomorzlinowate |
|  |                                |
|  | Tamaricaceae – tamaryszkowate  |
|  |                                |

|  | Plumbaginaceae – ołownicowate |
|  |                               |
|  | Polygonaceae – rdestowate     |
|  |                               |

|  | Frankeniaceae – pomorzlinowate |
|  |                                |
|  | Tamaricaceae – tamaryszkowate  |
|  |                                |

|  | Plumbaginaceae – ołownicowate |
|  |                               |
|  | Polygonaceae – rdestowate     |
|  |                               |

### Gatunki i ich mieszańce

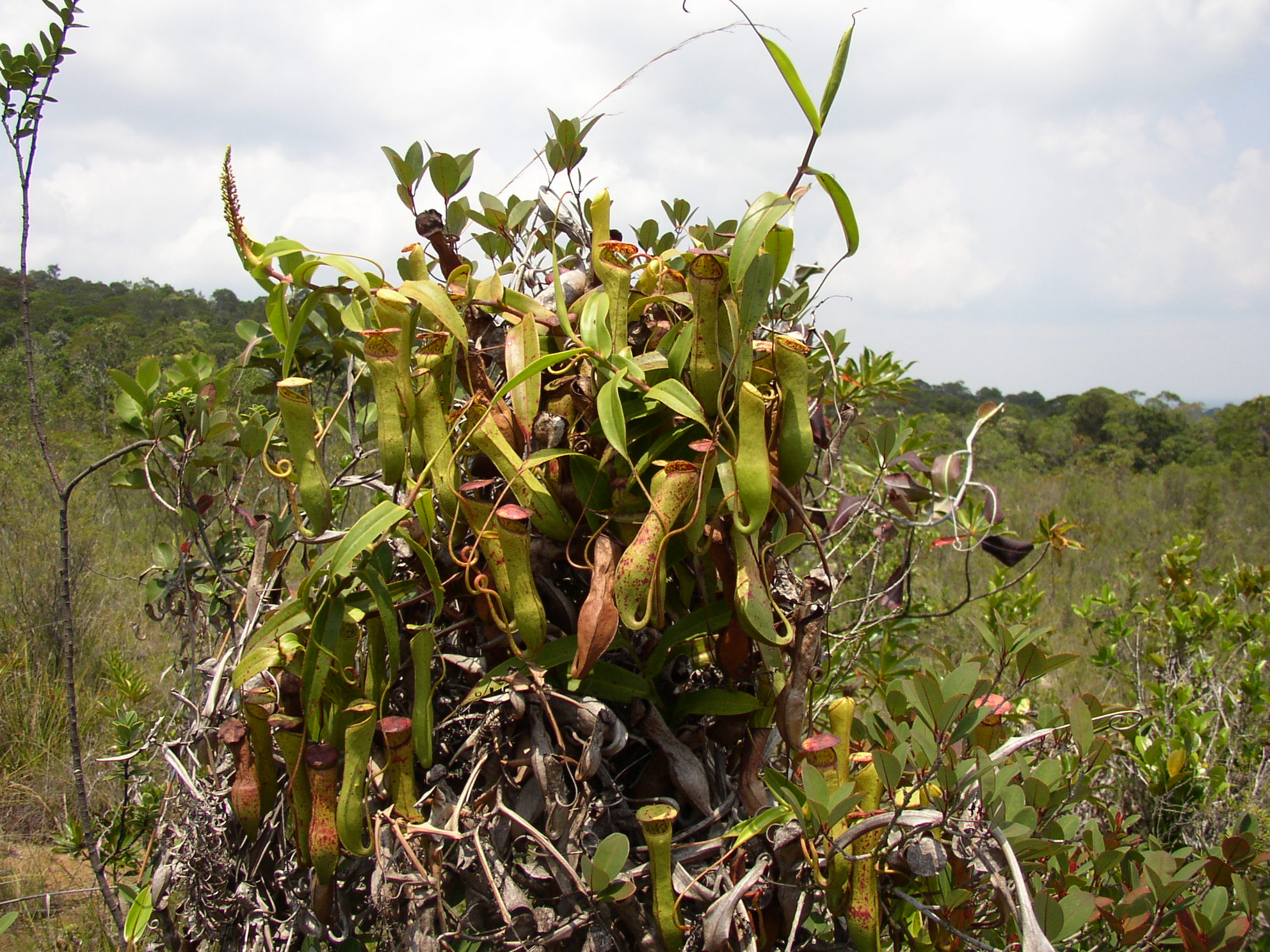
Nepenthes gracilis

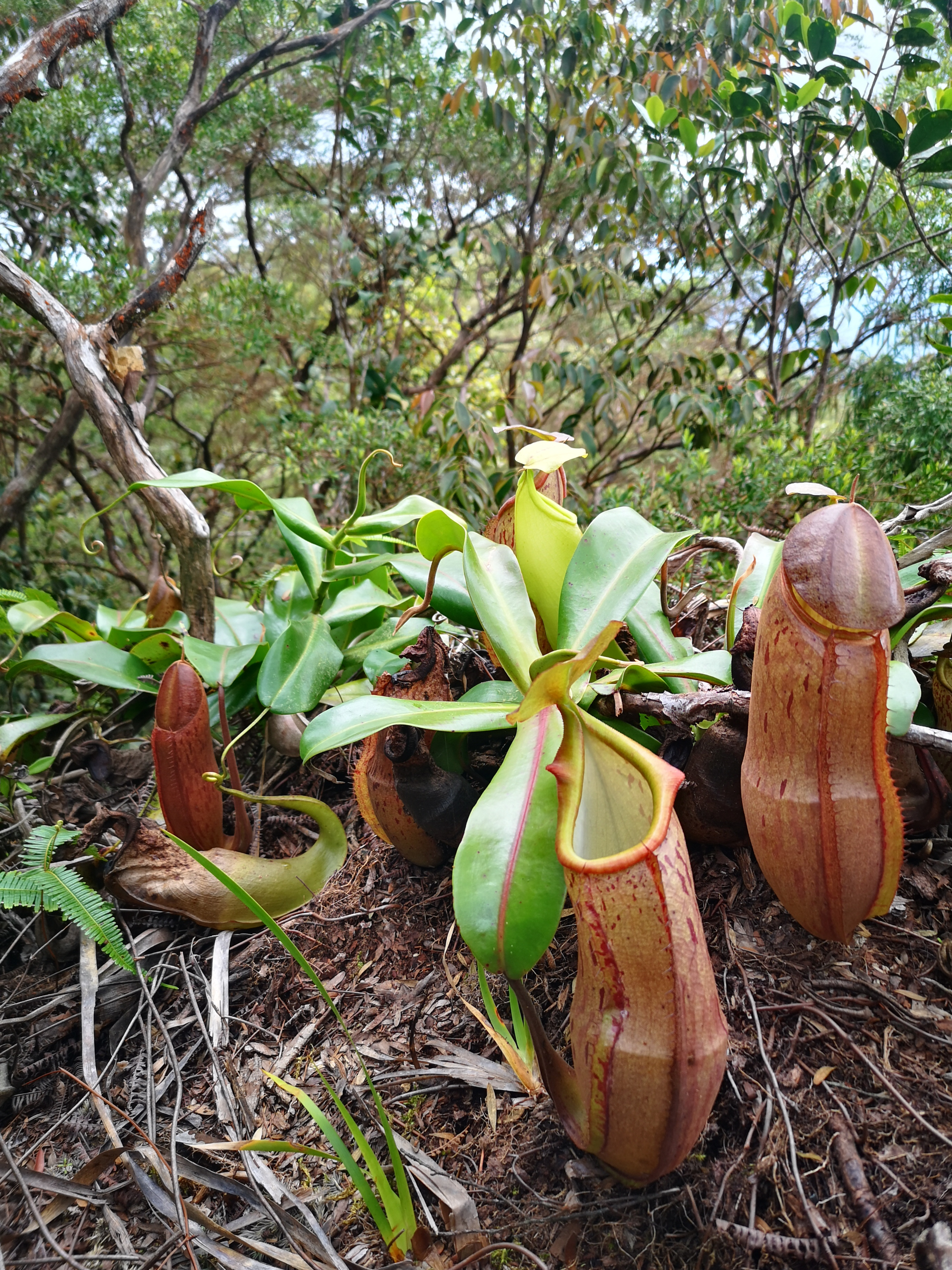
Nepenthes latiffiana

Rodzaj obejmuje co najmniej 168 gatunków. Pierwszy gatunek opisany został w 1658 z Madagaskaru, od końca XVII wieku odkrywano i opisywano kolejne, pojedyncze gatunki. Najwięcej ich odkryto i opisano od lat 80. XIX wieku do lat 20. XX wieku oraz po połowie lat 80. XX wieku, przy czym po roku 2000 co roku opisywano od 2 do 14 nowych gatunków. Kluczową pracę dla poznania rodzaju napisał w 1928 roku holenderski botanik Benedictus Hubertus Danser (1891–1943), którego podział rodzaju na sekcje wciąż jest stosowany. Status wielu gatunków pozostaje problematyczny, niejasności taksonomiczne dotyczą zwłaszcza grup gatunków nizinnych, o rozległych zasięgach i dużej zmienności między subpopulacjami. Na klasyfikację wpływ ma podejście różnych taksonomów, wśród których część wydziela liczne drobne gatunki, a inni grupują je w szerzej ujmowane taksony. W końcu stworzenie przejrzystej klasyfikacji rodzaju utrudnia też to, że znaczą rolę w kształtowaniu się gatunków w jego obrębie odgrywała ewolucja retikularna (siateczkowata). Dzbaneczniki łatwo tworzą mieszańce zarówno w uprawie, jak i w naturze. W powstaniu niektórych taksonów uczestniczyło nawet 6 różnych gatunków.
Dla właściwej i pewnej diagnozy taksonomicznej konieczna jest w przypadku tych roślin analiza szeregu cech diagnostycznych. Za takie uznawana jest budowa pędów w części przyziemnej i wzniesionej, w pierwszym wypadku z dzbankami naziemnymi, a w drugim z dzbankami wiszącymi w powietrzu. Dla opisu diagnostycznego dzbanki gromadzone w materiale zielnikowym powinny być przecięte, tak by umożliwić zbadanie budowy wewnętrznej i zewnętrznej. Ze względu na dwupienność tych roślin wymagane jest pozyskanie kwiatostanów męskich i żeńskich. Duże znaczenie taksonomiczne ma budowa wieczka i kąt, pod jakim jest ono pochylone nad otworem dzbanka.
Gatunki w obrębie rodzaju dzielone są tradycyjnie na grupy lub sekcje ustalone przez Dansera w 1928. Jego sekcja Vulgatae przemianowana jest na Nepenthes, ponieważ obejmuje gatunek typowy rodzaju – N. distillatoria. Należą do niej wszystkie gatunki bazalne tworzące szereg linii rozwojowych (sekcja ma w efekcie charakter parafiletyczny). Badania molekularne podważyły trafność klasyfikacji Dansera w wielu wypadkach, w których podobieństwa morfologiczne gatunków wynikają z konwergencji, stąd zamiast jego sekcji często bywa stosowany jest podział rodzaju na klady i grupy oznaczane kolejnymi numerami, ewentualnie proponowane są liczne przetasowania w klasyfikacji wewnątrzrodzajowej. 
Wykaz gatunków
- Nepenthes abalata Jebb & Cheek
- Nepenthes abgracilis Jebb & Cheek
- Nepenthes adnata Tamin & M.Hotta ex Schlauer
- Nepenthes aenigma H.Nuytemans, W.Suarez & Calaramo
- Nepenthes alata Blanco – dzbanecznik oskrzydlony[9]
- Nepenthes albomarginata W.Lobb ex Lindl. – dzbanecznik białobrzegi[9]
- Nepenthes alfredoi V.B.Amoroso & Lagunday
- Nepenthes × alisaputrana J.H.Adam & Wilcock
- Nepenthes alzapan Jebb & Cheek
- Nepenthes ampullaria Jack – dzbanecznik beczułkowaty[9]
- Nepenthes andamana M.Catal.
- Nepenthes appendiculata Chi.C.Lee, Bourke, Rembold, W.Taylor & S.T.Yeo
- Nepenthes argentii Jebb & Cheek
- Nepenthes aristolochioides Jebb & Cheek
- Nepenthes armin Jebb & Cheek
- Nepenthes attenboroughii A.S.Rob., S.McPherson & V.B.Heinrich
- Nepenthes barcelonae Tandang & Cheek
- Nepenthes bellii K.Kondo
- Nepenthes benstonei C.Clarke
- Nepenthes biak Jebb & Cheek
- Nepenthes bicalcarata Hook.f. – dzbanecznik dwuostrogowy[9]
- Nepenthes bokorensis Mey
- Nepenthes bongso Korth. – dzbanecznik mięsisty, dz. talangenski[9]
- Nepenthes boschiana Korth.
- Nepenthes burbidgei Hook.f. ex Burb.
- Nepenthes burkei H.J.Veitch ex Mast.
- Nepenthes campanulata Sh.Kurata
- Nepenthes ceciliae Gronem., Coritico, Micheler, Marwinski, Acil & V.B.Amoroso
- Nepenthes chang M.Catal.
- Nepenthes chaniana C.Clarke, Chi C.Lee & S.McPherson
- Nepenthes cid Jebb & Cheek
- Nepenthes × cincta Mast.
- Nepenthes clipeata Danser
- Nepenthes copelandii Merr. ex Macfarl.
- Nepenthes cornuta Marwinski, Coritico, Wistuba, Micheler, Gronem., Gieray & V.
- Nepenthes dactylifera A.S.Rob., Golos, S.McPherson & Barer
- Nepenthes danseri Jebb & Cheek
- Nepenthes deaniana Macfarl.
- Nepenthes densiflora Danser
- Nepenthes diatas Jebb & Cheek
- Nepenthes distillatoria L.
- Nepenthes dubia Danser
- Nepenthes edwardsiana H.Low ex Hook.f.
- Nepenthes ephippiata Danser
- Nepenthes epiphytica A.S.Rob., Nerz & Wistuba
- Nepenthes erucoides A.S.Rob. & S.G.Zamudio
- Nepenthes eustachya Miq.
- Nepenthes extincta Jebb & Cheek
- Nepenthes eymae Sh.Kurata
- Nepenthes faizaliana J.H.Adam & Wilcock
- Nepenthes flava Wistuba, Nerz & A.Fleischm.
- Nepenthes fusca Danser
- Nepenthes gantungensis S.McPherson, Cervancia, Chi C.Lee, Jaunzems, Mey & A.S.Rob.
- Nepenthes glabrata J.R.Turnbull & A.T.Middleton
- Nepenthes glandulifera Chi C.Lee
- Nepenthes graciliflora Elmer
- Nepenthes gracilis Korth.
- Nepenthes gracillima Ridl.
- Nepenthes gymnamphora Reinw. ex Nees – dzbanecznik czarnoamforowy[9]
- Nepenthes halmahera Cheek
- Nepenthes hamata J.R.Turnbull & A.T.Middleton
- Nepenthes hamiguitanensis Gronem., Wistuba, V.B.Heinrich, S.McPherson, Mey & V.B.Amoroso
- Nepenthes × harryana Burb.
- Nepenthes hemsleyana Macfarl.
- Nepenthes hirsuta Hook.f.
- Nepenthes hispida Beck
- Nepenthes holdenii Mey
- Nepenthes × hookeriana H.Low
- Nepenthes hurrelliana Cheek & A.L.Lamb
- Nepenthes inermis Danser
- Nepenthes insignis Danser
- Nepenthes izumiae Troy Davis, C.Clarke & Tamin
- Nepenthes jacquelineae C.Clarke, Troy Davis & Tamin
- Nepenthes jamban Chi C.Lee, Hernawati & Akhriadi
- Nepenthes justinae Gronem., Wistuba, Mey & V.B.Amoroso
- Nepenthes kampotiana Lecomte
- Nepenthes kerrii Catal. & Kruetr.
- Nepenthes khasiana Hook.f. – dzbanecznik assamski[37]
- Nepenthes × kinabaluensis Sh.Kurata
- Nepenthes kitanglad Jebb & Cheek
- Nepenthes klossii Ridl.
- Nepenthes krabiensis Nuanlaong, Onsanit, Chusangr. & Suran.
- Nepenthes kurata Jebb & Cheek
- Nepenthes lamii Jebb & Cheek
- Nepenthes lavicola Wistuba & Rischer
- Nepenthes leonardoi S.McPherson, Bourke, Cervancia, Jaunzems & A.S.Rob.
- Nepenthes leyte Jebb & Cheek
- Nepenthes lingulata Chi C.Lee, Hernawati & Akhriadi
- Nepenthes lowii Hook.f.
- Nepenthes macfarlanei Hemsl.
- Nepenthes macrophylla (Marabini) Jebb & Cheek
- Nepenthes macrovulgaris J.R.Turnbull & A.T.Middleton
- Nepenthes madagascariensis Poir. – dzbanecznik madagaskarski[9]
- Nepenthes mantalingajanens is Nerz & Wistuba
- Nepenthes mapuluensis J.H.Adam & Wilcock
- Nepenthes maryae Cheek & Jebb
- Nepenthes masoalensis R.Schmid
- Nepenthes maxima Reinw. – dzbanecznik wielki[9]
- Nepenthes merrilliana Macfarl. – dzbanecznik Merrilla[9]
- Nepenthes micramphora V.B.Heinrich, S.McPherson, Gronem. & V.B.Amoroso
- Nepenthes mikei B.R.Salmon & Maulder
- Nepenthes mindanaoensis Sh.Kurata
- Nepenthes minima Jebb & Cheek
- Nepenthes mira Jebb & Cheek
- Nepenthes mirabilis (Lour.) Druce – dzbanecznik przedziwny[9]
- Nepenthes mollis Danser
- Nepenthes monticola A.S.Rob., Wistuba, Nerz, M.Mansur & S.McPherson
- Nepenthes muluensis M.Hotta
- Nepenthes murudensis Culham ex Jebb & Cheek
- Nepenthes naga Akhriadi, Hernawati, Primaldhi & M.Hambali
- Nepenthes naquiyuddinii J.H.Adam & Hafiza
- Nepenthes nebularum G.Mansell & W.Suarez
- Nepenthes × neglecta Macfarl.
- Nepenthes negros Jebb & Cheek
- Nepenthes neoguineensis Macfarl.
- Nepenthes nigra Nerz, Wistuba, Chi.C.Lee, Bourke, U.Zimm. & S.McPherson
- Nepenthes northiana Hook.f. – dzbanecznik borneański[38]
- Nepenthes ovata Nerz & Wistuba
- Nepenthes palawanensis S.McPherson, Cervancia, Chi C.Lee, Jaunzems, Mey & A.S.Rob.
- Nepenthes paniculata Danser
- Nepenthes pantaronensis Gieray, Gronem., Wistuba, Marwinski, Micheler, Coritico & V.
- Nepenthes papuana Danser
- Nepenthes parvula Gary W.Wilson & S.Venter
- Nepenthes pectinata Danser
- Nepenthes peltata Sh.Kurata
- Nepenthes pervillei Blume – dzbanecznik Perville'a[9]
- Nepenthes petiolata Danser
- Nepenthes philippinensis Macfarl.
- Nepenthes pilosa Danser
- Nepenthes pitopangii Chi C.Lee, S.McPherson, Bourke & M.Mansur
- Nepenthes platychila Chi C.Lee
- Nepenthes pudica Dančák & Majeský[13]
- Nepenthes pulchra Gronem., S.McPherson, Coritico, Micheler, Marwinski & V.B.Amoroso
- Nepenthes pyriformis Sh.Kurata
- Nepenthes rafflesiana Jack – dzbanecznik bukietnicowaty[9]
- Nepenthes rajah Hook.f. – dzbanecznik radży[9], dz. wielkodzbankowy[37]
- Nepenthes ramispina Ridl.
- Nepenthes ramos Jebb & Cheek
- Nepenthes reinwardtiana Miq. – dzbanecznik Reinwardta[9]
- Nepenthes rhombicaulis Sh.Kurata
- Nepenthes rigidifolia Akhriadi, Hernawati & Tamin
- Nepenthes robcantleyi Cheek
- Nepenthes rowanae F.M.Bailey
- Nepenthes samar Jebb & Cheek
- Nepenthes sanguinea Lindl. – dzbanecznik krwisty[9]
- Nepenthes saranganiensis Sh.Kurata
- Nepenthes sibuyanensis Nerz
- Nepenthes singalana Becc.
- Nepenthes smilesii Hemsl.
- Nepenthes spathulata Danser
- Nepenthes spectabilis Danser
- Nepenthes stenophylla Mast.
- Nepenthes sumagaya Cheek
- Nepenthes sumatrana (Miq.) Beck ex Tamin & M.Hotta
- Nepenthes suratensis M.Catal.
- Nepenthes talaandig Gronem., Coritico, Wistuba, Micheler, Marwinski, Gieray & V.B.Amoroso
- Nepenthes tboli Jebb & Cheek
- Nepenthes tenax C.Clarke & R.Kruger
- Nepenthes tentaculata Hook.f.
- Nepenthes thai Cheek
- Nepenthes thorelii Lecomte
- Nepenthes tobaica Danser
- Nepenthes tomoriana Danser
- Nepenthes treubiana Warb.
- Nepenthes × trichocarpa Miq.
- Nepenthes truncata Macfarl. – dzbanecznik ucięty[9]
- Nepenthes × trusmadiensis Marabini
- Nepenthes ultra Jebb & Cheek
- Nepenthes undulatifolia Nerz, Wistuba, U.Zimm., Chi.C.Lee, Pirade & Pitopang
- Nepenthes veitchii Hook.f. – dzbanecznik Veitcha[9]
- Nepenthes ventricosa Blanco – dzbanecznik rozdęty[9]
- Nepenthes vieillardii Hook.f. – dzbanecznik Vielillarda[9]
- Nepenthes villosa Hook.f. – dzbanecznik owłosiony[9]
- Nepenthes vogelii Schuit. & de Vogel
- Nepenthes weda Cheek
- Nepenthes zakriana (J.H.Adam & Wilcock) J.H.Adam & Hafiza
- Nepenthes zygon Jebb & Cheek

## Historia

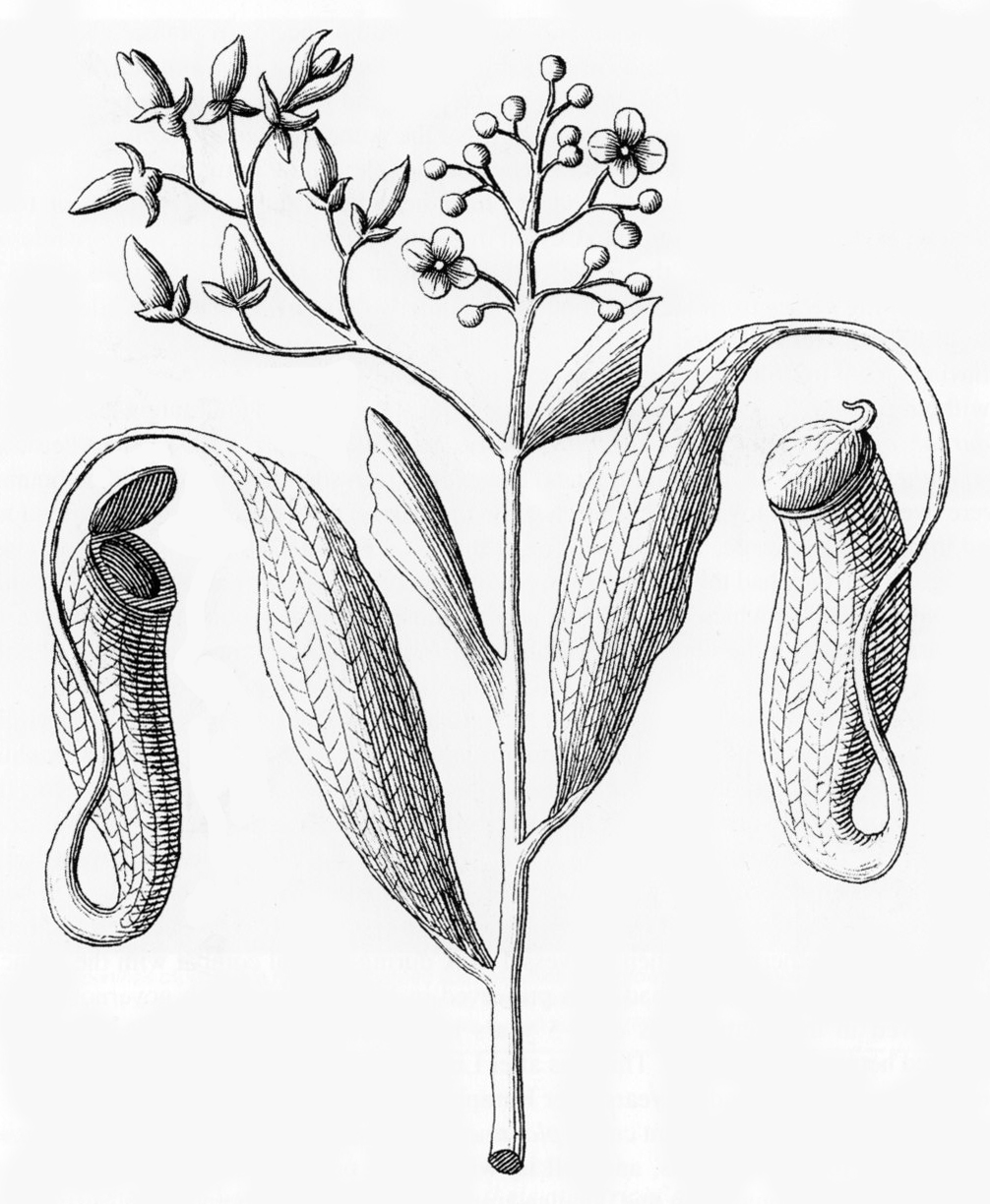
Jedna z pierwszych ilustracji dzbanecznika (Almagestum Botanicum, 1696)

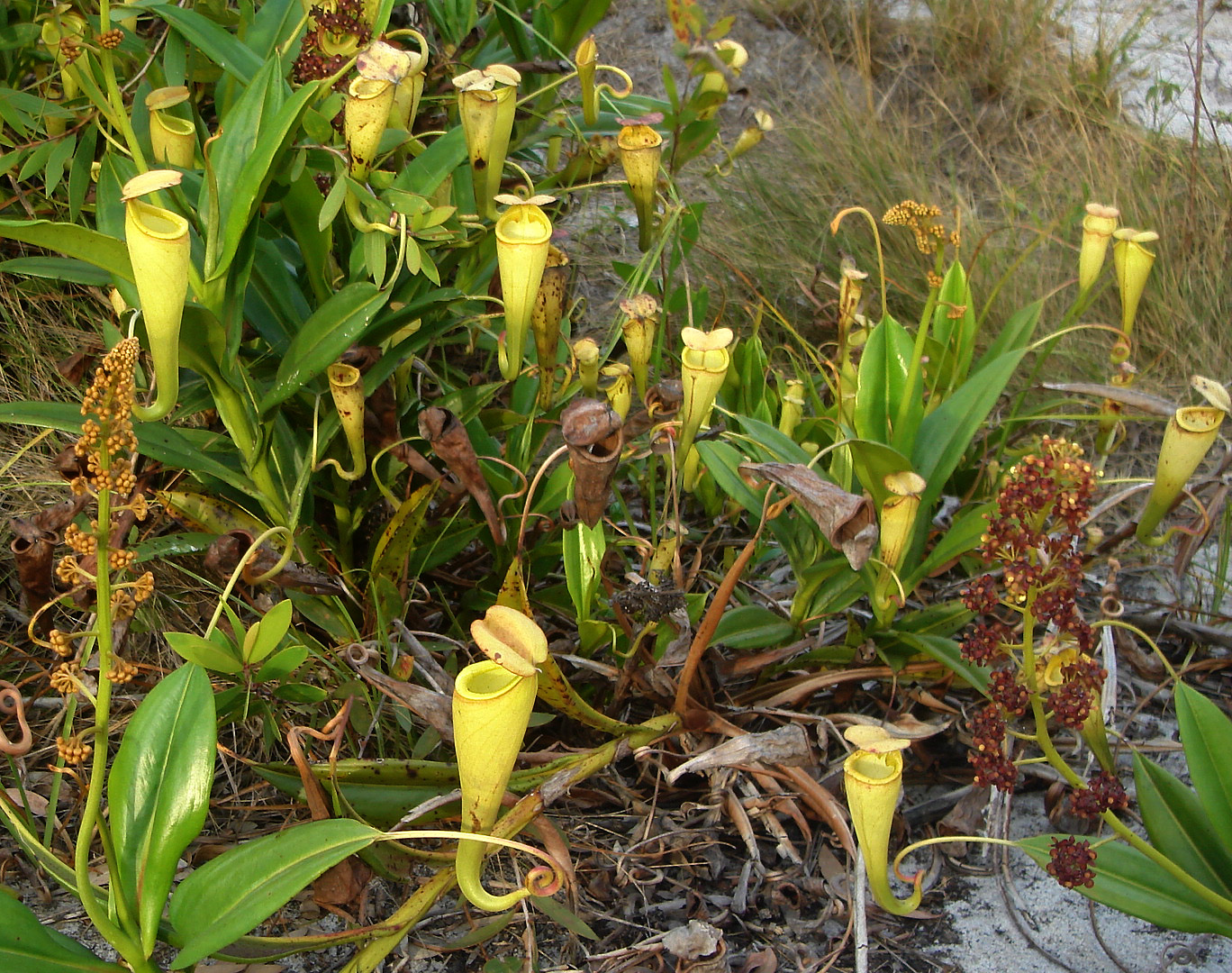
Nepenthes madagascariensis (Madagaskar) – pierwszy gatunek odkryty przez Europejczyków

Pierwsza wzmianka o dzbanecznikach opublikowana została w 1658 przez francuskiego gubernatora Madagaskaru – Étienne de Flacourt w pracy Histoire de la Grande Isle de Madagascar. Opisał roślinę pod lokalną nazwą Amramatico osiągającą 3 stopy wysokości, na której końcach liści wyrastają kwiaty lub owoce puste w środku, w kształcie małej wazy z przykrywką. Roślina ta wiek później zyskała naukowy opis i nazwę – N. madagascariensis. Kolejny dzbanecznik – z Cejlonu – opisany został jako „cudowna roślina” (Miranda herba) przez duńskiego lekarza Thomasa Bartholina w 1677. W 1680 holenderski kupiec i przyrodnik osiadły w Gdańsku, Jakob Breyne, opisał ten gatunek jako Bandura zingalensium (na bazie nazwy miejscowej). Nazwa rodzajowa Bandura zyskała wówczas popularność do czasu, aż zastąpiona została przez nazwę Nepenthes ustaloną przez Karola Linneusza w Hortus Cliffortianus w 1737. Cejloński gatunek opisany został ponownie w 1683 przez szwedzkiego lekarza i przyrodnika Hermana Niklasa Grima jako „cudowna roślina destylująca” (de planta mirabilis destillatoria) (gatunek ten później przez Linneusza nazwany został N. distillatoria). Trzy lata po Grimmie przyrodnik angielski John Ray opisał roślinę jako „wyciągającą wilgoć z ziemi za pomocą korzeni i promieni słońca, gromadzącą ją w naturalnych naczyniach, po to by mógł z niej skorzystać człowiek”. Cejloński dzbanecznik zilustrowany został przez Leonarda Plukeneta w 1696 w pracy Almagestum Botanicum. Kolejne dwa gatunki dzbanecznika pod nazwą Cantharifera (współcześnie identyfikowane z N. maxima i N. mirabilis) opisał niemiecko-holenderski botanik Georg Eberhard Rumphius we florze wyspy Ambon (Herbarium Amboinense, 1741). Później publikowane były opisy kolejnych gatunków odkrywanych w Azji Południowo-Wschodniej. Żywe dzbaneczniki zaczęły docierać do Europy od 1750 roku, ale dopiero od połowy następnego wieku, w londyńskich Kew Gardens, udało się je z powodzeniem uprawiać w szklarniach. W 1873 ukazała się monografia dzbaneczników napisana przez Josepha Daltona Hookera – Nepenthaceae (jako XVII i ostatni tom dzieła Prodromus Systematis Naturalis Regni Vegetabilis pod redakcją Augustina Pyramus de Candolle). W pracy tej zestawione zostały już 33 gatunki z tego rodzaju. Rok później Hooker ogłosił w British Association for the Advancement of Science, że w naczyniach dzbanecznika trawione są zwierzęta. W kolejnym roku, 1875, potwierdzono obecność soków trawiennych w wydzielinach dzbanków. W kolejnych latach niezwykłe rośliny drapieżne stały się bardzo popularne i nastała „złota era dzbaneczników” (ang. Golden Age of Nepenthes) trwająca do około I wojny światowej.

## Nazwa
Naukową nazwę rodzaju Nepenthes opublikował po raz pierwszy Karol Linneusz w 1737 roku w publikacji Hortus Cliffortianus (książka ukazała się wbrew dacie na okładce w 1738), przy czym za nazwę spełniającą zasady nomenklatury botanicznej uznawana jest późniejsza publikacja z 1753 w Species Plantarum. Linneusz wybrał nazwę nawiązującą do starożytności zastępując nią wcześniejsze propozycje bazujące na nazwach miejscowych lub opisowe łacińskie. Nazwa użyta została w Odysei Homera w odniesieniu do środka dodawanego do wina przez Helenę, pozwalającego zapomnieć o troskach i niepowodzeniach. Słowa νε πενθες oznaczają w języku greckim „uciszający żal”. Powodem użycia tej nazwy było podobieństwo niektórych dzbanków do starożytnych, greckich naczyń, z których pito wino – rytonów (w czasach Linneusza nie podejrzewano jeszcze dzbaneczników o mięsożerność).

## Zagrożenia i ochrona
Dzbaneczniki zagrożone są głównie z powodu nielegalnego pozyskiwania roślin na potrzeby kolekcjonerów, w drugiej kolejności z powodu niszczenia siedlisk. Siedliskom dzbaneczników zagrażają: wylesianie, przekształcanie siedlisk naturalnych w grunty do produkcji rolnej i plantacje, pożary, działalność górnicza, budowa infrastruktury drogowej i kolejowej.
Popularność uprawy dzbaneczników wiąże się z zapotrzebowaniem na różne gatunki, w szczególności cenione są rzadko spotykane, zwykle o niewielkich zasięgach i zasobach w naturze. Mimo że profesjonalne gospodarstwa ogrodnicze starają się zapewnić dostęp do szerokiego spektrum gatunków bezpiecznie dla ich zasobów mnożonych metodami in vitro, wciąż opłacalne jest nielegalne eksploatowanie roślin z naturalnych stanowisk i ich przemyt za granice. Mimo że handel międzynarodowy dzbanecznikami ograniczany jest przez Konwencję o międzynarodowym handlu dzikimi zwierzętami i roślinami gatunków zagrożonych wyginięciem (CITES), ocenia się, że nielegalny obrót tymi roślinami rozwija się bez większych przeszkód. Dwa gatunki, N. rajah i N. khasiana, są wymienione w załączniku 1 konwencji, co teoretycznie wyklucza ich pozyskiwanie z natury, wszystkie pozostałe ujęte są w załączniku 2, co oznacza konieczność uzyskania zezwolenia na ich eksploatację z naturalnych stanowisk.
Na Czerwonej liście gatunków zagrożonych publikowanej przez Międzynarodową Unię Ochrony Przyrody (IUCN) do gatunków krytycznie zagrożonych (CR) należy 10 gatunków (N. aristolochioides, N. attenboroughii, N. clipeata, N. dubia, N. lavicola, N. macrophylla, N. rigidifolia, N. sumatrana, N. suratensis, N. tboli), do gatunków zagrożonych (EN) należy 14 gatunków, do narażonych (VU) – 21, do gatunków najmniejszej troski zaliczono 71 taksonów.

## Zastosowanie

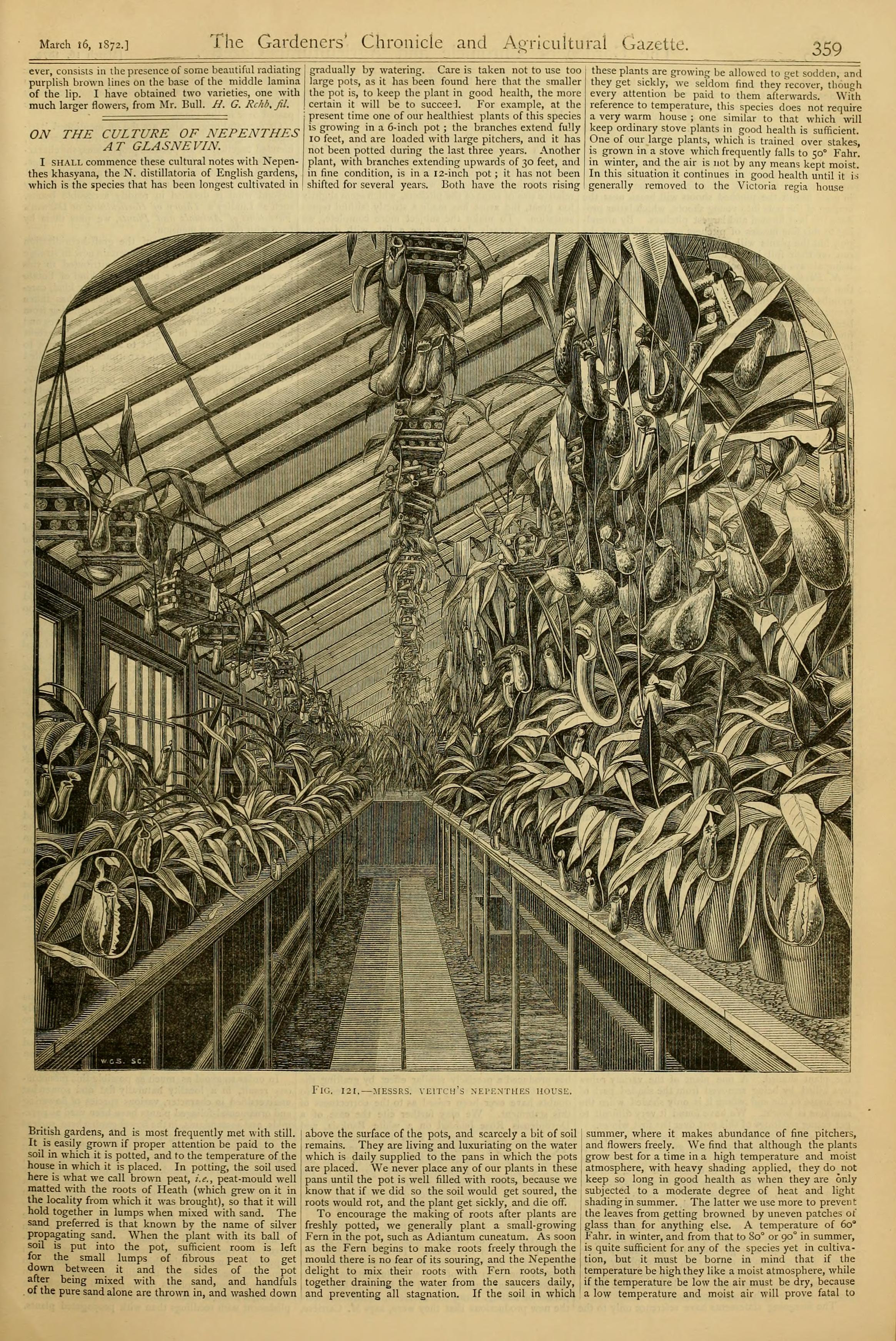
Szklarnia z dzbanecznikami w gospodarstwie ogrodniczym Veitcha w 1872

Liczne gatunki dzbaneczników i ich mieszańce uprawiane są jako rośliny ozdobne i ciekawostki botaniczne. Bardzo popularne stały się w końcu XIX wieku, przy czym ze względu na wymagania i duży koszt roślin stanowiły wówczas też ostentacyjny symbol bogactwa. Powstało wówczas wiele odmian pochodzenia mieszańcowego i gospodarstw szklarniowych specjalizujących się w hodowli dzbaneczników. Moda na uprawę tych roślin zaczęła zanikać wraz z pogorszeniem się sytuacji ekonomicznej po wybuchu I wojny światowej. Dodatkowo zbiegło się to z zamknięciem w 1914 gospodarstwa ogrodniczego Veitch & Sons, słynącego z sukcesów w hodowli tych roślin. Wiele odmian z tego okresu przepadło. Uprawa dzbaneczników ponownie zaczęła stawać się modna w latach 70. XX wieku. W końcu tej dekady znanych było co najmniej ok. 100 kultywarów mieszańcowych (o znanym pochodzeniu), poza tym 28 takich kultywarów uzyskano do tego czasu w Japonii.  Wartość rynku dzbaneczników w roku 2000 obliczana była na 15 milionów dolarów. 
Zwykle uprawiane są okazy męskie uznawane za atrakcyjniejsze ze względu na tworzenie większej liczby dzbanków. Do częściej uprawianych ze względu na mniejsze wymagania należy dzbanecznik oskrzydlony N. alata i dzbanecznik rozdęty N. ventricosa, poza tym polecane są jako mniej wymagające: N. albomarginata, N. ampullaria, N. bicalcarata, N. burkei, N. fusca, N. gracilis, N. gracillima, N. khasiana, N. maxima, N. mirabilis, N. northiana, N. rafflesiana, N. reinwardtiana, N. sanguinea, N. thorelii i N. tobaica. Do uprawy w terrariach polecane są osiągające niewielkie rozmiary N. bellii i N. gracilis, a z wymagających niższych temperatur gatunków górskich – N. glabrata.
Dzbaneczniki uznawane są za lecznicze lokalnie w Indiach, Malezji i Chinach. Wykorzystywane są w różny sposób, przy czym ich działanie wiązane było pierwotnie z ich oryginalną budową. W Malezji wywar z pędów stosowany jest w przypadku gorączki, a sproszkowane korzenie przy bólach żołądka i dyzenterii. Badania biochemiczne i eksperymenty medyczne potwierdziły ich działanie przeciwskurczowe, przeciwzapalne, antyseptyczne i antyoksydacyjne. Stwierdzono obecność w dzbanecznikach substancji czynnych, faktycznie mających działanie lecznicze, takich jak: naftochinony, flawonoidy i pochodne kwasów fenolowych (przy czym nie są one specyficzne dla tego rodzaju – spotykane są także w wielu innych roślinach, a niemal identyczne zawarte są w rosiczkach). M.in. plumbagina i droseron zawarty w korzeniach N. thorelii wykazały działanie toksyczne wobec zarodźców wywołujących malarię.
Leczniczo stosowany jest także płyn zawarty w dzbankach, zwłaszcza młodych, jeszcze zamkniętych. Przypisywane jest mu działanie przeczyszczające, stosowany jest jako lek na oparzenia, różne dolegliwości skórne, stany zapalne oczu i przeziębienia. Potwierdzono, że związki zawarte w płynie trawiącym dzbanków N. khasiana działają toksycznie na Candida albicans i Aspergillus.
Dojrzałe, otwarte dzbanki wykorzystywane były jako pojemniki na wodę i żywność. Pędy dzbaneczników służą do wiązania i wyplatania koszy.
Owoce lokalnie wykorzystywane bywają jako zamiennik tytoniu.

## Uprawa
Ze względu na wymagania siedliskowe, głównie termiczne, dzbaneczniki dzielone są na trzy grupy – górskie, nizinne i nizinno-górskie. Większość dzbaneczników należy do gatunków górskich, wymagających stosunkowo niskich temperatur w porze nocnej wynoszących od 10 do 21 °C. Zaleca się ich uprawę w porze dziennej w temperaturze sięgającej 25–30 °C, nocą obniżanej do ok. 18 °C. Gatunki nizinne wymagają utrzymywania wysokiej temperatury z zakresu 21–29 °C, a optymalnie sięgającej w porze dziennej 30–34 °C, a obniżanej nocą o ok. 8 °C. Gatunki nizinno-górskie mają szersze spektrum tolerancji i bardziej pośrednie wymagania. Ze względu na wymagania termiczne uprawa dzbaneczników w gruncie możliwa jest tylko w strefie międzyzwrotnikowej i czasem ciepłej umiarkowanej. Uprawa w strefach umiarkowanych realizowana jest zwykle w warunkach szklarniowych lub w terrariach biotopowych. Często uprawiane są w pojemnikach wiszących.
WymaganiaPodłoże dla dzbaneczników powinno być przepuszczalne i pozbawione nawozów (w żyznym podłożu dzbaneczniki nie tworzą liści pułapkowych). Stosowane są do ich uprawy podłoża dla epifitów składające się z: torfu, liści bukowych, korzeni paproci, kory drzew, kawałków węgla drzewnego, piasku i ziemi lub nawet uboższe podłoża z samych torfowców i torfu, czasem mieszanych z piaskiem i włóknami z paproci (np. długosza) lub perlitem. Nie stosuje się raczej podłoży z ziemi piaszczystej i gliniastej, mimo że w naturze niektóre dzbaneczniki w takich gruntach rosną.
Dzbaneczniki wymagają stanowisk widnych przez cały rok (w przypadku sztucznego naświetlania – trwającego 12–14 godzin dziennie). Intensywniejsze oświetlenie sprzyja silniejszemu wybarwieniu liści pułapkowych. Rośliny wymagają na ogół dużej wilgotności powietrza wynoszącej 80–90%, choć niektóre tolerują niższą, co jednak może wpływać negatywnie na rozwój liści pułapkowych.
PielęgnacjaRośliny wymagają średnio intensywnego podlewania – między podlewaniami podłoże powinno lekko obeschnąć, zwłaszcza w okresie zimowym rekomendowane jest nieco rzadsze podlewanie. Gatunki nizinne zwykle tolerują lub wymagają podłoży bardziej wilgotnych. Czasem rośliny są nawożone, ale tylko za pomocą nawozów dla storczyków lub epifitów i wlewanych do dzbanków, a nie podłoża. W celu zachowania walorów ozdobnych rośliny zwykle utrzymuje się w formie rozet przyziemnych – pędy wznoszące się lub pnące ulistnione są zwykle tylko w górnej części, uznawane są za mniej atrakcyjne. Dlatego wiosną rośliny przycina się pozostawiając dolne 3–4 węzły (ok. 5 cm), co stymuluje rozwój pędów bocznych. Odcięte pędy używane są jako sadzonki do produkcji nowych roślin.
RozmnażanieDzbaneczniki rozmnażane są głównie wegetatywnie za pomocą sadzonek (optymalnie z 2–3 węzłami, choć 1-węzłowe też się udają). Sadzonki umieszczane są w podłożu zasobnym w torfowce lub składającym się wyłącznie z nich, utrzymywane w dużej wilgotności i cieple (np. w zawiązanych woreczkach foliowych) korzenią się w ciągu ok. dwóch miesięcy. Dla zwiększenia skuteczności korzenienia cięcie powinno być wykonane pod kątem i potraktowane ukorzeniaczem. Liście sadzonki powinny być skrócone o 2/3, a ucięta krawędź liścia zabezpieczona fungicydem. Dzbaneczniki także się szczepi, co pozwala uzyskiwać rośliny tworzone przez pędy różnych gatunków rosnące na wspólnej podkładce. Rozmnażanie generatywne w uprawie jest trudne ze względu na konieczność posiadania roślin różnych płci kwitnących w tym samym czasie. Ze względu na ograniczenia w tym zakresie często zapylane są kwiaty (w uprawie szklarniowej ręcznie) różnych gatunków – tych, które akurat w danym momencie kwitną, co skutkuje częstym powstawaniem w uprawach mieszańców. Dla zwiększenia szans zapylenia roślin pożądanym pyłkiem bywa on przechowywany. Nasiona mogą być przechowywane w temperaturze 3°C, zachowują żywotność przez co najmniej rok. Po wysiewie kiełkują po ok. 6 tygodniach, przy czym rekomendowane jest stosowanie fungicydów na nasiona i podłoże, wymagane jest też utrzymywanie odpowiedniego dla wymagań gatunku zakresu temperatur.
Znane są także protokoły (optymalne sposoby) mikrorozmnażania dzbaneczników, które umożliwiają produkcję tych roślin na wielką skalę na potrzeby przemysłu ogrodniczego, fitofarmacji, ale też dla zabezpieczenia zasobów gatunków zagrożonych.
SzkodnikiRośliny uprawiane w odpowiednich warunkach są generalnie odporne na choroby i szkodniki. Czasem problem stanowić mogą mszyce.

## Galeria liści pułapkowych dzbaneczników

Gatunki szerzej rozprzestrzenione w Południowo-Wschodniej Azji
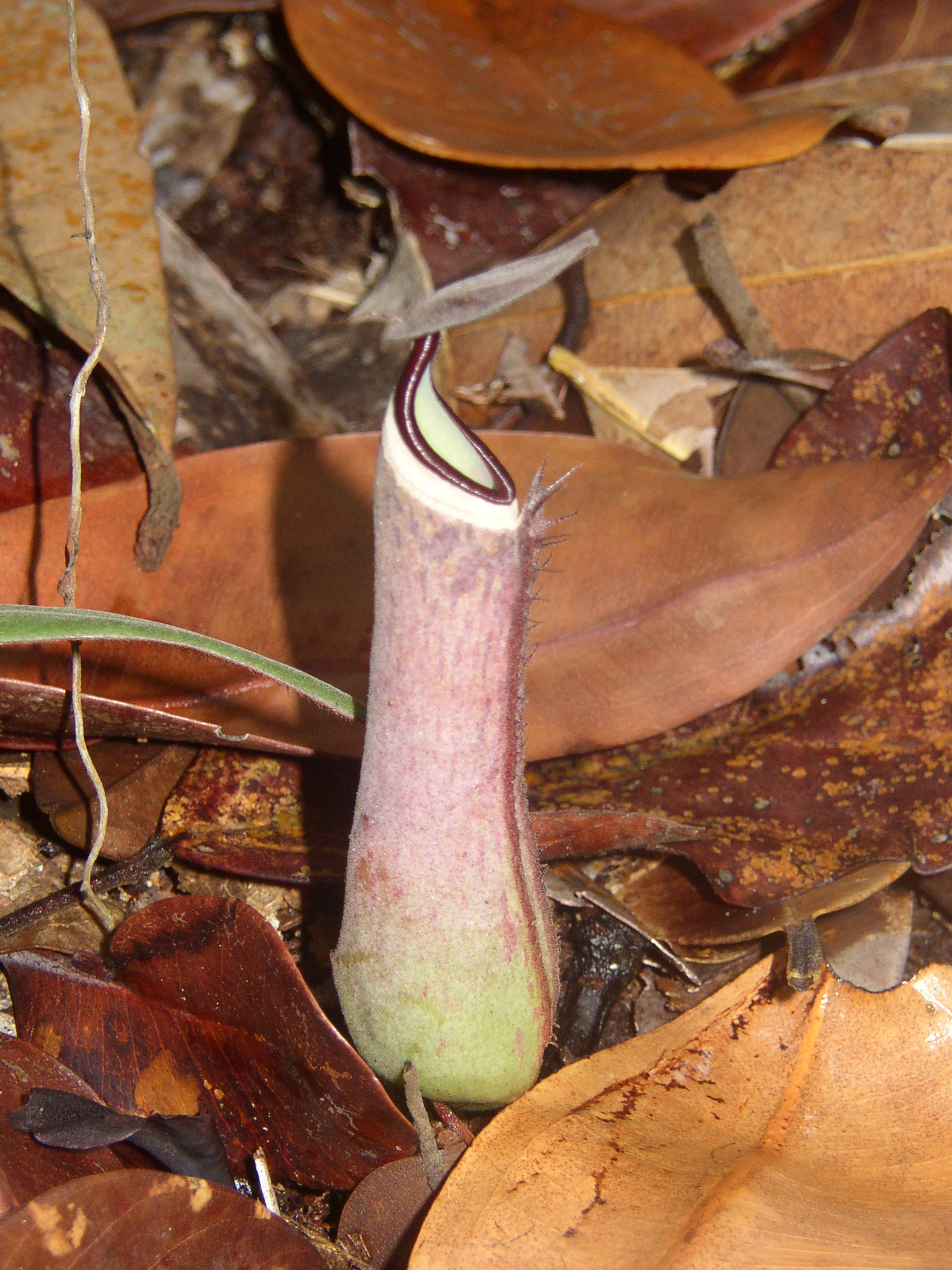
Nepenthes albomarginata; Borneo, Sumatra, Malezja
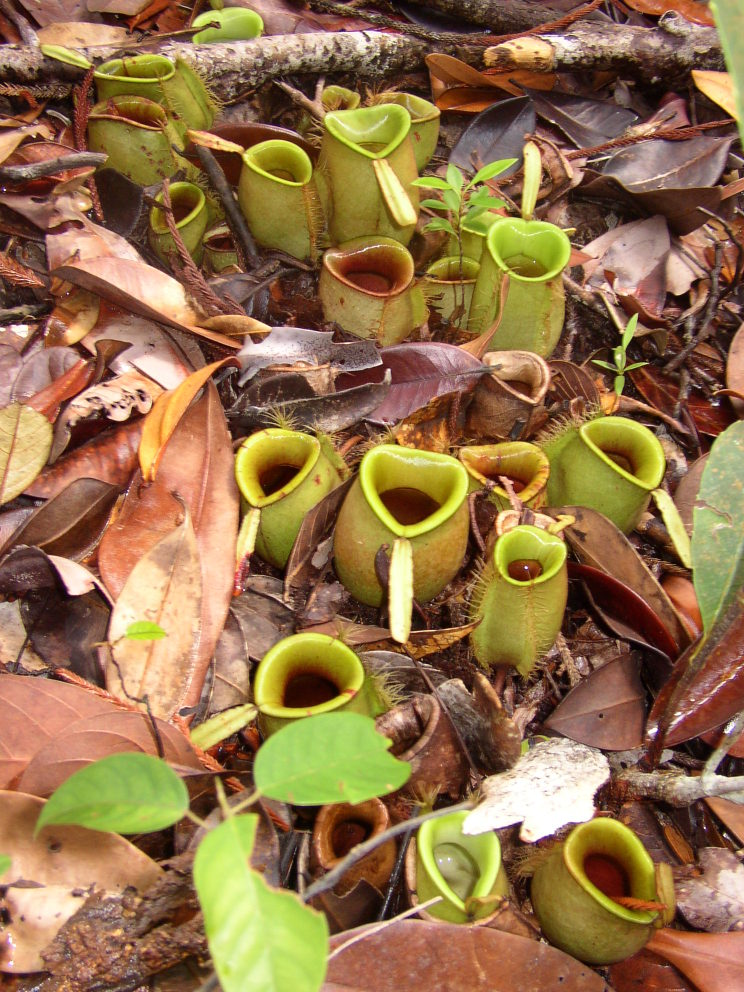
Nepenthes ampullaria; Borneo, Sumatra, Malezja, Tajlandia, Singapur, Moluki i Nowa Gwinea
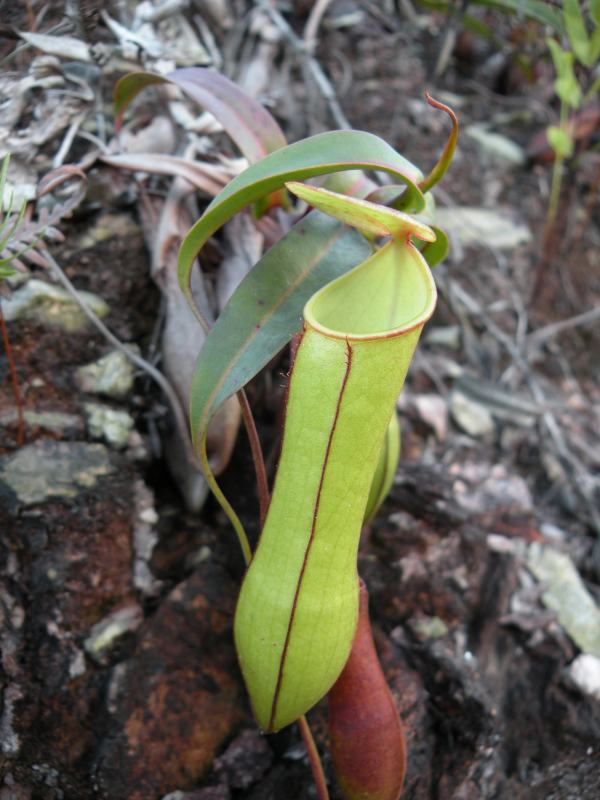
Nepenthes gracilis; Borneo, Sumatra, Celebes, Malezja, Tajlandia, Kambodża i Singapur
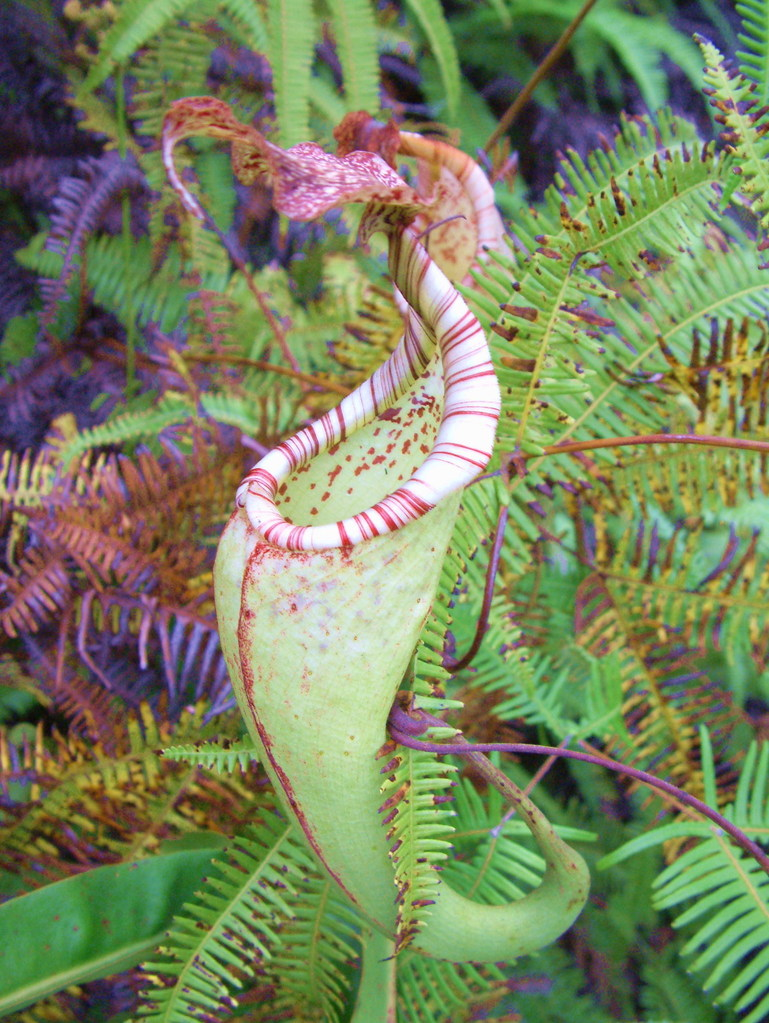
Nepenthes maxima; Celebes, Moluki, Nowa Gwinea i Wyspy d’Entrecasteaux
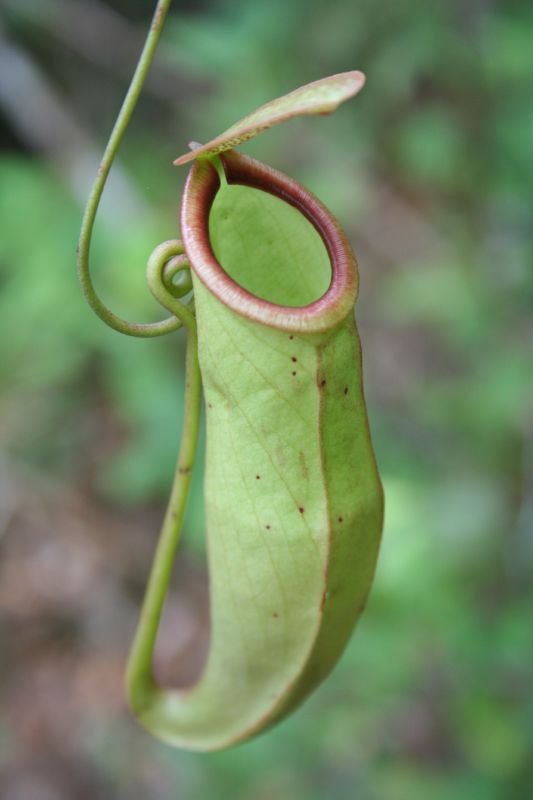
Nepenthes mirabilis; od Australii po Chiny
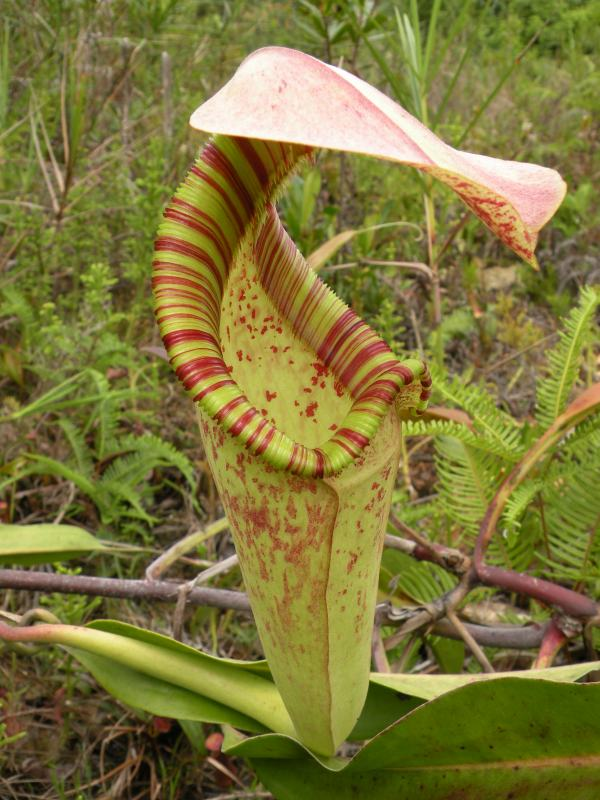
Nepenthes rafflesiana; Borneo, Sumatra, Malezja i Singapur

Endemity Filipin
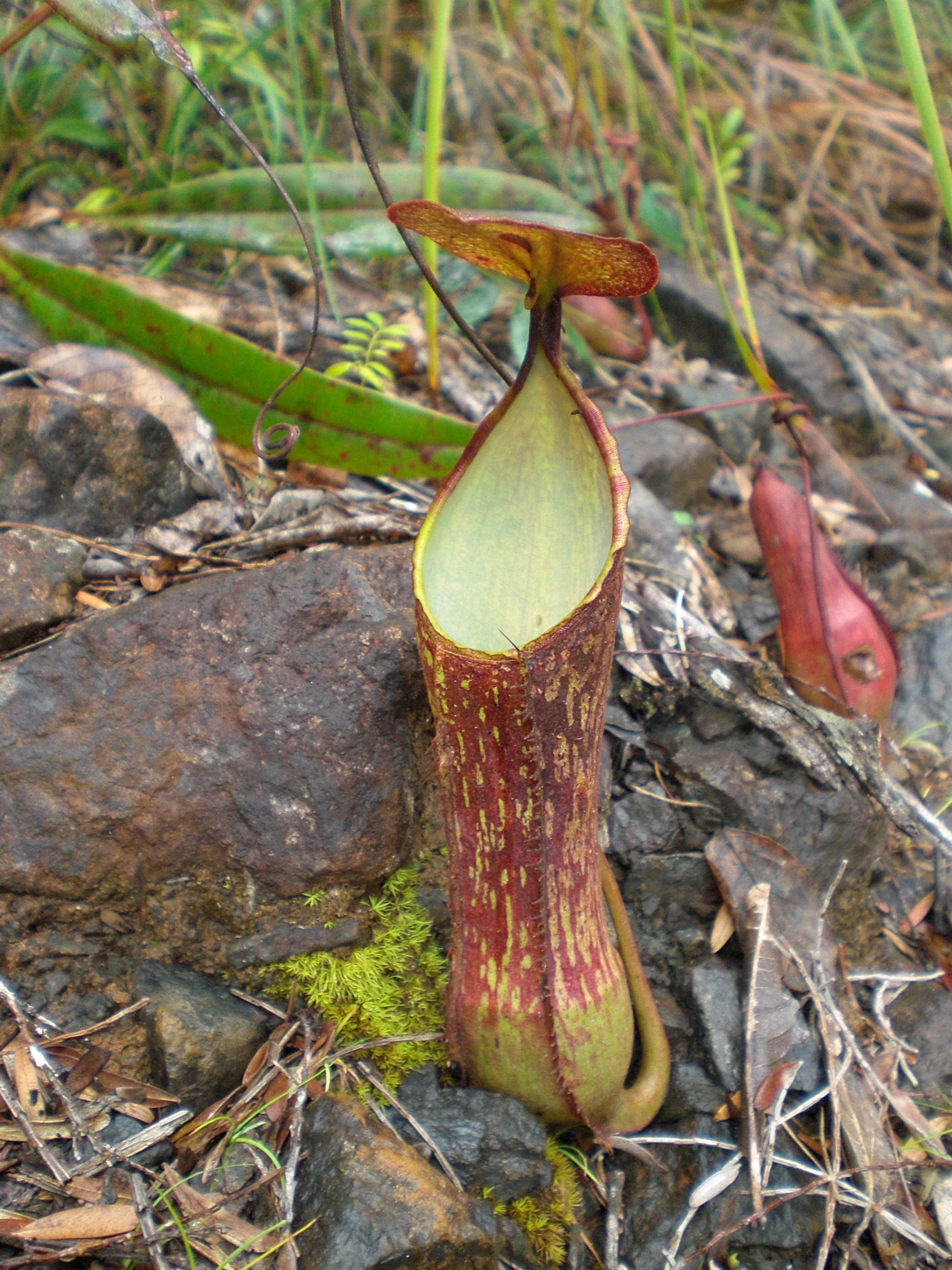
Nepenthes alata
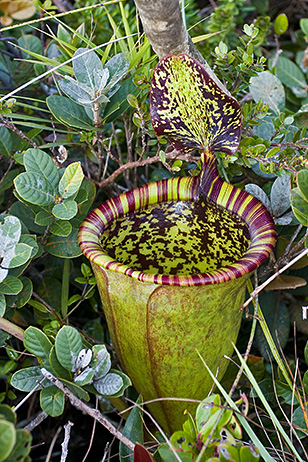
Nepenthes attenboroughii
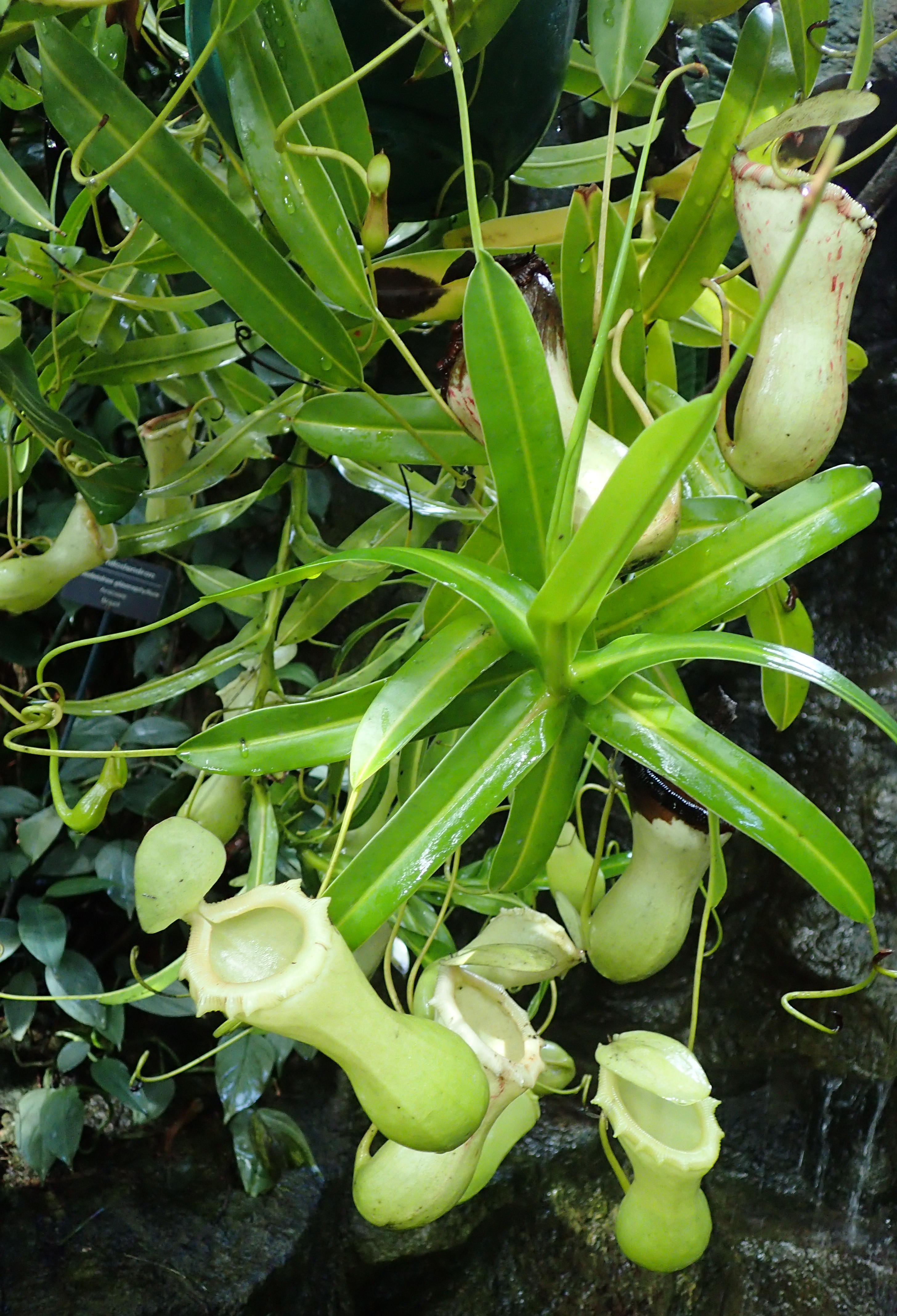
Nepenthes burkei
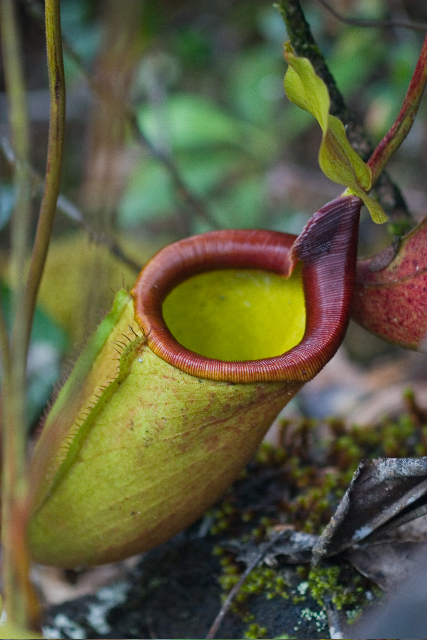
Nepenthes deaniana
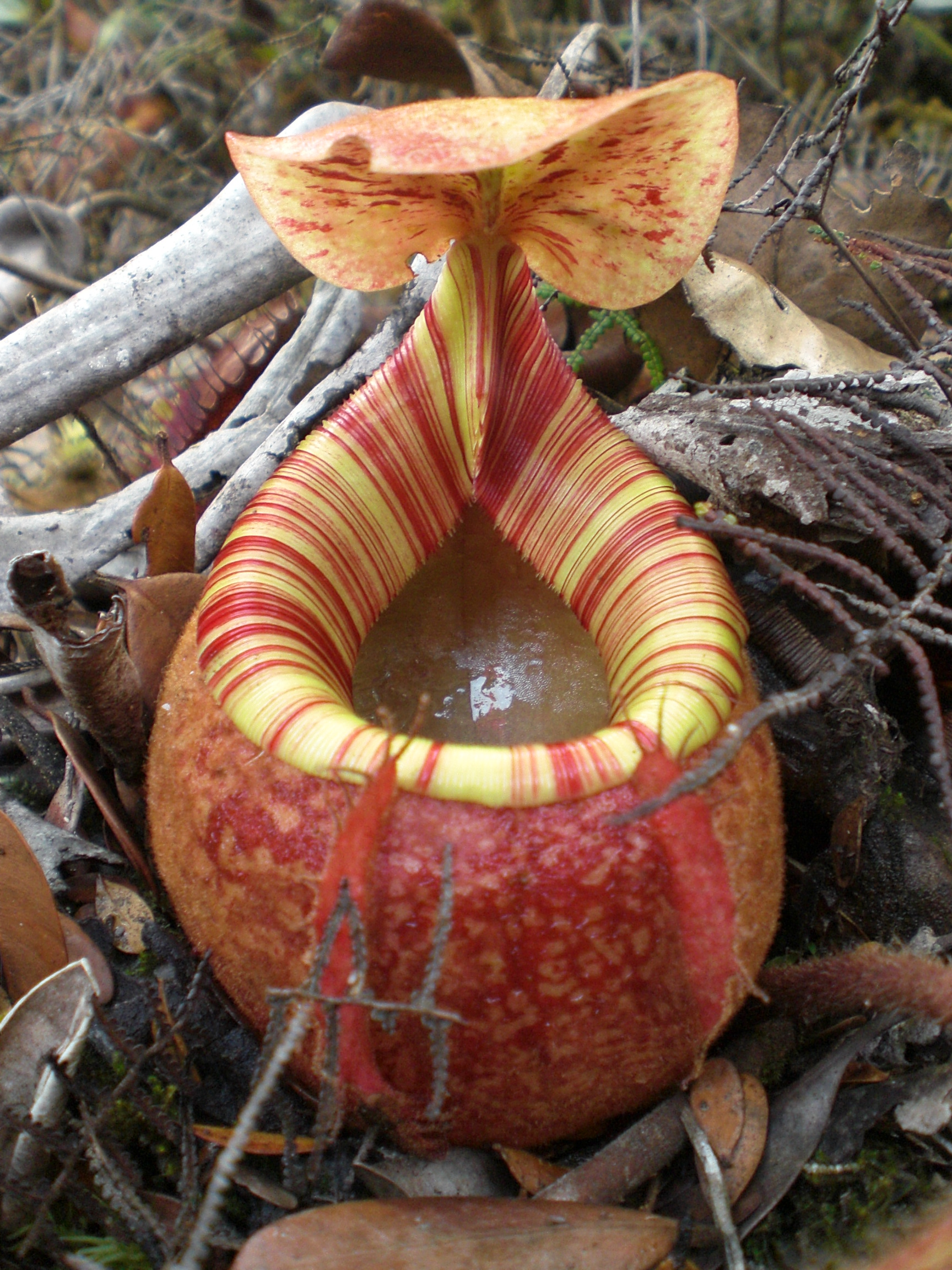
Nepenthes peltata
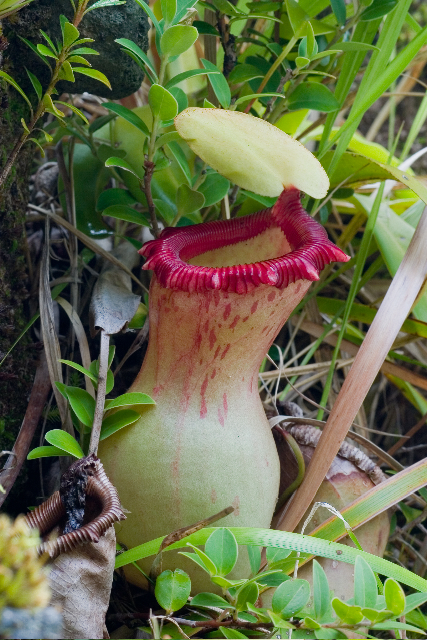
Nepenthes ventricosa

Endemity Borneo
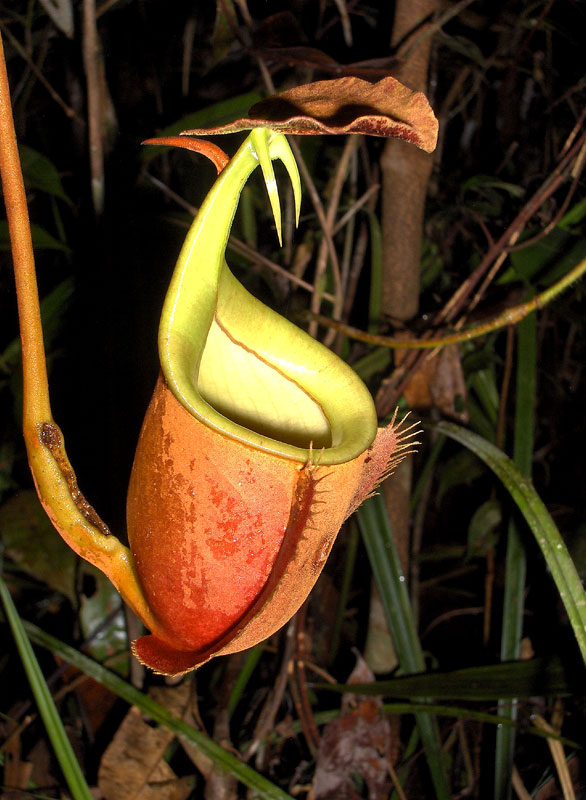
Nepenthes bicalcarata
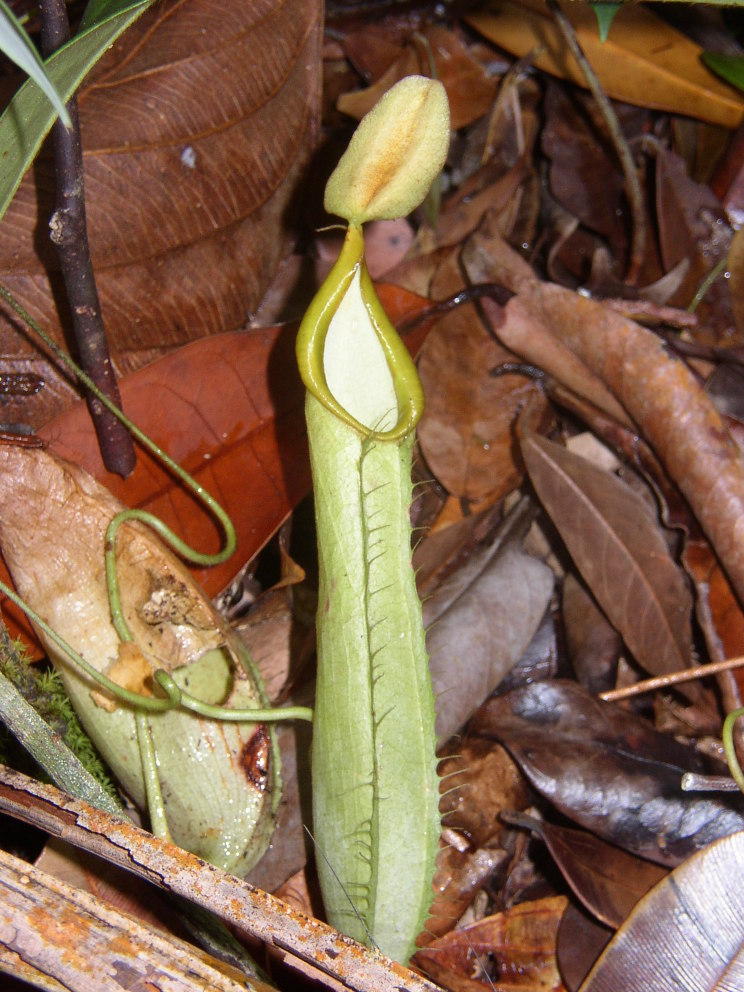
Nepenthes hirsuta
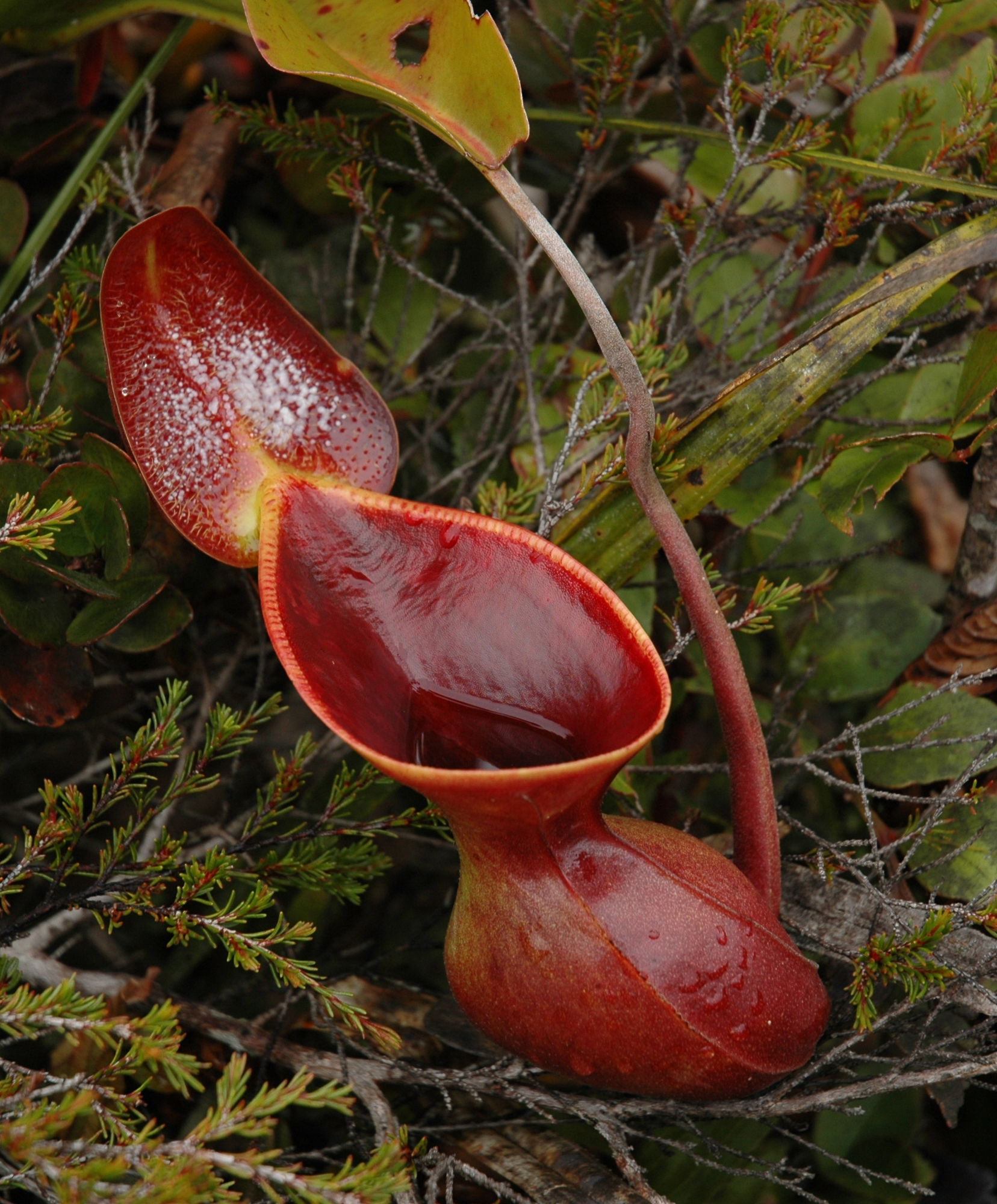
Nepenthes lowii
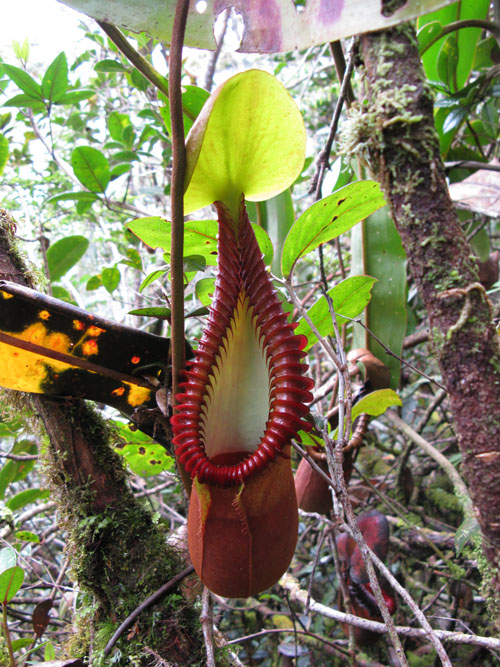
Nepenthes macrophylla
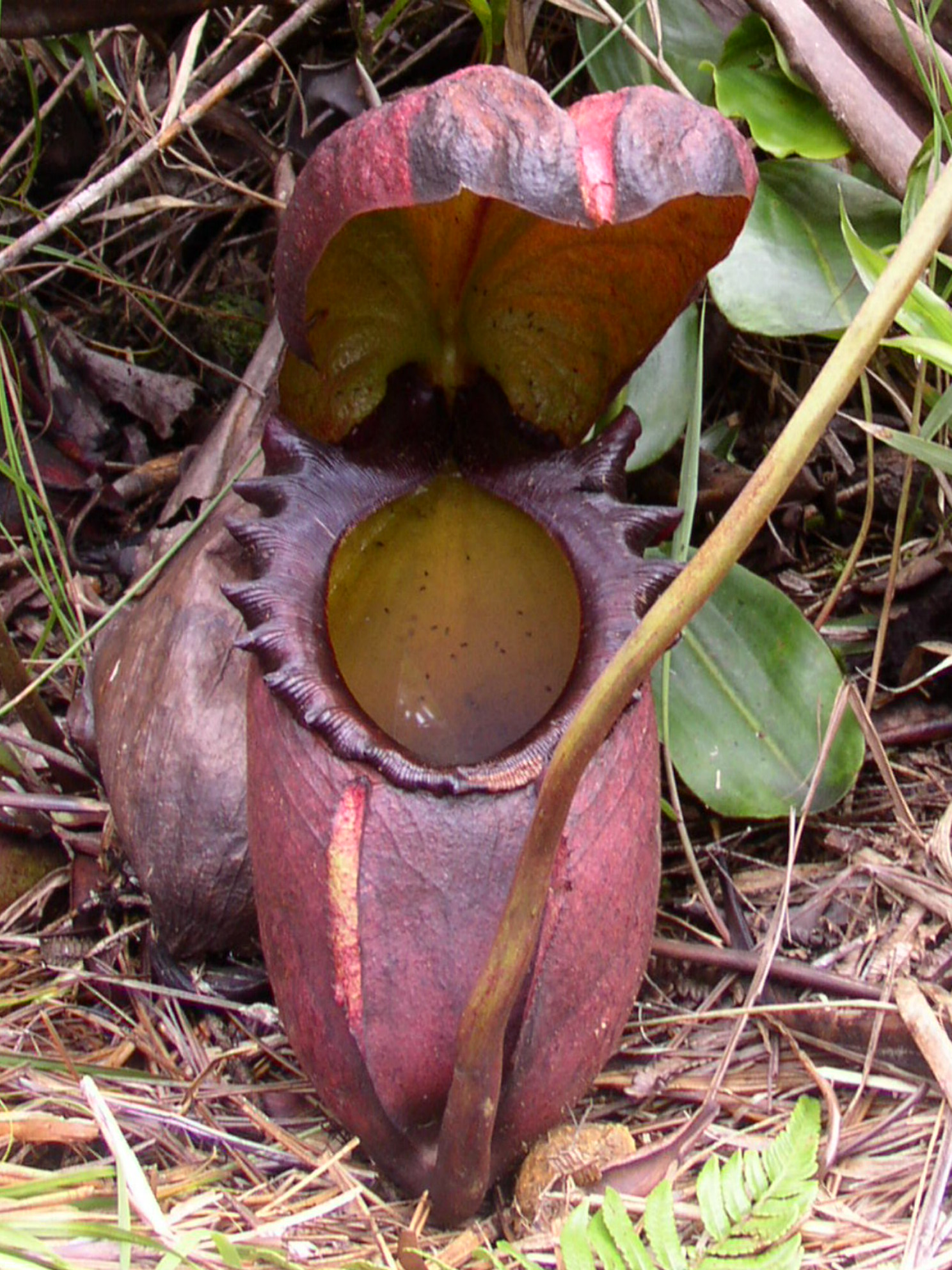
Nepenthes rajah
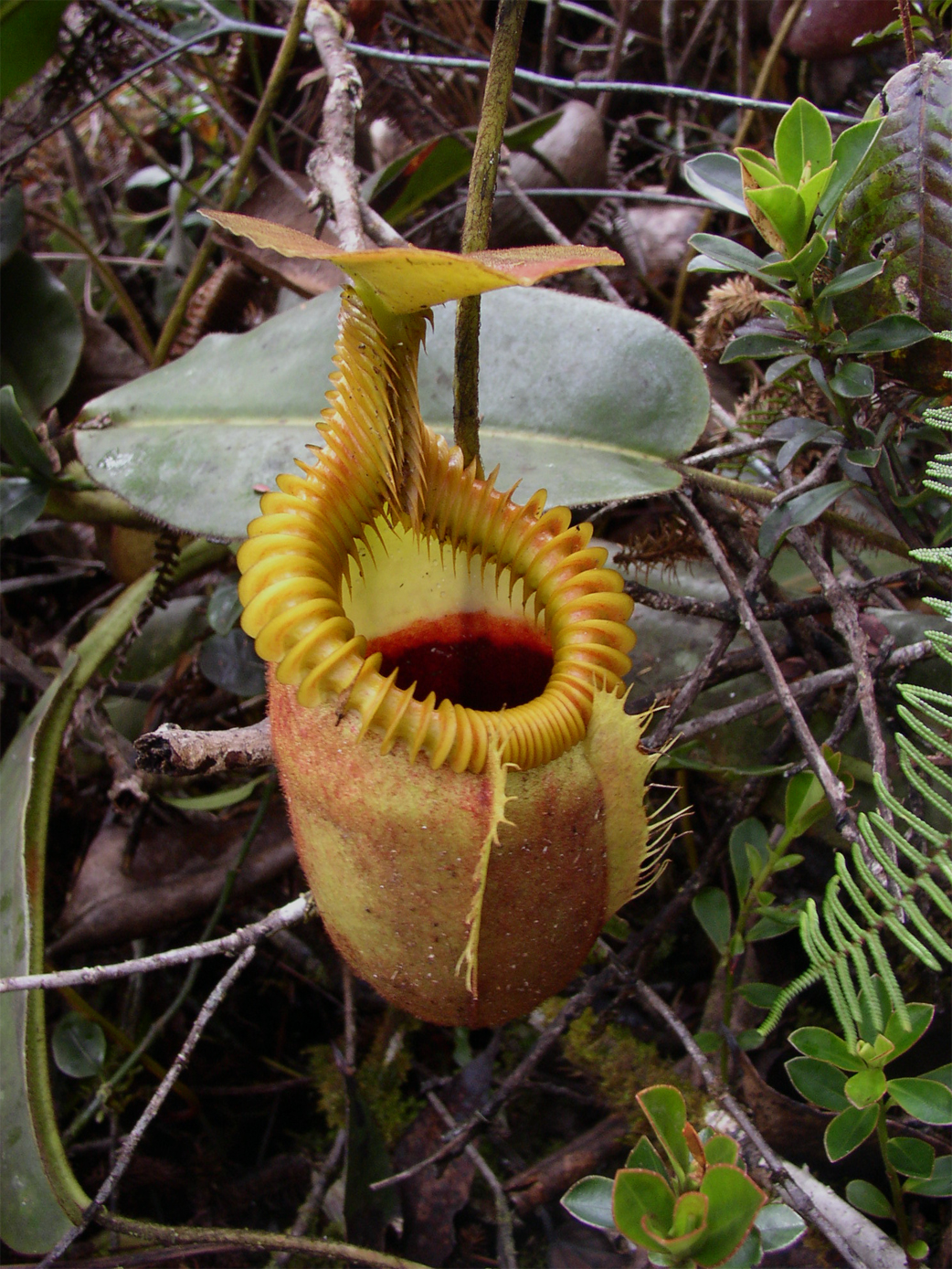
Nepenthes villosa

Endemity Sumatry
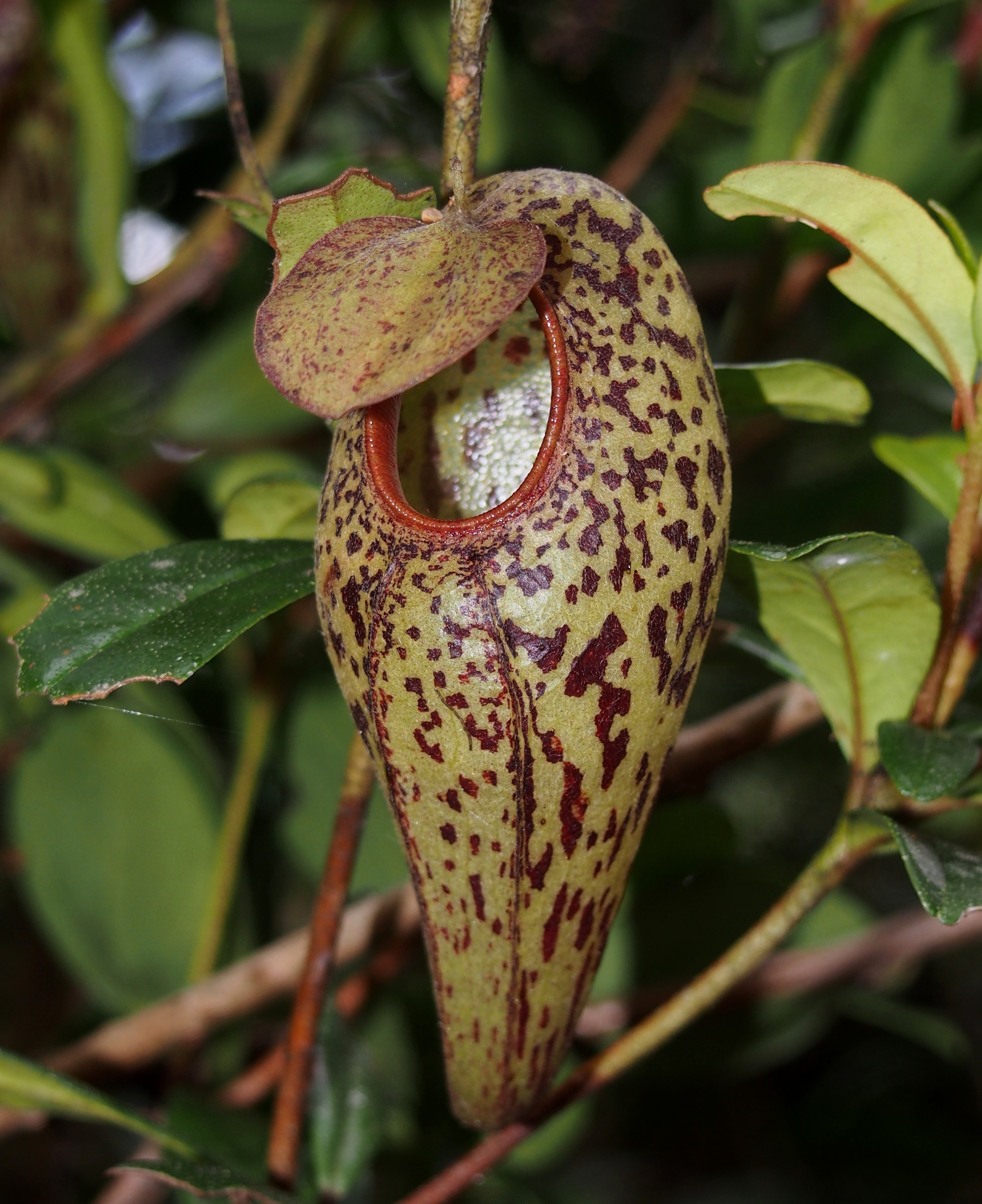
Nepenthes aristolochioides
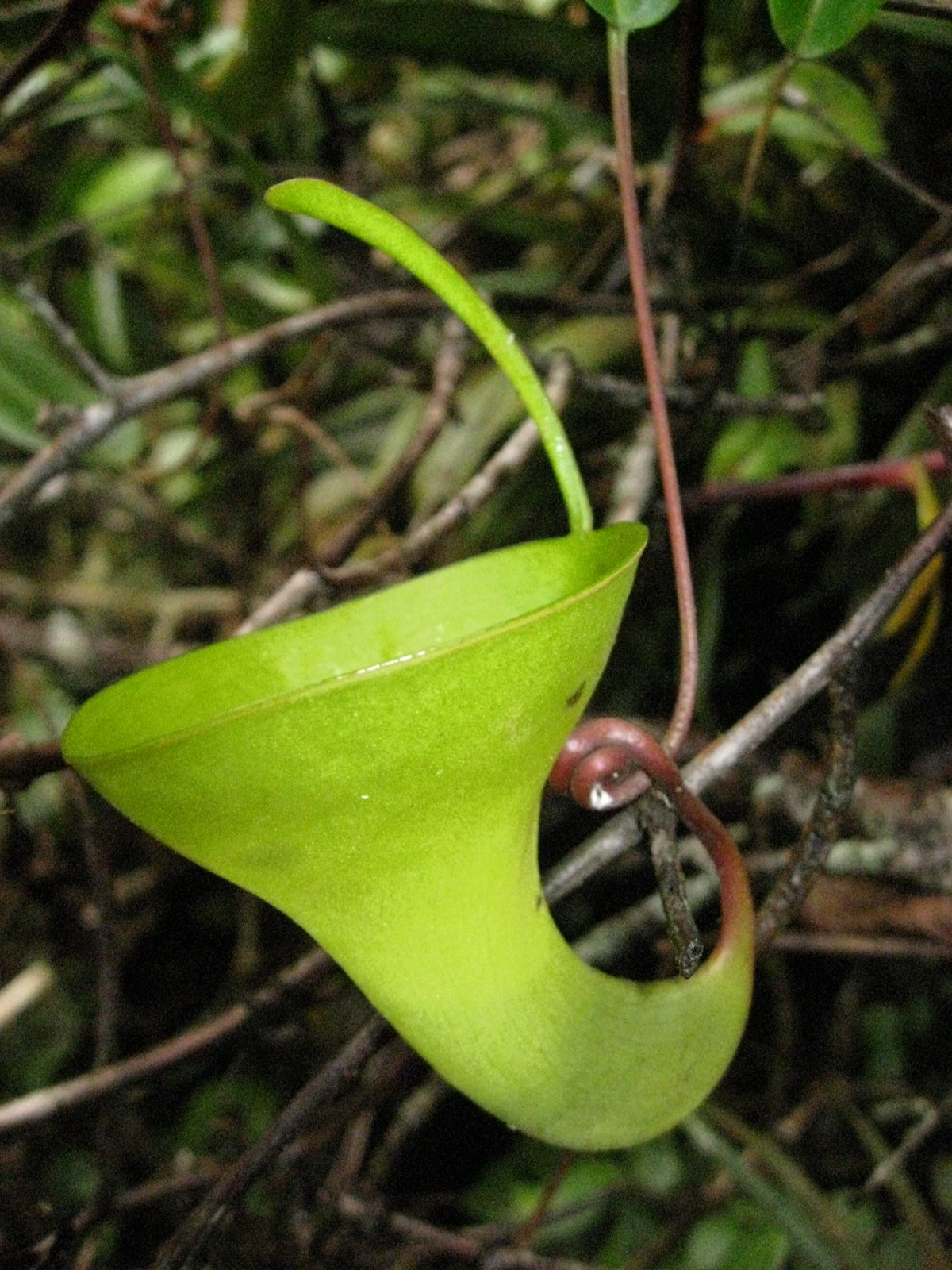
Nepenthes inermis
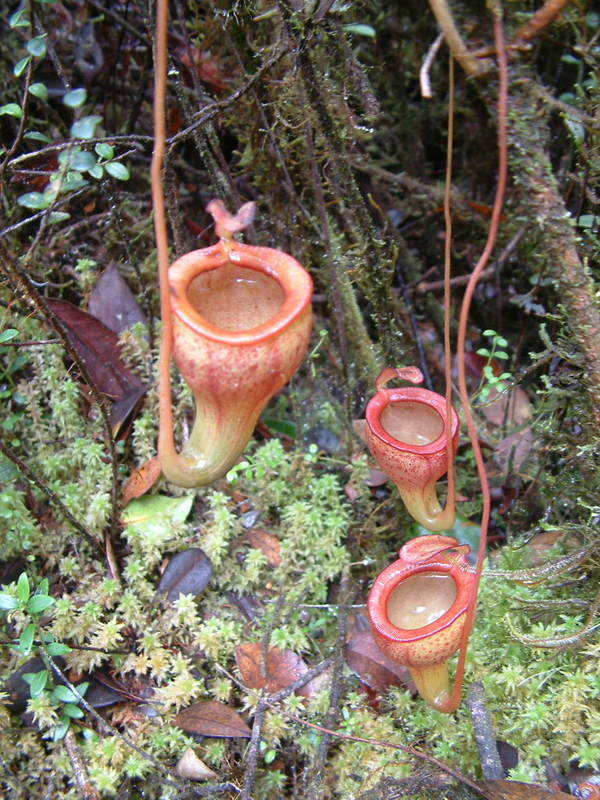
Nepenthes jamban
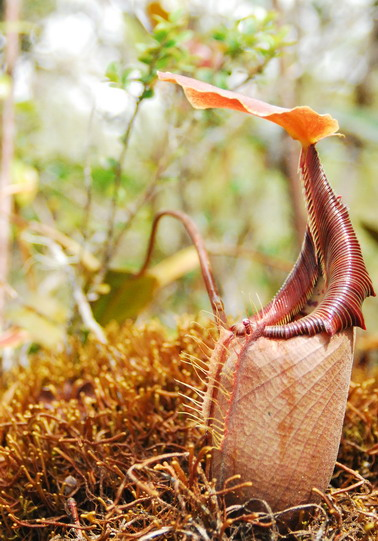
Nepenthes ovata
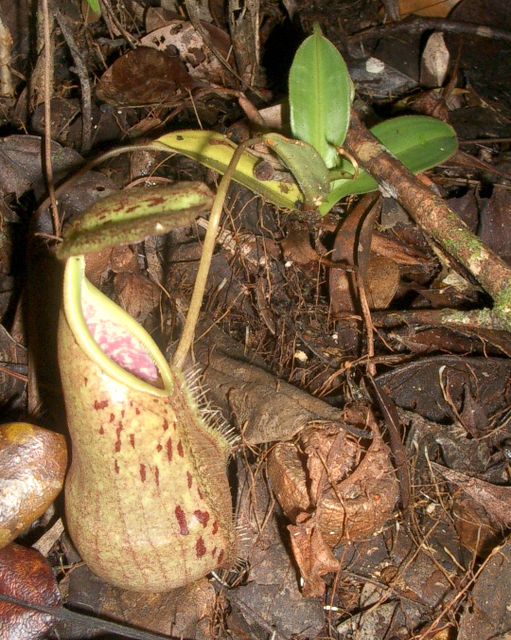
Nepenthes rhombicaulis
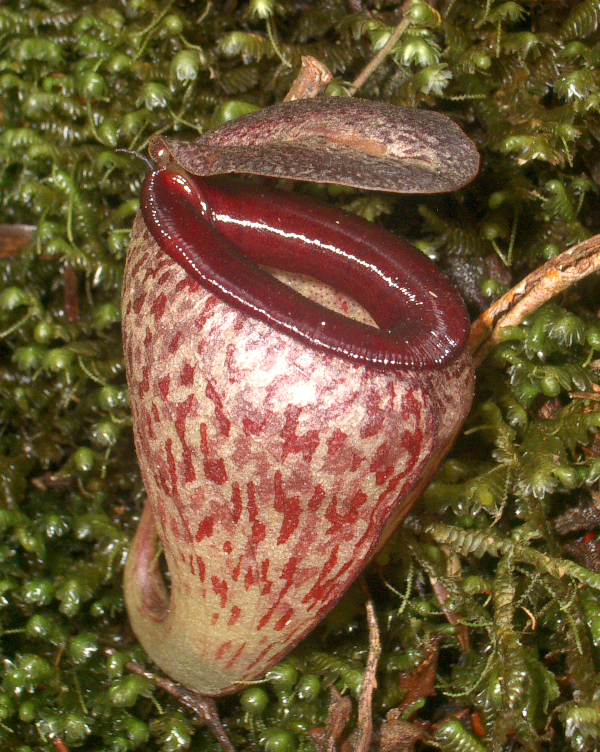
Nepenthes tenuis

Endemity innych obszarów Południowo Wschodniej Azji
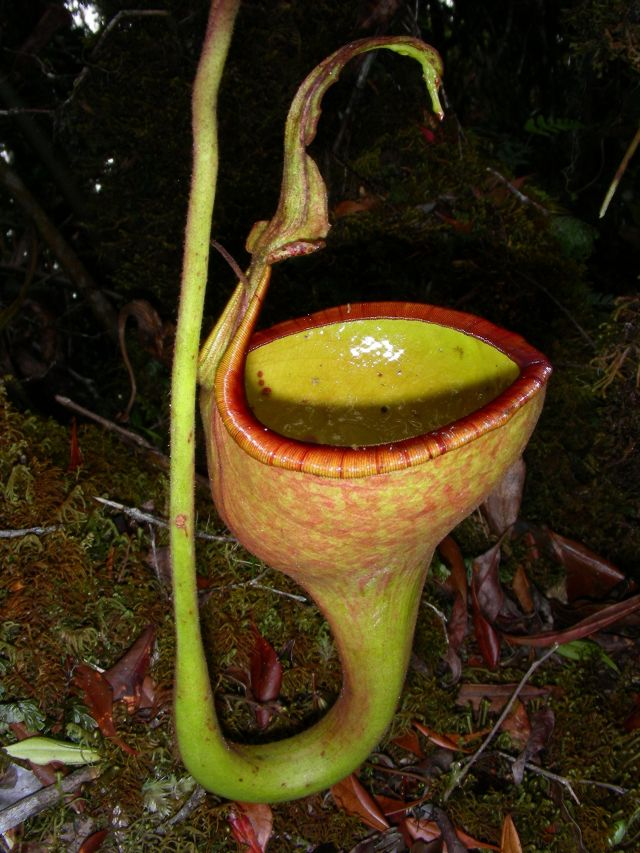
Nepenthes eymae; Celebes
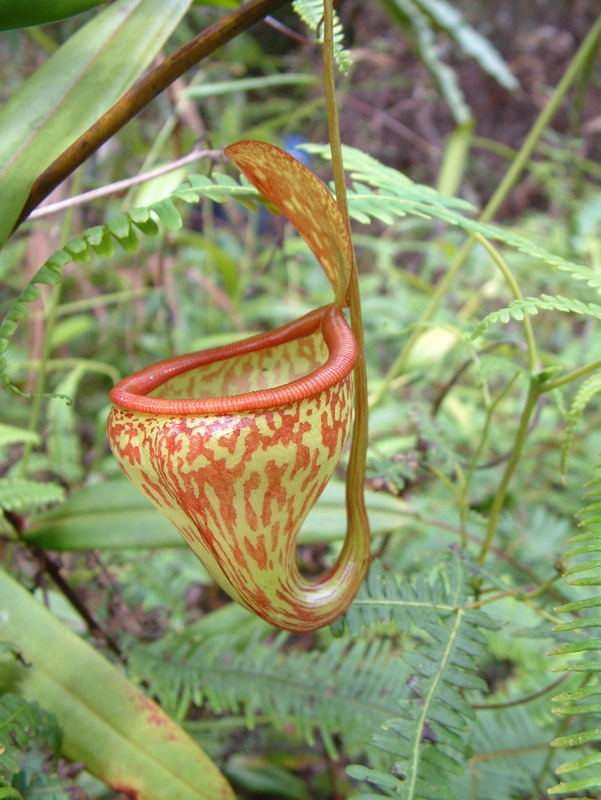
Nepenthes pitopangii; Celebes
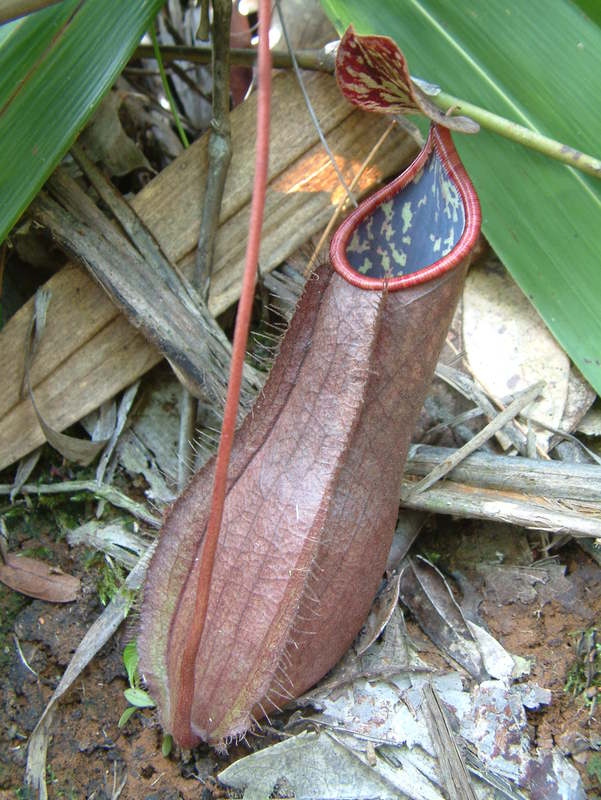
Nepenthes tomoriana; Celebes
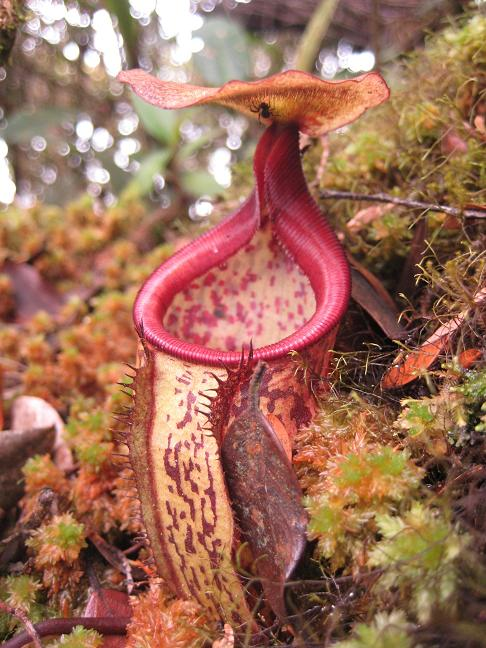
Nepenthes macfarlanei; Malezja
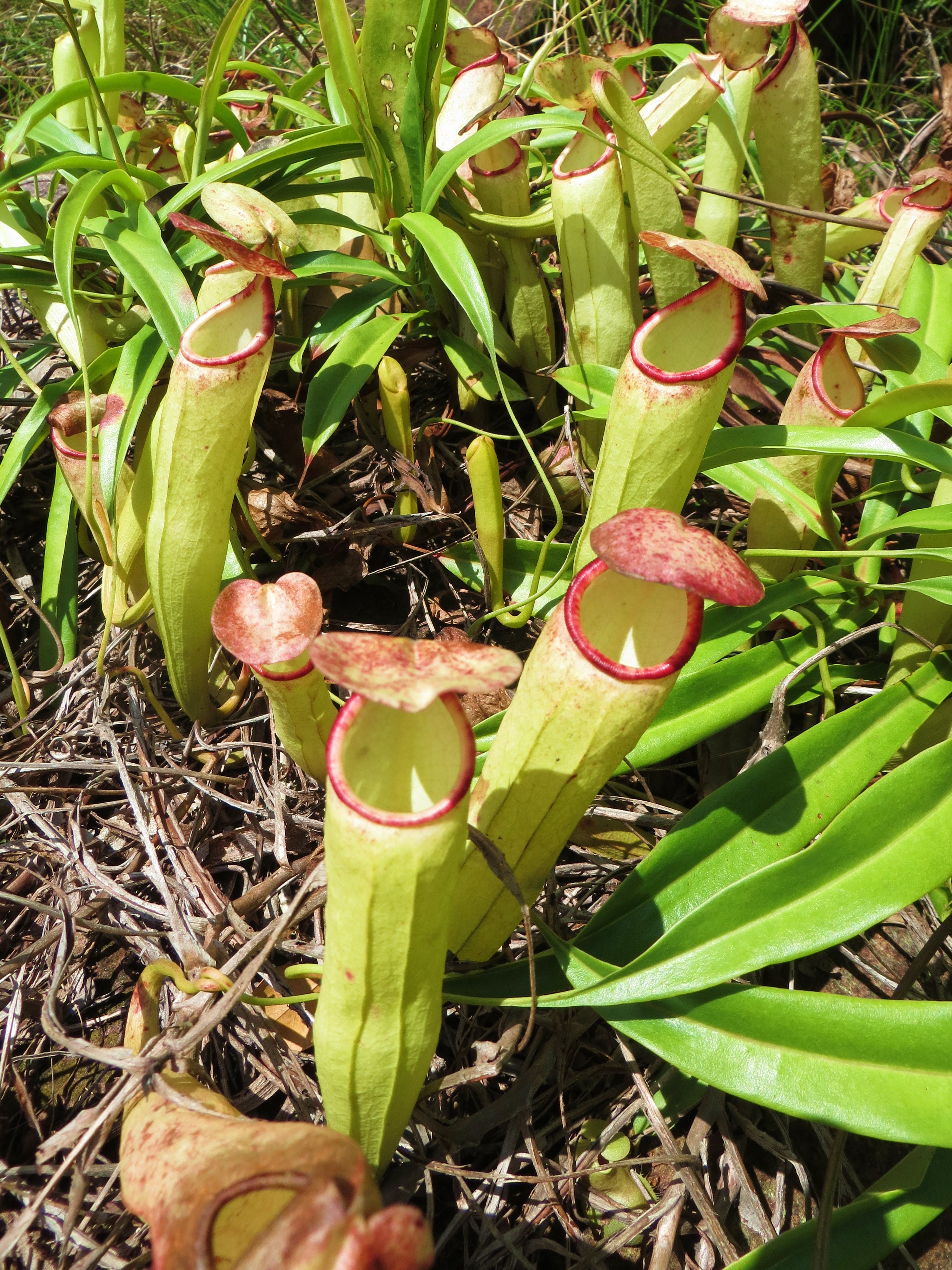
Nepenthes rosea; Tajlandia
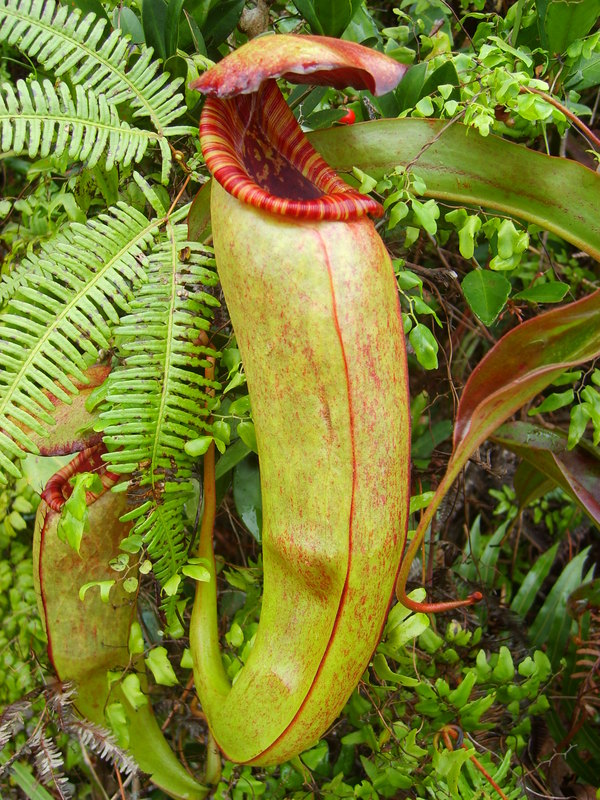
Nepenthes bokorensis; Kambodża

Gatunki spoza Południowo-Wschodniej Azji
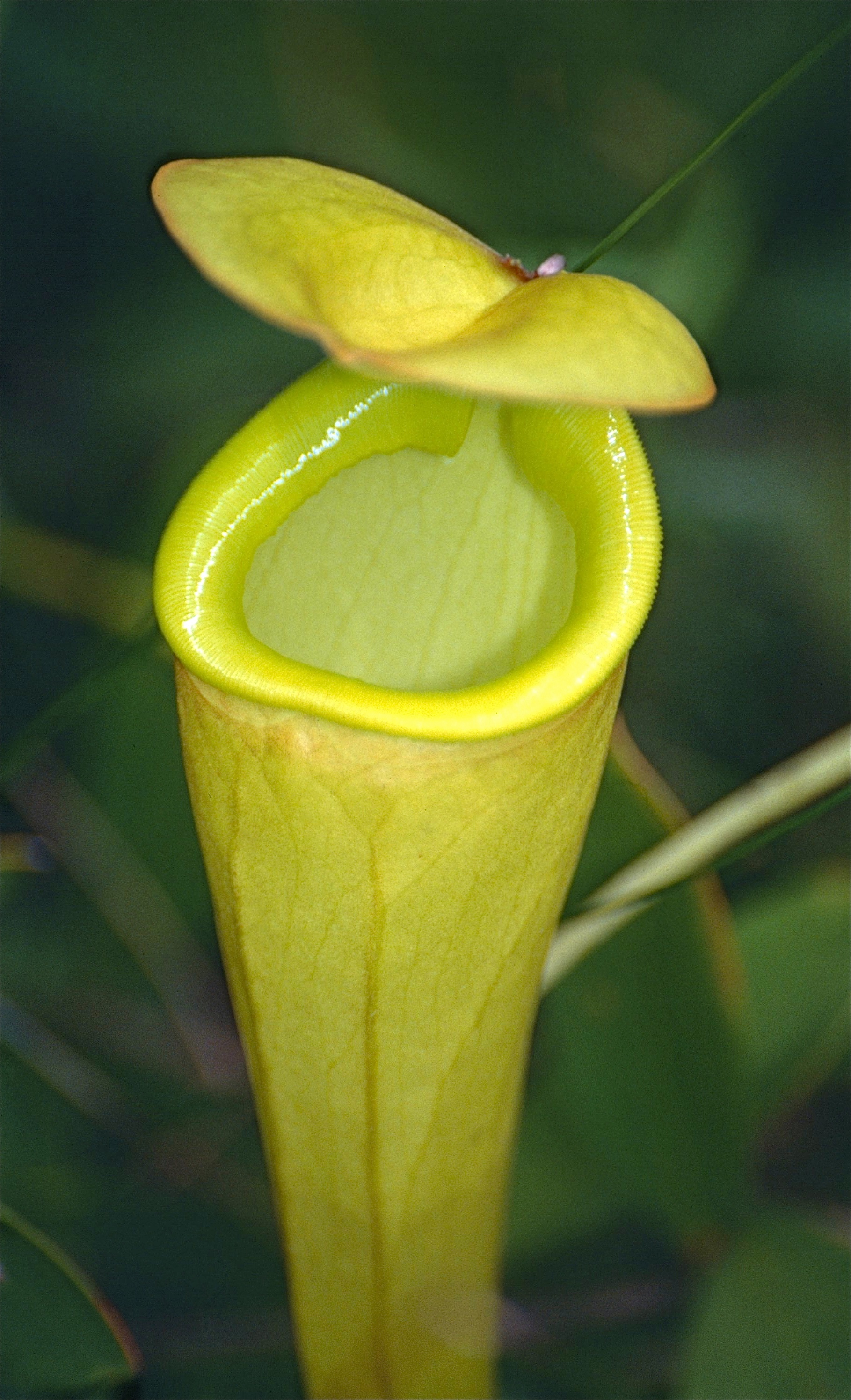
Nepenthes madagascariensis; Madagaskar
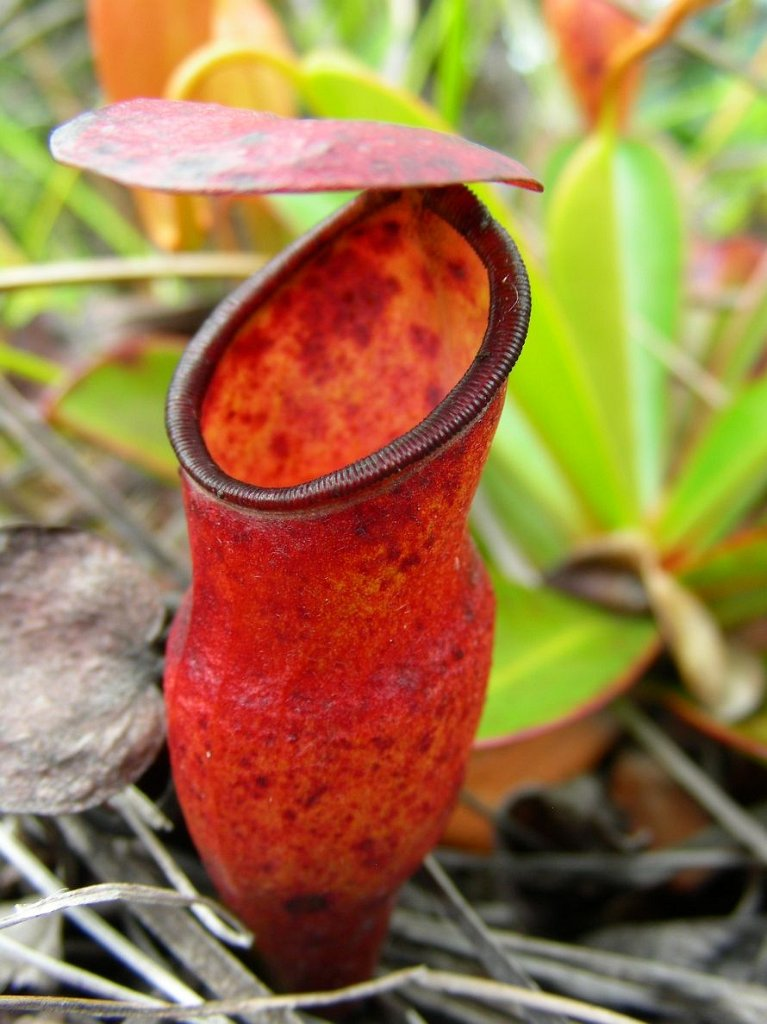
Nepenthes pervillei, Seszele
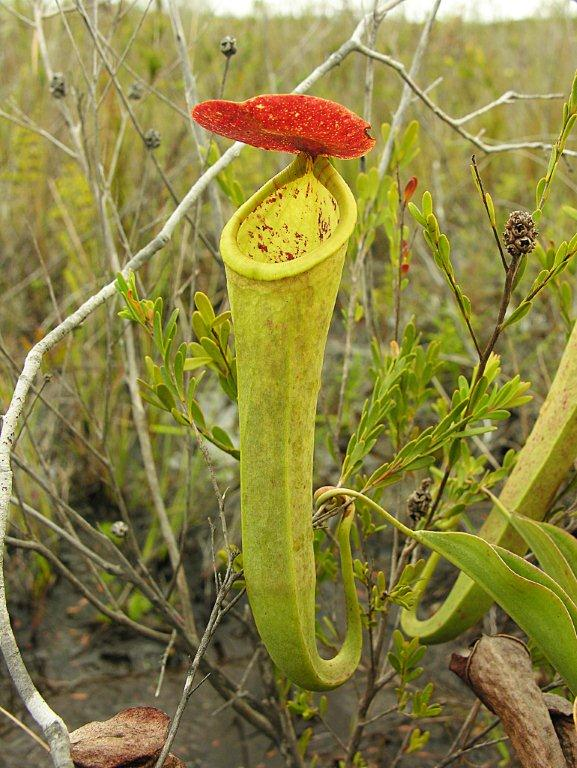
Nepenthes tenax; Australia
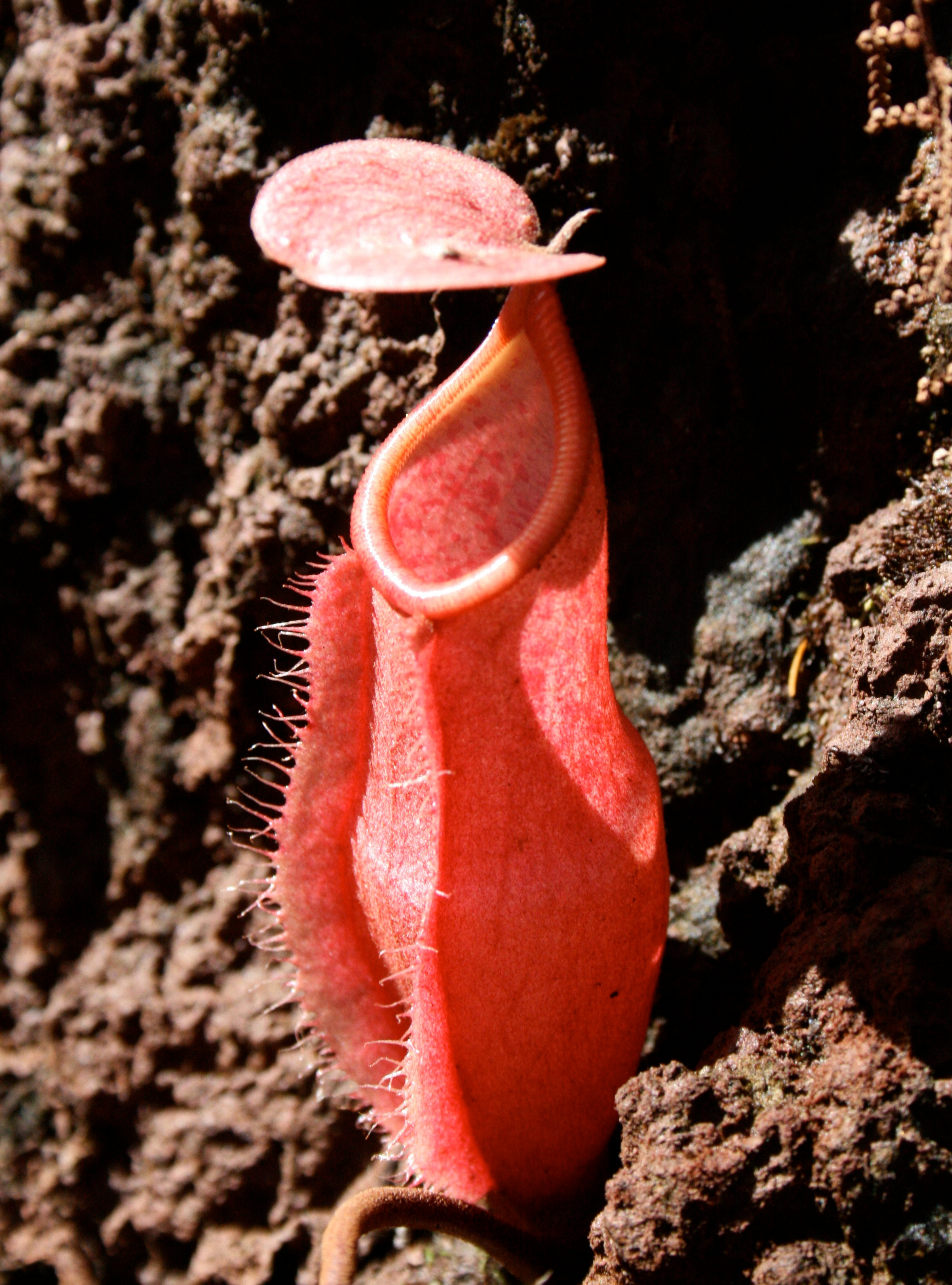
Nepenthes vieillardii; Nowa Kaledonia
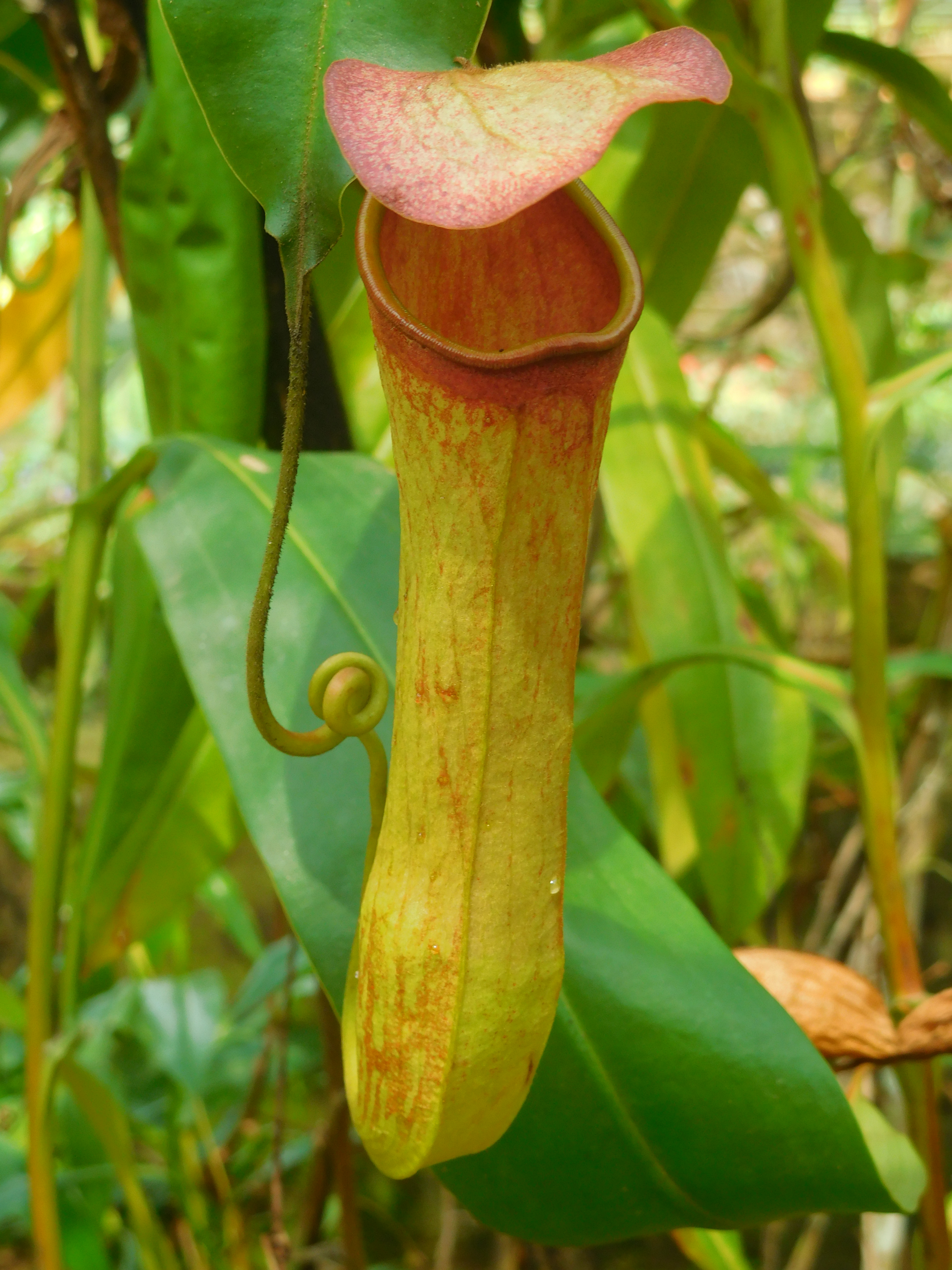
Nepenthes khasiana, Indie (Asam)
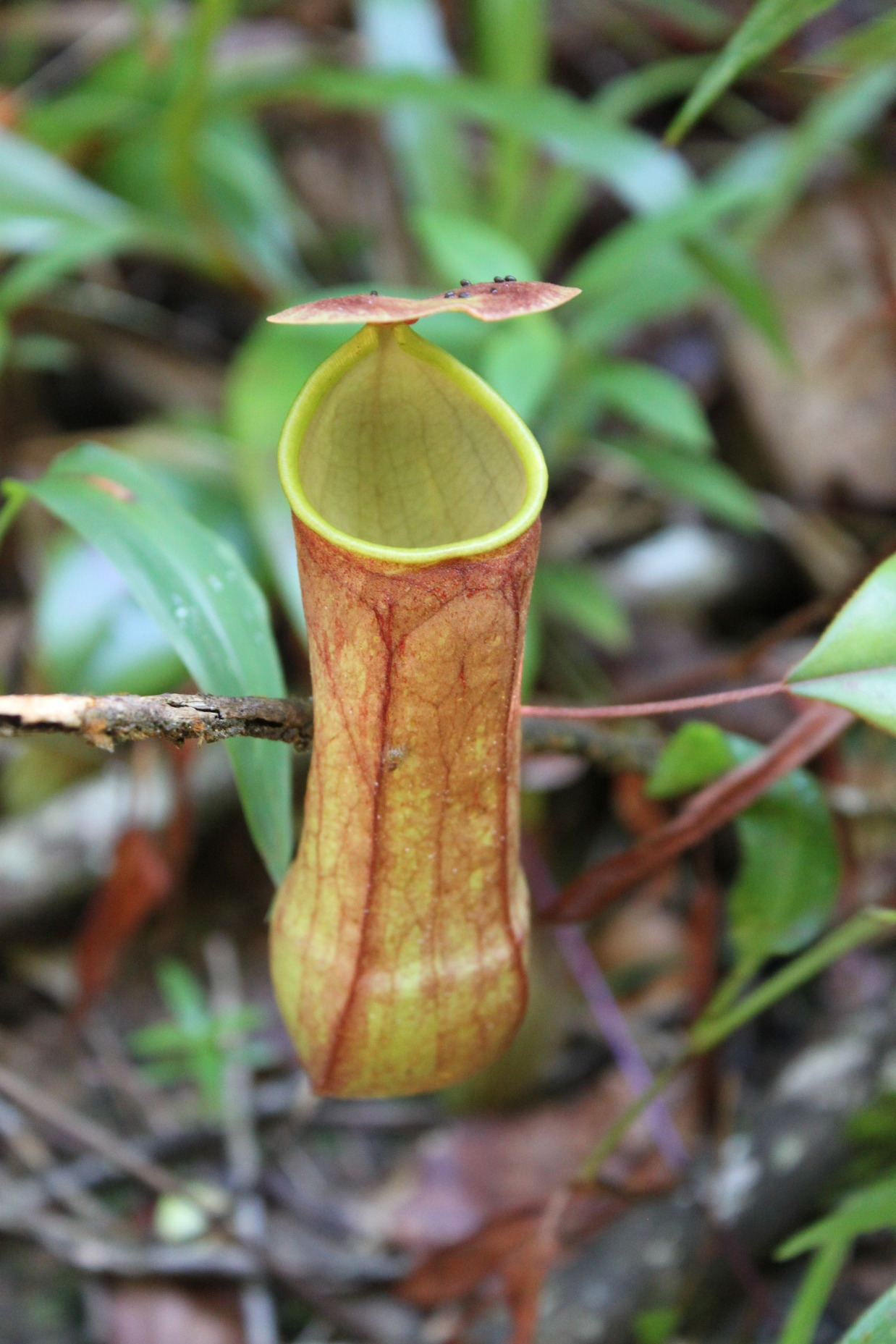
Nepenthes distillatoria; Cejlon

Endemity Nowej Gwinei
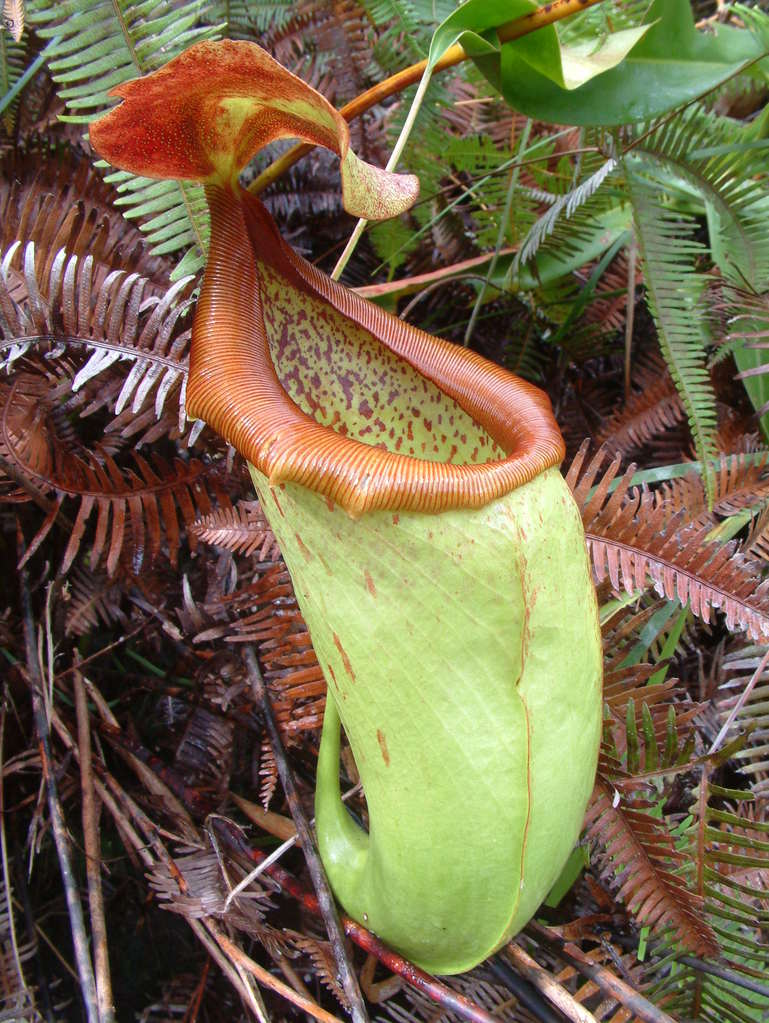
Nepenthes insignis
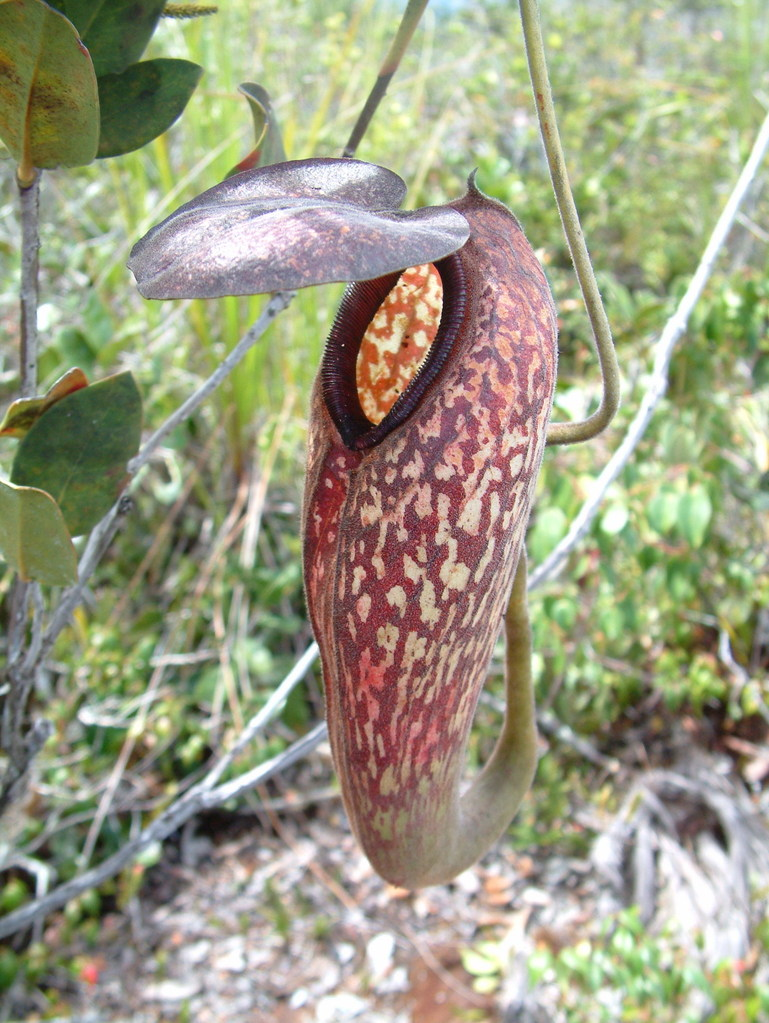
Nepenthes klossii
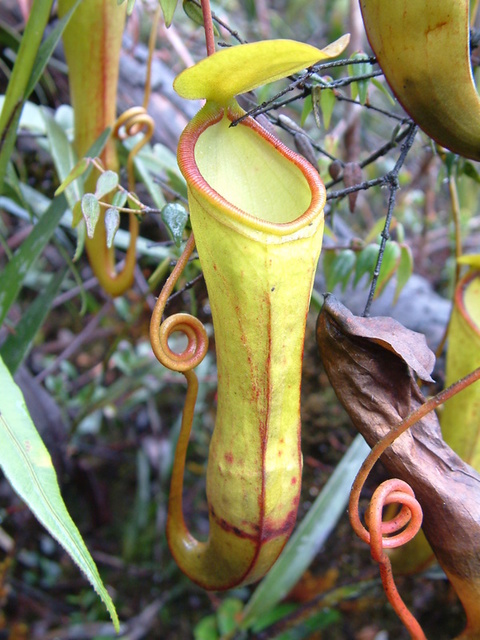
Nepenthes monticola
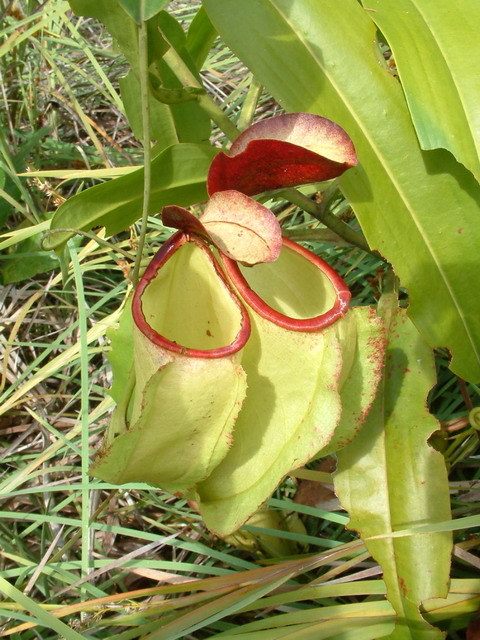
Nepenthes neoguineensis
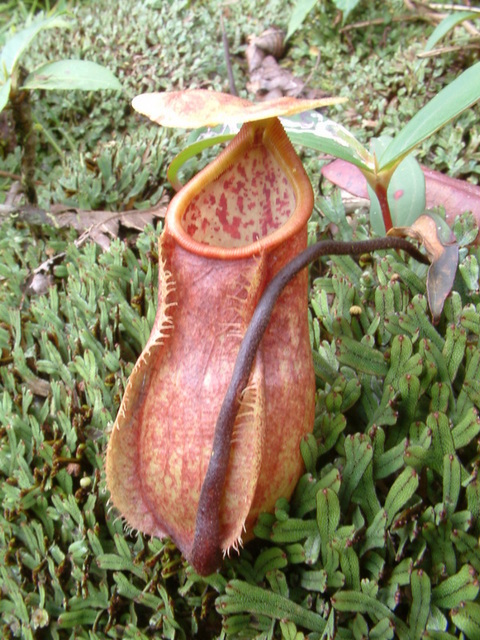
Nepenthes papuana
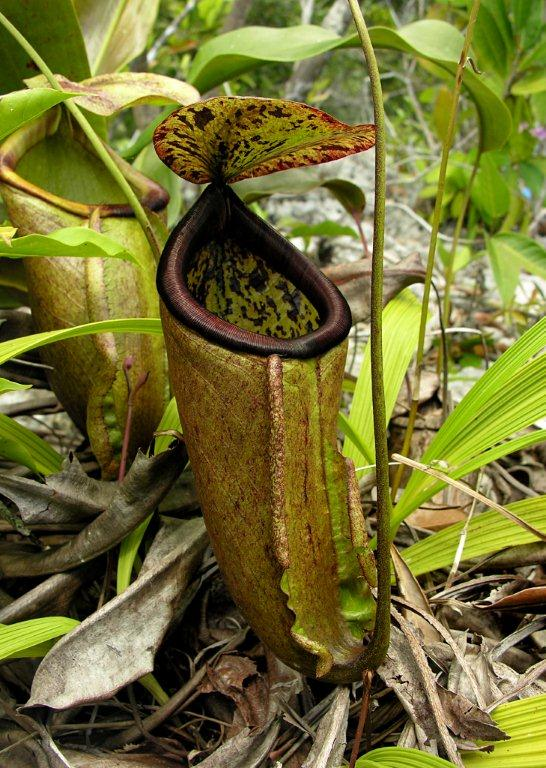
Nepenthes treubiana